# 特捜刑事マイアミ・バイスのエピソード一覧

## 特捜刑事マイアミ・バイスのエピソード一覧
特捜刑事マイアミ・バイスのエピソード一覧は、アメリカのNBCで1984年から1989年まで放送されたテレビドラマ「特捜刑事マイアミ・バイス」の各エピソードを記した一覧である。サブタイトルはテレビ東京放映時の邦題を記載し、テレビ東京で放映されなかったシーズン4第15話以降はDVDリリース版の邦題を記載している。

## シーズン一覧
| シーズン | シーズン | エピソード | 米国での放送日 | 米国での放送日 |
| シーズン | シーズン | エピソード | 初回           | 最終回         |
| -------- | -------- | ---------- | -------------- | -------------- |
|          | 1        | 22         | 1984年9月16日  | 1985年5月10日  |
|          | 2        | 22         | 1985年9月27日  | 1986年5月9日   |
|          | 3        | 24         | 1986年9月26日  | 1987年5月8日   |
|          | 4        | 22         | 1987年9月25日  | 1988年5月6日   |
|          | 5        | 21         | 1988年11月4日  | 1990年1月25日  |

## シーズン1（1984年～1985年）
| シーズン1（全22話） | シーズン1（全22話） | シーズン1（全22話）                                  | シーズン1（全22話）          | シーズン1（全22話） |
| 話数                | 通算                | サブタイトル                                         | 原題                         | 米国初回放映日      |
| ------------------- | ------------------- | ---------------------------------------------------- | ---------------------------- | ------------------- |
| 1                   | 1                   | 血闘サブマシンガン!巨大組織を叩きつぶせ！            | Brother's Keeper             | 1984年9月16日       |
| 2                   | 2                   | 暗闇の魂                                             | Hart of Darkness             | 1984年9月28日       |
| 3                   | 3                   | クールな配達屋                                       | Cool Runnin                  | 1984年10月5日       |
| 4                   | 4                   | 宿敵カルデロン PartⅠ                                 | Calderone's Return (PartI)   | 1984年10月19日      |
| 5                   | 5                   | 宿敵カルデロン PartⅡ                                 | Calderone's Return (PartII)  | 1984年10月26日      |
| 6                   | 6                   | 切り札                                               | One-Eyed Jack                | 1984年11月2日       |
| 7                   | 7                   | 地対空ミサイル強奪!武器密輸ルートを追え              | No Exit                      | 1984年11月9日       |
| 8                   | 8                   | ボートレースに隠された麻薬密輸ルート                 | The Great McCarthy           | 1984年11月16日      |
| 9                   | 9                   | フロリダ大湿原人質救出作戦                           | Glades                       | 1984年11月30日      |
| 10                  | 10                  | 潜入！売春組織 女刑事ジーナの危機                    | Give A Little, Take A Little | 1984年12月7日       |
| 11                  | 11                  | 麻薬汚染を暴け！虚飾の上流階級                       | Little Prince                | 1984年12月14日      |
| 12                  | 12                  | 明日なき暴走！チンピラ運び屋を追い詰めろ             | Milk Run                     | 1985年1月4日        |
| 13                  | 13                  | ドラゴン・マフィア上陸！地獄の三角地帯から来た闇将軍 | Golden Triangle, partⅠ       | 1985年1月11日       |
| 14                  | 14                  | 宿命の闘い！地獄の三角地帯から来た闇将軍             | Golden Triangle, partⅡ       | 1985年1月18日       |
| 15                  | 15                  | 運び屋のブルース                                     | Smuggler's Blues             | 1985年2月1日        |
| 16                  | 16                  | 美少女売春！危ない復讐ゲーム                         | Rites of Passage             | 1985年2月8日        |
| 17                  | 17                  | 恐怖の24時間！大乱射マシンガンパニック               | The Maze                     | 1985年2月22日       |
| 18                  | 18                  | 爆発コンビ大奮戦！おもしろ刑事危機一髪               | Made For Each Other          | 1985年3月8日        |
| 19                  | 19                  | 暴行!強奪！人妻をおそう恐怖の侵入者                  | m                            | 1985年3月15日       |
| 20                  | 20                  | 無差別殺人！戦慄のショットガン                       | Nobody Lives Forever         | 1985年3月29日       |
| 21                  | 21                  | 高性能サブマシンガン大量密輸！楽園に迫る死の商人の影 | Evan                         | 1985年5月3日        |
| 22                  | 22                  | 血の抗争！マフィア非情の暗殺指令                     | Lombard                      | 1985年5月10日       |

### 第1話「決闘サブマシンガン！巨大組織を叩き潰せ！」
| シーズン１ 第1話 (パイロット) |                                          |                                          |                                          |
| サブタイトル                  | 決闘サブマシンガン！巨大組織を叩き潰せ！ | 決闘サブマシンガン！巨大組織を叩き潰せ！ | 決闘サブマシンガン！巨大組織を叩き潰せ！ |
| 原題                          | Brother's Keeper                         | Brother's Keeper                         | Brother's Keeper                         |
| 初回放映                      | 1984年9月16日                            | 1984年9月16日                            | 1984年9月16日                            |
| ゲスト出演                    | 出演                                     | 役名                                     | 配役                                     |
| ゲスト出演                    | ビル・スミトロヴィッチ                   | スコット・ウィーラー                     | DEA (クロケットの元相棒)                 |
| ゲスト出演                    | ジミー・スミッツ                         | エディ・リヴェラ                         | クロケットの相棒                         |
| ゲスト出演                    | ベリンダ・モンゴメリー                   | キャロライン・クロケット                 | クロケットの妻                           |
| ゲスト出演                    | ミゲル・ピニェロ                         | エステバン・カルデロン                   | コロンビアの麻薬王                       |
| ゲスト出演                    | マーティン・フェレロ                     | トリニ・デ・ソト                         | カルデロンの部下                         |
| ゲスト出演                    | ミケルティ・ウィリアムソン               | レオン・ジェファーソン                   | 殺し屋、爆弾犯                           |
| ゲスト出演                    | ライアン・セント・レオン                 | ビリー・クロケット                       | クロケットの息子                         |
| ゲスト出演                    | アーネスト・ロビンソン                   | ラファエル・タブス                       | NY市警の刑事、タブスの兄                 |
| 監督                          | トーマス・カーター                       | トーマス・カーター                       | トーマス・カーター                       |
| 脚本                          | アンソニー・ヤーコヴィック               | アンソニー・ヤーコヴィック               | アンソニー・ヤーコヴィック               |
| 次エピソード                  | 暗闇の魂                                 | 暗闇の魂                                 | 暗闇の魂                                 |

使用された楽曲
| アーティスト名           | タイトル                    | 邦題                             |
| ------------------------ | --------------------------- | -------------------------------- |
| ローリング・ストーンズ   | Miss You                    | ミス・ユー                       |
| ザ・ディール             | Body Talk                   | ボディ・トーク                   |
| ロックウェル             | Somebody's Wathing Me       | サムバディズ・ウォッチング・ミー |
| シンディ・ローパー       | Girls Just Want to Have Fun | ハイ・スクールはダンステリア     |
| Los Virtuosos            | Mi Rumbon                   |                                  |
| Los Virtuosos            | Salsa Caliente              |                                  |
| ベット・ミドラー(カバー) | Only In Miami               | オンリー・イン・マイアミ         |
| ライオネル・リッチー     | All Night Long              | オールナイト・ロング             |
| フィル・コリンズ         | In the Air Tinight          | 夜の囁き                         |

- 初回放送時のタイトルは”Miami Vice”のみで、”Brother's Keeper” が付いたのは1988年の再放送からだった。
- このエピソードでエミー賞の撮影賞と音響編集賞を受賞した。
- 撮影初日からマイアミで暴動事件が発生した(1980年代初頭に頻発した「マイアミ暴動」[1])。撮影を終わったあとホテルに戻る際、白人が夜の街に出るのは危険なのでドン・ジョンソンやベリンダ・モンゴメリーは貨物用バンの荷室に隠れ、黒人のトーマス・カーター監督が運転した。ホテルに着くと入口のドアやガラスが破壊されていた[2]。
- ラファエル・タブスを演じるアーネスト・ロビンソンは1960年代から活躍するスタントマンである。1967年に黒人スタントマン協会を創設して会長になり、ショービジネス界における人種差別と闘い続けた[3]。
- アーネスト・ロビンソンは主にフィリップ・マイケル・トーマスのスタントを担当したが、S3・9話「赤ちゃん密輸！悪徳弁護士の非情な商売」の撮影時に火薬の点火タイミングのミスにより足に大火傷を負い、スタントマン業を引退した。
- デ・ソト役のマーティン・フェレロは、S1・8話から情報屋のイジー・モレノという異なる役で準レギュラー出演した。
- レオンが住むアパートはカーサ・カジュアリーナ(Casa Casuarina)と呼ばれる1920年代に建てられた邸宅を使用した。撮影時は廃墟のような状態だったが後に大改修が行われ、1992年にジャンニ・ヴェルサーチが別荘として購入した。ドン・ジョンソンはこのドラマを通じてヴェルサーチと友人になり度々別荘に招かれたという。1997年7月、ヴェルサーチはこの場所で射殺された[4][5]。
- エディが爆死したあと聞こえる警察無線は当時のラスベガス市警で実際に交信された音声。初期の数エピソードで使用された[6]。
- 第1話のソニー・クロケットの拳銃はブローニングBDA(SIG P220の.45口径バージョン)で、ブレン・テンになるのは第2話以降。足首に装着するバックアップ用の拳銃はデトニクス・ポケット9で、第2話からデトニクス・コンバットマスターに代わった。
- 日本では「マイアミ・バイス」のタイトルでVHSリリースされた。

### 第2話「暗闇の魂」
| シーズン１ 第２話 |                                                  |                                                  |                                                  |
| サブタイトル      | 暗闇の魂                                         | 暗闇の魂                                         | 暗闇の魂                                         |
| 原題              | Hart of Darkness                                 | Hart of Darkness                                 | Hart of Darkness                                 |
| 初回放映          | 1984年9月28日                                    | 1984年9月28日                                    | 1984年9月28日                                    |
| ゲスト出演        | 出演                                             | 役名                                             | 配役                                             |
| ゲスト出演        | エド・オニール                                   | アーサー・ローソン/アーティー・ロリンズ          | FBI捜査官                                        |
| ゲスト出演        | ポール・ヘクト                                   | サム・コーヴィックス                             | ポルノ業界のボス                                 |
| ゲスト出演        | テッド・ジュルコウスキー                         | ジミー・コンウェイ                               | プロデューサー                                   |
| ゲスト出演        | スージー・エイミス                               | ペニー・マッグロー                               | 女優                                             |
| ゲスト出演        | シェリル・ジャンニーニ                           | Mrs.ローソン                                     | アーサーの妻                                     |
| ゲスト出演        | ジュリオ・オスカー・メチョソ                     | レスター・コスコ                                 | 盗聴技術者                                       |
| ゲスト出演        | ウィル・ニッカボッカ                             | ウィル・フィールズ                               | ドッグマスター(船渠長)                           |
| 監督              | ジョン・リウェリン・モクシー                     | ジョン・リウェリン・モクシー                     | ジョン・リウェリン・モクシー                     |
| 脚本              | A・J・エディソン（ダニエル・パインのペンネーム） | A・J・エディソン（ダニエル・パインのペンネーム） | A・J・エディソン（ダニエル・パインのペンネーム） |
| 脚本統括          | ジョエル・サーノウ                               | ジョエル・サーノウ                               | ジョエル・サーノウ                               |
| 前エピソード      | 決闘サブマシンガン！巨大組織を叩き潰せ！         | 決闘サブマシンガン！巨大組織を叩き潰せ！         | 決闘サブマシンガン！巨大組織を叩き潰せ！         |
| 次エピソード      | クールな配達屋                                   | クールな配達屋                                   | クールな配達屋                                   |

使用された楽曲
| アーティスト名     | タイトル        | 邦題                 |
| ------------------ | --------------- | -------------------- |
| ザ・チューブス     | She's a Beauty  |                      |
| ジョン・ウェイト   | Missing You     | ミッシング・ユー     |
| ディーヴォ         | Going Under     | ゴーイング・アンダー |
| ジョージ・ベンソン | This Masquerade | マスカレード         |

- スージー・エイミスのデビュー作。当時22歳。
- 盗聴器の混信で流れる音楽はヤン・ハマーがこのドラマ用に作った曲でいくつかのエピソードで使用された。
- ジュリオ・オスカー・メチョソは盗聴専門の技術班としてシーズン1の5エピソードに出演し、シーズン2以降は異なる役で3エピソードに出演した。シーズン2以降の盗聴任務はスワイテクとジートの役目となった。

### 第3話「クールな配達屋」
| シーズン１ 第３話 |                              |                       |                       |
| サブタイトル      | クールな配達屋               | クールな配達屋        | クールな配達屋        |
| 原題              | Cool Runnin                  | Cool Runnin           | Cool Runnin           |
| 初回放映          | 1984年10月5日                | 1984年10月5日         | 1984年10月5日         |
| ゲスト出演        | 出演                         | 役名                  | 配役                  |
| ゲスト出演        | チャーリー・バーネット       | ヌーギー・ラモント    | 情報屋                |
| ゲスト出演        | ラリー・ライリー             | ボビー・プライス      | 若手の刑事            |
| ゲスト出演        | ライオネル・ピナ             | ジェイク・エステバン  | 若手の刑事            |
| ゲスト出演        | ジュリオ・オスカー・メチョソ | レスター・コスコ      | 盗聴技術者            |
| 監督              | リー・H・カッツィン          | リー・H・カッツィン   | リー・H・カッツィン   |
| 脚本              | ジョエル・サーノウ           | ジョエル・サーノウ    | ジョエル・サーノウ    |
| 前エピソード      | 暗闇の魂                     | 暗闇の魂              | 暗闇の魂              |
| 次エピソード      | 宿敵カルデロン PART I        | 宿敵カルデロン PART I | 宿敵カルデロン PART I |

使用された楽曲
| アーティスト名                  | タイトル                            | 邦題                                               |
| ------------------------------- | ----------------------------------- | -------------------------------------------------- |
| オーガスタス・パブロ            | King Tubby Meets the Rockers Uptown | キング・タビーズ・ミーツ・ロッカーズ・アップタウン |
| ウェイリング・ソウルズ          | Feel the Spirit                     | フィール・ザ・スピリット                           |
| リントン・クウェシ・ジョンソン  | Reality Dub                         | リアリティ・ダブ                                   |
| ボブ・マーリー&ザ・ウェイラーズ | Jamming                             | ジャミング                                         |

- 情報屋ヌーギーが初登場する。出演回数は計6話。
- クロケットが「ソニー・ベイツ」を名乗るのは、本作と第9話「フロリダ大湿原人質救出作戦」の2エピソードのみ。
- タブスがカリブ海域の言語に精通するのがわかるエピソード。S1・17話「恐怖の24時間!大乱射マシンガンパニック」では言語の細かな違いを指摘するシーンがあり、映画「マイアミ・バイス」(2006)ではクレオール語を使いこなした。
- ”Cool Runnin” とは「旅に幸あれ」というジャマイカのことわざ。

### 第4話「宿敵カルデロン PART I」
| シーズン１ 第４話 |                                      |                                      |                                      |
| サブタイトル      | 宿敵カルデロン PART I                | 宿敵カルデロン PART I                | 宿敵カルデロン PART I                |
| VHSリリース       | マイアミ・バイス3 / カルデロンの復讐 | マイアミ・バイス3 / カルデロンの復讐 | マイアミ・バイス3 / カルデロンの復讐 |
| 原題              | Calderone's Return (PartI)           | Calderone's Return (PartI)           | Calderone's Return (PartI)           |
| 初回放映          | 1984年10月19日                       | 1984年10月19日                       | 1984年10月19日                       |
| ゲスト出演        | 出演                                 | 役名                                 | 配役                                 |
| ゲスト出演        | ジム・ズビアナ                       | ルドヴィチオ・アームストロング       | 殺し屋                               |
| ゲスト出演        | ティート・ゴヤ                       | カルロス・メンデス                   | 殺し屋の仲介人                       |
| ゲスト出演        | ベリンダ・モンゴメリー               | キャロライン・クロケット             | クロケットの妻                       |
| ゲスト出演        | ライアン・セント・レオン             | ビリー・クロケット                   | クロケットの息子                     |
| ゲスト出演        | ロン・テイラー                       | ライナス・オリヴァー                 | 麻薬ディーラー                       |
| ゲスト出演        | ウィル・ニッカボッカ                 | ウィル・フィールズ                   | ドッグマスター(船渠長)               |
| 監督              | リチャード・A・コーラ                | リチャード・A・コーラ                | リチャード・A・コーラ                |
| 脚本              | ジョエル・サーノウ                   | ジョエル・サーノウ                   | ジョエル・サーノウ                   |
| 前エピソード      | クールな配達屋                       | クールな配達屋                       | クールな配達屋                       |
| 次エピソード      | 宿敵カルデロン PARTⅡ                 | 宿敵カルデロン PARTⅡ                 | 宿敵カルデロン PARTⅡ                 |

使用された楽曲
| アーティスト名         | タイトル       | 邦題                 |
| ---------------------- | -------------- | -------------------- |
| ポインター・シスターズ | I'm So Excited | ソー・エキサイテッド |
| ZZトップ               | Tush           | タッシュ             |
| ラス・バラード         | In the Night   | イン・ザ・ナイト     |

- 初回放映時のタイトルは”The Hit List” で、次エピソードの前編ではなく独立したエピソードとして作られた[7]。
- クロケットの家での銃撃戦で着弾の点火プログラムが狂い爆風がドン・ジョンソンの顔面を襲った。本来は壁から退いたあと点火するはずだった[8]。
- その直後、ジム・ズビアナが演じる殺し屋が自動小銃を連射しながら窓を破って出てくるシーンの撮影では、銃身が熱膨張して空砲でも銃を作動させるブランクアダプターが吹き飛んだ。アダプターはカメラを保護する樹脂板で跳ね返りズビアナの肩に直撃した。肩だったのが幸いし軽傷で済んだ。
- タブスにショットガンを携行させるよう指導したのはジム・ズビアナだった。フィリップ・マイケル・トーマスの拳銃の扱い方が雑すぎて敏腕刑事らしくないと判断したからである[9]。
- タブスがフェラーリ・デイトナを運転するのはこのエピソードのみ[10]。
- ロドリゲス主任を演じるグレゴリー・シェラは治安の悪いマイアミに滞在するのを嫌がり、殉職という形でシリーズを降板した。
- メンデス役のティート・ゴヤはこの放送の翌年、7年前の殺人容疑で逮捕されたが、そのとき既に重度の肝硬変を患っており裁判が始まる前に死亡した。共犯の弟は懲役20年の有罪となった。
- 日本では4話と5話を1本にまとめて「マイアミ・バイス2 カルデロンの復讐」のタイトルでVHSリリースされた。

### 第5話「宿敵カルデロン PARTⅡ」
| シーズン１ 第５話 |                                               |                                               |                                               |
| サブタイトル      | 宿敵カルデロン PARTⅡ                          | 宿敵カルデロン PARTⅡ                          | 宿敵カルデロン PARTⅡ                          |
| VHSリリース       | マイアミ・バイス3 / カルデロンの復讐          | マイアミ・バイス3 / カルデロンの復讐          | マイアミ・バイス3 / カルデロンの復讐          |
| 原題              | Calderone's Return (PartII)                   | Calderone's Return (PartII)                   | Calderone's Return (PartII)                   |
| 初回放映          | 1984年10月26日                                | 1984年10月26日                                | 1984年10月26日                                |
| ゲスト出演        | 出演                                          | 役名                                          | 配役                                          |
| ゲスト出演        | ミゲル・ピニェロ                              | エステヴァン・カルデロン                      | 麻薬王                                        |
| ゲスト出演        | ファニー・ナポリ                              | アンジェリーナ・マデイラ                      | カルデロンの娘                                |
| ゲスト出演        | ティート・ゴヤ                                | カルロス・メンデス                            | 殺し屋の仲介人                                |
| ゲスト出演        | ベンジャミン・R・リクソン                     | オルベリー                                    | 警察署長                                      |
| ゲスト出演        | サム・マクマレー                              | ジミー・ウォルターズ                          | ホテルの使用人                                |
| 監督              | ポール・マイケル・グレーザー                  | ポール・マイケル・グレーザー                  | ポール・マイケル・グレーザー                  |
| 脚本              | ジョエル・サーノウ アルフォンセ・ルジェロ Jr. | ジョエル・サーノウ アルフォンセ・ルジェロ Jr. | ジョエル・サーノウ アルフォンセ・ルジェロ Jr. |
| 前エピソード      | 宿敵カルデロン PARTⅠ                          | 宿敵カルデロン PARTⅠ                          | 宿敵カルデロン PARTⅠ                          |
| 次エピソード      | 切り札                                        | 切り札                                        | 切り札                                        |

使用された楽曲
| アーティスト名   | タイトル                      | 邦題       |
| ---------------- | ----------------------------- | ---------- |
| ラス・バラード   | Voices                        | ヴォイセズ |
| ティナ・ターナー | What's Love Got to Do With It | 愛の魔力   |

- 初回放映時のタイトルは”Calderone's Demise” で、前エピソードの後編ではなく独立したエピソードとして作られた[11]。再放送の際にタイトルを改変した。
- 監督は「刑事スタスキー&ハッチ」のスタスキー役で知られるポール・マイケル・グレイザー。彼が監督した3エピソードのうちの一つ。
- 舞台となるバハマのセントアンドリュース島は、米国領ヴァージン諸島のセントクロイ島で撮影された。カーチェイスのシーンで星条旗が見える。
- クロケットとアンジェリーナが赤が配色された服を着ているが、このシリーズで赤色の使用は非常に珍しい。
- エンディングに「マイアミバイスのテーマ」が流れない3エピソードのうちの一つ。他はS2・11話「だましのテクニック!汚れた大金を狙え!!」とS5・最終回。(テレビ東京の本放送はエンディングテーマがカットされた)

### 第6話「切り札」
| シーズン１ 第６話 |                                          |                                          |                                          |
| サブタイトル      | 切り札                                   | 切り札                                   | 切り札                                   |
| 原題              | One Eyed Jack                            | One Eyed Jack                            | One Eyed Jack                            |
| 初回放映          | 1984年11月2日                            | 1984年11月2日                            | 1984年11月2日                            |
| ゲスト出演        | 出演                                     | 役名                                     | 配役                                     |
| ゲスト出演        | デニス・ファリーナ                       | アルバート・ロンバード                   | マフィアのボス                           |
| ゲスト出演        | ジョー・ダレッサンドロ                   | ヴィンセント・デ・マルコ                 | ロンバードの手下                         |
| ゲスト出演        | ダン・ヘダヤ                             | ベン・シュローダー                       | 内務部の捜査官                           |
| ゲスト出演        | ジャネット・コンスタブル                 | バーバラ・キャロウ                       | クロケットの友人                         |
| ゲスト出演        | ジミー・レイ・ウィークス                 | ジェリー・キャロウ                       | バーバラの夫                             |
| ゲスト出演        | ジュリオ・オスカー・メチョソ             | レスター・コスコ                         | 盗聴技術者                               |
| 監督              | リー・H・カッツィン                      | リー・H・カッツィン                      | リー・H・カッツィン                      |
| 脚本              | アルフォンセ・ルジェロ Jr.               | アルフォンセ・ルジェロ Jr.               | アルフォンセ・ルジェロ Jr.               |
| 前エピソード      | 宿敵カルデロン PARTⅡ                     | 宿敵カルデロン PARTⅡ                     | 宿敵カルデロン PARTⅡ                     |
| 次エピソード      | 地対空ミサイル強奪！武器密輸ルートを追え | 地対空ミサイル強奪！武器密輸ルートを追え | 地対空ミサイル強奪！武器密輸ルートを追え |

使用された楽曲
| アーティスト名         | タイトル          | 邦題                   |
| ---------------------- | ----------------- | ---------------------- |
| ハネムーン・スイート   | New Girl Now      |                        |
| Papo Cadena            | La Vecinita       |                        |
| エリック・クラプトン   | Wonderful Tonight | ワンダフル・トゥナイト |
| ポインター・シスターズ | Jump              | ジャンプ               |

- マーティン・キャステロ主任が初登場するエピソード。
- エドワード・ジェームズ・オルモスの最初の撮影現場はバーバラ・キャロウの遺体が発見される沼のシーンだった。このときタブスに「その面を二度と私の顔に近付けるな」と警告するセリフは台本にはなく、そのときの心境を表したアドリブだったと当時を回想している[12]。
- 製作総指揮のアンソニー・ヤーコヴィックが関わったのはこのエピソードまでとなった。
- 動物虐待につながるという理由からDVDでは闘鶏場の鶏を闘わせるシーンが一部カットされた。
- 本シリーズでは珍しく小雨が降るシーンが見られる。

### 第7話「地対空ミサイル強奪！武器密輸ルートを追え 」
| シーズン１ 第７話 |                                          |                                          |                                          |
| サブタイトル      | 地対空ミサイル強奪！武器密輸ルートを追え | 地対空ミサイル強奪！武器密輸ルートを追え | 地対空ミサイル強奪！武器密輸ルートを追え |
| 原題              | No Exit                                  | No Exit                                  | No Exit                                  |
| 初回放映          | 1984年11月9日                            | 1984年11月9日                            | 1984年11月9日                            |
| ゲスト出演        | 出演                                     | 役名                                     | 配役                                     |
| ゲスト出演        | ブルース・ウィリス                       | トニー・アマート                         | 武器商人                                 |
| ゲスト出演        | キャサリン・ボロウィッツ                 | リタ・アマート                           | アマートの妻                             |
| ゲスト出演        | トム・マーディロシアン                   | マッキンタイア                           | FBI                                      |
| ゲスト出演        | コーティ・ムンディ                       | ラモン                                   | アマートの手下                           |
| ゲスト出演        | ビル・シィコスキー                       | －                                       | 逮捕される売人                           |
| ゲスト出演        | ジュリオ・オスカー・メチョソ             | レスター・コスコ                         | 盗聴技術者                               |
| 監督              | デヴィッド・ソウル                       | デヴィッド・ソウル                       | デヴィッド・ソウル                       |
| 脚本              | チャールズ・R・レインウェイバー          | チャールズ・R・レインウェイバー          | チャールズ・R・レインウェイバー          |
| 前エピソード      | 切り札                                   | 切り札                                   | 切り札                                   |
| 次エピソード      | ボートレースに隠された麻薬密輸ルート     | ボートレースに隠された麻薬密輸ルート     | ボートレースに隠された麻薬密輸ルート     |

使用された楽曲
| アーティスト名         | タイトル             | 邦題     |
| ---------------------- | -------------------- | -------- |
| テディ・ペンターグラス | Stay with Me         |          |
| フィル・コリンズ       | I Don't Care Anymore | 空虚な心 |

- 初回放映時のタイトルは ”Three Eyed Turtle” だった。
- 無名時代のブルース・ウィリスを番組に招待したのはドン・ジョンソンだった。ジョンソンがニューヨークに住んでいた頃、バーテンダーのアルバイトをしていたウィリスと知り合いになったという。ウィリスは翌年から始まる「こちらブルームーン探偵社」で人気者になり、その3年後「ダイ・ハード」(1988)でスターの仲間入りを果たした。
- 監督は「刑事スタスキー&ハッチ」のハッチ役で有名なデヴィッド・ソウル。2つ前のエピソードではスタスキー役のポール・マイケル・グレーザーが監督を務めた。
- アマートの邸宅はマイアミの建築事務所アークテクトニカが1979年に設計した建物で、通称”ピンクハウス“と呼ばれる。建てられた当時はピンク色の外観に賛否が分かれた。
- オープニングで印象的な赤い螺旋階段がある「アトランティス・コンドミニアム」もアークテクトニカがデザインした建物。
- リタ役のキャサリン・ボロウィッツは1985年に俳優ジョン・タトゥーロと結婚した。

### 第8話「ボートレースに隠された麻薬密輸ルート」
| シーズン１ 第８話 |                                          |                                          |                                          |
| サブタイトル      | ボートレースに隠された麻薬密輸ルート     | ボートレースに隠された麻薬密輸ルート     | ボートレースに隠された麻薬密輸ルート     |
| 原題              | The Great MacKarthy                      | The Great MacKarthy                      | The Great MacKarthy                      |
| 初回放映          | 1984年11月16日                           | 1984年11月16日                           | 1984年11月16日                           |
| ゲスト出演        | 出演                                     | 役名                                     | 配役                                     |
| ゲスト出演        | ウィリアム・グレイ・イスパイ             | ルイス・マッカーシー                     | 資産家、運び屋                           |
| ゲスト出演        | マリア・マクダネル                       | ヴァネッサ                               | マッカーシーの愛人                       |
| ゲスト出演        | チャールズ・マッコーハン                 | デイル・ギルフォード                     | マッカーシーの会計士                     |
| 監督              | ジョーグ・スタンフォード・ブラウン       | ジョーグ・スタンフォード・ブラウン       | ジョーグ・スタンフォード・ブラウン       |
| 脚本              | フィリップ・リード                       | フィリップ・リード                       | フィリップ・リード                       |
| 脚本統括          | ジョエル・サーノウ                       | ジョエル・サーノウ                       | ジョエル・サーノウ                       |
| 前エピソード      | 地対空ミサイル強奪！武器密輸ルートを追え | 地対空ミサイル強奪！武器密輸ルートを追え | 地対空ミサイル強奪！武器密輸ルートを追え |
| 次エピソード      | フロリダ大湿原人質救出作戦               | フロリダ大湿原人質救出作戦               | フロリダ大湿原人質救出作戦               |

使用された楽曲
| アーティスト名               | タイトル                    | 邦題                 |
| ---------------------------- | --------------------------- | -------------------- |
| ロッド・スチュワート(カバー) | Some Guys Have All the Luck | サム・ガイズ         |
| リンジー・バッキンガム       | Go Insane                   | ゴー・インセイン     |
| ローラ・ブラニガン(カバー)   | Self Control                | セルフ・コントロール |
| ステッペンウルフ             | Born to Be Wild             | ワイルドで行こう！   |

- 情報屋モレノ（マーティン・フェレロ）が初登場する。シリーズの計20エピソードに出演した。
- マッカーシーのモデルになったのは、サル・マグルータという実在した麻薬密輸犯である。マグルーダはマイアミに豪邸を構える富豪で、ボートレースに度々参加しながらその高速ボートで麻薬密輸をして延べ20億ドルを稼いだ[13]。2002年に懲役205年の実刑となったが2018年頃に司法取引により釈放されたと言われている。
- 映画「マイアミ・バイス」(2006)で、高速密輸艇の映像を見たタブスが「マグーダだ」と呟くシーンはそのマグルータの名前を流用している。
- ヴァネッサを演じるマリア・マクダネルは、S3・17話「灼熱の死闘・宿敵カルデロンを撃て!!」でタブスの恋人のアリシア役で再び出演している。
- 犯人逮捕時にクロケットとタブスが正体を明かさない数少ないエンディング。
- “The Great Mckarthy”という1975年のオーストラリア映画が存在するが関連はない。

### 第9話「フロリダ大湿原人質救出作戦」
| シーズン１ 第９話 |                                               |                                               |                                               |
| サブタイトル      | フロリダ大湿原人質救出作戦                    | フロリダ大湿原人質救出作戦                    | フロリダ大湿原人質救出作戦                    |
| 原題              | Glades                                        | Glades                                        | Glades                                        |
| 初回放映          | 1984年11月30日                                | 1984年11月30日                                | 1984年11月30日                                |
| ゲスト出演        | 出演                                          | 役名                                          | 配役                                          |
| ゲスト出演        | キース・ザラバッカ                            | ジョーイ・ブラムレット                        | 裁判の証人                                    |
| ゲスト出演        | マーガレット・ホイットン                      | キャシー・ブラムレット                        | ブラムレットの妻                              |
| ゲスト出演        | ジョン・パンコウ                              | フロイド・ヒギンズ                            | エンリケ・ルイスの子分                        |
| ゲスト出演        | ジェイ・パターソン                            | ビリー・ジョー・ヒギンズ                      | フロイドの弟                                  |
| 監督              | スタン・レイサン                              | スタン・レイサン                              | スタン・レイサン                              |
| 脚本              | レックス・ウェイナー アラン・ウェイスベッカー | レックス・ウェイナー アラン・ウェイスベッカー | レックス・ウェイナー アラン・ウェイスベッカー |
| 脚本統括          | ジョエル・サーノウ                            | ジョエル・サーノウ                            | ジョエル・サーノウ                            |
| 前エピソード      | ボートレースに隠された麻薬密輸ルート          | ボートレースに隠された麻薬密輸ルート          | ボートレースに隠された麻薬密輸ルート          |
| 次エピソード      | 潜入！売春組織 女刑事ジーナの危機             | 潜入！売春組織 女刑事ジーナの危機             | 潜入！売春組織 女刑事ジーナの危機             |

使用された楽曲
| アーティスト名               | タイトル                        | 邦題                   |
| ---------------------------- | ------------------------------- | ---------------------- |
| アニマルズ                   | We Got to Get Out of This Place | 朝日のない街           |
| INXS                         | I Send a Message                | メッセージ             |
| トミー・ショウ               | Girls with Guns                 | ガールズ・ウィズ・ガン |
| ジャン・ミッシェル・ジャール | Wooloomooloo                    | ウールームールー       |

- 冒頭の街の映像は「ナイトホークス」(1981年 シルベスター・スタローン主演)のフィルムを流用している。
- クロケットが「ソニー・ベイツ」を名乗るのは本作と第3話「クールな配達屋」の2エピソードのみ。
- タブスは「リロイ・リース」を名乗る。この潜入名を使うのは一回限り。
- 冒頭でブラムレットがテレビで見ているのは「わんわん保安官」“The Deputy Dawg Show”という1960年代のアニメで、主人公はフロリダ州の保安官である[14]。

### 第10話「潜入！売春組織 女刑事ジーナの危機」
| シーズン１ 第１０話 |                                   |                                   |                                   |
| サブタイトル        | 潜入！売春組織 女刑事ジーナの危機 | 潜入！売春組織 女刑事ジーナの危機 | 潜入！売春組織 女刑事ジーナの危機 |
| 原題                | Give a Little, Take a Little      | Give a Little, Take a Little      | Give a Little, Take a Little      |
| 初回放映            | 1984年12月7日                     | 1984年12月7日                     | 1984年12月7日                     |
| ゲスト出演          | 出演                              | 役名                              | 配役                              |
| ゲスト出演          | バート・ヤング                    | ルポ・ラミレス                    | 売春組織のボス                    |
| ゲスト出演          | マイケル・マドセン                | サリー・アルヴァラード            | 売人                              |
| ゲスト出演          | トニー・プラナ                    | シンコ                            | ラミレスの子分                    |
| ゲスト出演          | レニー・フォン・ドーレン          | ボブ・リッカート                  | 倉庫の見張り                      |
| ゲスト出演          | テリー・オクィン                  | リチャード・ケイン                | 弁護士                            |
| ゲスト出演          | ジャクリーン・ブルックス          | コーエン                          | 判事                              |
| 監督                | ボビー・ロス                      | ボビー・ロス                      | ボビー・ロス                      |
| 脚本                | チャック・アダムソン              | チャック・アダムソン              | チャック・アダムソン              |
| 前エピソード        | フロリダ大湿原人質救出作戦        | フロリダ大湿原人質救出作戦        | フロリダ大湿原人質救出作戦        |
| 次エピソード        | 麻薬汚染を暴け！虚飾の上流階級    | 麻薬汚染を暴け！虚飾の上流階級    | 麻薬汚染を暴け！虚飾の上流階級    |

使用された楽曲
| アーティスト名   | タイトル             | 邦題                             |
| ---------------- | -------------------- | -------------------------------- |
| ティナ・ターナー | Better Be Good to Me | ベター・ビー・グッド・トゥ・ミー |
| エタ・ジェイムズ | You Want More        |                                  |
| ブライアン・レイ | Today's a Beginning  |                                  |

- タブスの1964年型キャデラック・ドゥビルが初登場する。
- シンコ役のトニー・プラナは「ズートスーツ」(1981)でエドワード・ジェームズ・オルモスと共演した。

### 第11話「麻薬汚染を暴け！虚飾の上流階級」
| シーズン１ 第１１話 |                                          |                                          |                                          |
| サブタイトル        | 麻薬汚染を暴け！虚飾の上流階級           | 麻薬汚染を暴け！虚飾の上流階級           | 麻薬汚染を暴け！虚飾の上流階級           |
| 原題                | Little Prince                            | Little Prince                            | Little Prince                            |
| 初回放映            | 1984年12月14日                           | 1984年12月14日                           | 1984年12月14日                           |
| ゲスト出演          | 出演                                     | 役名                                     | 配役                                     |
| ゲスト出演          | メアリーアン・プランケット               | メアリー・マクダーモット                 | ジョーゲンセンのパートナー               |
| ゲスト出演          | ポール・ローブリング                     | マーク・ジョーゲンセン                   | 資産家                                   |
| ゲスト出演          | ミッチェル・リヒテンシュタイン           | マーク・ジョーゲンセンJr.                | ジョーゲンセンの息子                     |
| ゲスト出演          | ジャンカルロ・エスポジート               | ルーサー                                 | 売人                                     |
| ゲスト出演          | マリオ・エルネスト・サンチェス           | ジミー                                   | リムジンの運転手                         |
| 監督                | アラン・J・レヴィ                        | アラン・J・レヴィ                        | アラン・J・レヴィ                        |
| 脚本                | ウェンディ・コゼン ジョエル・サーノウ    | ウェンディ・コゼン ジョエル・サーノウ    | ウェンディ・コゼン ジョエル・サーノウ    |
| 前エピソード        | 潜入！売春組織 女刑事ジーナの危機        | 潜入！売春組織 女刑事ジーナの危機        | 潜入！売春組織 女刑事ジーナの危機        |
| 次エピソード        | 明日なき暴走！チンピラ運び屋を追い詰めろ | 明日なき暴走！チンピラ運び屋を追い詰めろ | 明日なき暴走！チンピラ運び屋を追い詰めろ |

使用された楽曲
| アーティスト名                       | タイトル                | 邦題               |
| ------------------------------------ | ----------------------- | ------------------ |
| フランキー・ゴーズ・トゥ・ハリウッド | Relax (U.S.Mix version) | リラックス         |
| トッド・ラングレン                   | Tiny Demons             | タイニィ・デーモン |
| オートグラフ                         | Turn Up the Radio       |                    |

- ジョーゲンセンの屋敷は「スカーフェイス」(1983年）でも使用された。スターアイランドと呼ばれる人工島にあったが、2012年に760万ドルで売却されその後解体された。
- この屋敷の西側はロージー・オドネル、一軒挟んだ北側はグロリア・エステファンが所有し、島にはマドンナ、シルヴェスター・スタローン、ウィル・スミスなどの別荘がある。ドン・ジョンソンもマイアミバイスの撮影中にこの島に住んでいた。
- リムジンの運転手役のマリオ・エルネスト・サンチェスは異なる役で5エピソードに出演し、映画「マイアミ・バイス」(2006)ではイザベラの用心棒を演じた。
- 貸倉庫の前でごみを捨てていく白いバンは、S1・7話「地対空ミサイル強奪!武器密輸ルートを追え」でスワイテクとジートが空港で使用したのと同じ車両。

### 第12話「明日なき暴走！チンピラ運び屋を追い詰めろ」
| シーズン１ 第１２話 |                                                      |                                                      |                                                      |
| サブタイトル        | 明日なき暴走！チンピラ運び屋を追い詰めろ             | 明日なき暴走！チンピラ運び屋を追い詰めろ             | 明日なき暴走！チンピラ運び屋を追い詰めろ             |
| 原題                | Milk Run                                             | Milk Run                                             | Milk Run                                             |
| 初回放映            | 1985年1月4日                                         | 1985年1月4日                                         | 1985年1月4日                                         |
| ゲスト出演          | 出演                                                 | 役名                                                 | 配役                                                 |
| ゲスト出演          | エヴァン・ハンドラー                                 | ルイス・マルティネス                                 | 少年                                                 |
| ゲスト出演          | アル・シャノン                                       | エディ・リヴァース                                   | 少年                                                 |
| ゲスト出演          | ジョン・カペロス                                     | アンディ・スローン                                   | 公選弁護人                                           |
| ゲスト出演          | アレクシス・アルゲリョ                               | ペペ・モヤ                                           | ボクシングジムのマネージャー                         |
| ゲスト出演          | エリック・ボゴシアン                                 | ズィーク                                             | モヤの子分                                           |
| ゲスト出演          | レインボウ・ハーヴェスト                             | アンジェラ                                           | サンテリアの信者                                     |
| 監督                | ジョン・ニコレラ                                     | ジョン・ニコレラ                                     | ジョン・ニコレラ                                     |
| 脚本                | アリソン・ホック                                     | アリソン・ホック                                     | アリソン・ホック                                     |
| 前エピソード        | 麻薬汚染を暴け！虚飾の上流階級                       | 麻薬汚染を暴け！虚飾の上流階級                       | 麻薬汚染を暴け！虚飾の上流階級                       |
| 次エピソード        | ドラゴン・マフィア上陸！地獄の三角地帯から来た闇将軍 | ドラゴン・マフィア上陸！地獄の三角地帯から来た闇将軍 | ドラゴン・マフィア上陸！地獄の三角地帯から来た闇将軍 |

使用された楽曲
| アーティスト名                     | タイトル                   | 邦題         |
| ---------------------------------- | -------------------------- | ------------ |
| ZZトップ                           | Legs                       | レッグス     |
| フェルナンディート・ヴィジャローナ | Feliz Cumbe                |              |
| パット・ベネター                   | Hit Me with Your Best Shot | 強気で愛して |

- 原題の"Milk Run" とは、決められたルートを巡回してミルクを集荷することの呼称[15]。麻薬密輸のルートを表している。
- 「おれは菜食主義者だ」というタブスのセリフは、ベジタリアンであるフィリップ・マイケル・トーマス自身の言葉である。
- ジーナとトルーディが一度も登場しないエピソード。
- 麻薬の取引場所となるセネターホテルは、1939年に建てられたアールデコ様式のホテルだったが、老朽化により撮影から3年後の1988年に解体された[16]。
- 本シリーズでは珍しく雨が降るシーンが見られる。

### 第13話「ドラゴン・マフィア上陸！地獄の三角地帯から来た闇将軍」
| シーズン１ 第１２話 |                                                      |                                                      |                                                      |
| サブタイトル        | ドラゴン・マフィア上陸！地獄の三角地帯から来た闇将軍 | ドラゴン・マフィア上陸！地獄の三角地帯から来た闇将軍 | ドラゴン・マフィア上陸！地獄の三角地帯から来た闇将軍 |
| 原題                | Golden Triangle (Part I)                             | Golden Triangle (Part I)                             | Golden Triangle (Part I)                             |
| 初回放映            | 1985年1月11日                                        | 1985年1月11日                                        | 1985年1月11日                                        |
| ゲスト出演          | 出演                                                 | 役名                                                 | 配役                                                 |
| ゲスト出演          | ロビン・ジョンソン                                   | キャンディ・ジェームズ                               | コールガール                                         |
| ゲスト出演          | ジョン・シュナイダー                                 | アルバート・ザルボ                                   | 金庫破り                                             |
| 監督                | ジョーグ・スタンフォード・ブラウン                   | ジョーグ・スタンフォード・ブラウン                   | ジョーグ・スタンフォード・ブラウン                   |
| 脚本                | ジョセフ・ガン                                       | ジョセフ・ガン                                       | ジョセフ・ガン                                       |
| 前エピソード        | 明日なき暴走！チンピラ運び屋を追い詰めろ             | 明日なき暴走！チンピラ運び屋を追い詰めろ             | 明日なき暴走！チンピラ運び屋を追い詰めろ             |
| 次エピソード        | 宿命の闘い！地獄の三角地帯から来た闇将軍             | 宿命の闘い！地獄の三角地帯から来た闇将軍             | 宿命の闘い！地獄の三角地帯から来た闇将軍             |

使用された楽曲
| アーティスト名   | タイトル            | 邦題         |
| ---------------- | ------------------- | ------------ |
| ドリー・パートン | Great Balls of Fire | 火の玉ロック |

- 初回放映時のタイトルは”Score”だった。次のエピソードと繋がっているが、前編ではなく独立したエピソードとして作られた。再放送の際に前後編に改変した。
- イギリスでのDVD販売ではR18のレイティング(年齢制限）がかけられた。キャステロが格闘シーンで使う"Double ear clap"(両手の平で敵の両耳を叩き鼓膜を破る技）を若者たちが真似するのを恐れたためである。
- キャステロが妻メイ・インの写真を渡され見つめるシーンは、実はヤン・ハマーの写真だったという。

### 第14話「宿命の闘い！地獄の三角地帯から来た闇将軍」
| シーズン１ 第１４話 |                                                      |                                                      |                                                      |
| サブタイトル        | 宿命の闘い！地獄の三角地帯から来た闇将軍             | 宿命の闘い！地獄の三角地帯から来た闇将軍             | 宿命の闘い！地獄の三角地帯から来た闇将軍             |
| 原題                | Golden Triangle (Part II)                            | Golden Triangle (Part II)                            | Golden Triangle (Part II)                            |
| 初回放映            | 1985年1月18日                                        | 1985年1月18日                                        | 1985年1月18日                                        |
| ゲスト出演          | 出演                                                 | 役名                                                 | 配役                                                 |
| ゲスト出演          | ケイ・ルーク                                         | ラオ・リー                                           | 将軍                                                 |
| ゲスト出演          | ジョアン・チェン                                     | メイ・イン                                           | キャステロの元妻                                     |
| ゲスト出演          | ジョン・サントゥッチ                                 | デイル・メントン                                     | 元CIA                                                |
| ゲスト出演          | ジェームズ・サイトウ                                 | ハゥウィー・ウォン                                   | 麻薬売買の仲介人                                     |
| ゲスト出演          | ピーター・クォン                                     | ラオ・リーの孫                                       | ラオ・リーの孫                                       |
| ゲスト出演          | ジュリオ・オスカー・メチョソ                         | レスター・コスコ                                     | 盗聴技術者                                           |
| 監督                | デヴィッド・アンスポー                               | デヴィッド・アンスポー                               | デヴィッド・アンスポー                               |
| 脚本                | モーリス・ハーレイ、マイケル・マン                   | モーリス・ハーレイ、マイケル・マン                   | モーリス・ハーレイ、マイケル・マン                   |
| 前エピソード        | ドラゴン・マフィア上陸！地獄の三角地帯から来た闇将軍 | ドラゴン・マフィア上陸！地獄の三角地帯から来た闇将軍 | ドラゴン・マフィア上陸！地獄の三角地帯から来た闇将軍 |
| 次エピソード        | 運び屋のブルース                                     | 運び屋のブルース                                     | 運び屋のブルース                                     |

使用された楽曲
| アーティスト名         | タイトル       | 邦題                   |
| ---------------------- | -------------- | ---------------------- |
| ブルース・プロジェクト | Catch the Wind | キャッチ・ザ・ウインド |
| ファストフォーワード   | Watermusic II  |                        |
| ザ・コースターズ       | Poison Ivy     | ポイズン・アイビー     |
| ザ・ボベッツ           | Mr. Lee        | ミスター・リー         |

- 放映時のタイトルは”Golden Triangle”だった。前エピソードから続くストーリーだが、後編ではなく独立したエピソードとして作られた。前後編として扱われるようになったのは再放送からである。
- マイケル・マンが脚本に携わっており、シリーズの中でも異色のストーリーとして知られる。
- 元CIAのメントンを演じるジョン・サントゥッチは元金庫泥棒で、前編のホテルの貸金庫の警備に関する技術指導をした。マイケル・マン監督の「ザ・クラッカー/真夜中のアウトロー」でデビューした。
- スワイテクとジートの害虫駆除業者を装ったバン(Bag Van)が初登場する。
- スワイテクとジートがクロケットのパワーボートを使って洋上から監視する。クロケット以外の人物がパワーボートを使う唯一のエピソードである。
- 盗聴の専門家のレスター・コスコ(ジュリオ・オスカー・メチョソ)の出番はこのエピソードが最後となった。

### 第15話「運び屋のブルース」
| シーズン１ 第１５話 |                                          |                                          |                                          |
| サブタイトル        | 運び屋のブルース                         | 運び屋のブルース                         | 運び屋のブルース                         |
| 原題                | Smuggler's Blues                         | Smuggler's Blues                         | Smuggler's Blues                         |
| 初回放映            | 1985年1月                                | 1985年1月                                | 1985年1月                                |
| ゲスト出演          | 出演                                     | 役名                                     | 配役                                     |
| ゲスト出演          | グレン・フライ                           | ジミー・コール                           | 運び屋                                   |
| ゲスト出演          | リチャード・ジェンキンス                 | エド・ウォーターズ                       | DEA捜査官                                |
| ゲスト出演          | ハイメ・サンチェス                       | グロセロ                                 | 麻薬組織のボス                           |
| ゲスト出演          | リチャード・エドソン                     | ウェイヴィーデイヴィー                   | メカニック                               |
| ゲスト出演          | ロン・ヴォーター                         | チャールズ・ジョーンズ                   | 殺人課の刑事                             |
| ゲスト出演          | ネルソン・オラマス                       | サム                                     | 爆発物処理班                             |
| 監督                | ポール・マイケル・グレーザー             | ポール・マイケル・グレーザー             | ポール・マイケル・グレーザー             |
| 脚本                | ミゲル・ピニェロ                         | ミゲル・ピニェロ                         | ミゲル・ピニェロ                         |
| 前エピソード        | 宿命の闘い！地獄の三角地帯から来た闇将軍 | 宿命の闘い！地獄の三角地帯から来た闇将軍 | 宿命の闘い！地獄の三角地帯から来た闇将軍 |
| 次エピソード        | 美少女売春！危ない復讐ゲーム             | 美少女売春！危ない復讐ゲーム             | 美少女売春！危ない復讐ゲーム             |

使用された楽曲
| アーティスト名                                  | タイトル         | 邦題                   |
| ----------------------------------------------- | ---------------- | ---------------------- |
| レッド・ライダー                                | Lunatic Fringe   | ルナティック・フリンジ |
| マスカラ                                        | Baja             |                        |
| グレン・フライ                                  | Smuggler's Blues | 運び屋のブルース       |
| ボブ・シーガー&ザ・シルヴァー・ブレット・バンド | Come to Poppa    | カム・トゥ・ポッパ     |

- イーグルスのグレン・フライがゲスト出演している。
- マイケル・マンは車のラジオから流れるグレン・フライの”Smuggler's Blues” を聴きながら運び屋の物語を思い付き、ミゲル・ピニェロに脚本を依頼したという。
- この脚本は映画「マイアミ・バイス」(2006)の原案にもなった。
- ポール・マイケル・グレーザーが監督した3エピソードのうちの一つ。
- 爆発物処理班のサムを演じるネルソン・オラマスは元警察官である。S2・22話「終りなき血の報復・全面戦争!バイス対カルデロン一家!!」でも爆弾処理班を演じた。「マイアミ5」(1986)では警官役で出演し、「バッドボーイズ」(1995)と「マイアミ・バイス」(2006)にテクニカルアドバイザーとして参加した。
- 冒頭で爆破されるハウスボートはかつてベティ・デイヴィスが所有していたもの。（ベティ・グレイブル説もある）ポンプで常に海水を汲み出さないと沈んでしまうほど老朽化が進み解体処分する予定だったが、NBCが500ドルで買い取り撮影に使用した。(メーキング映像)
- DEA(リチャード・ジェンキンズ)と面会する場所は1927年に建てられたフロリディアン・ホテルが使われた。撮影時には廃墟となっており内部は害虫やカビが酷く、害虫駆除業者が燻蒸処理をしたという。翌年には取り壊された。
- コロンビアのカルタヘナは、プエルトリコのサンフアンで撮影が行なわれた。
- タブスのキャデラックのコンバーチブルトップを閉じた姿が見られるのはこのエピソードのみ。

### 第16話「美少女売春！危ない復讐ゲーム」
| シーズン１ 第１６話 |                                        |                                        |                                        |
| サブタイトル        | 美少女売春！危ない復讐ゲーム           | 美少女売春！危ない復讐ゲーム           | 美少女売春！危ない復讐ゲーム           |
| 原題                | Rites of Passage                       | Rites of Passage                       | Rites of Passage                       |
| 初回放映            | 1985年2月8日                           | 1985年2月8日                           | 1985年2月8日                           |
| ゲスト出演          | 出演                                   | 役名                                   | 配役                                   |
| ゲスト出演          | パム・グリア                           | ヴァレリー・ゴードン                   | NY市警の刑事                           |
| ゲスト出演          | テリー・ファーマン                     | ダイアン・ゴードン                     | ヴァレリーの妹                         |
| ゲスト出演          | ジョン・タトゥーロ                     | デヴィッド・トレイナー                 | 売春組織のボス                         |
| ゲスト出演          | デヴィッド・ソーントン                 | ライル                                 | トレイナーの部下                       |
| ゲスト出演          | マリオ・エルネスト・サンチェス         | ロベルト・マルケス                     | 外交官                                 |
| 監督                | デヴィッド・アンスポー                 | デヴィッド・アンスポー                 | デヴィッド・アンスポー                 |
| 脚本                | ダニエル・パイン                       | ダニエル・パイン                       | ダニエル・パイン                       |
| 前エピソード        | 運び屋のブルース                       | 運び屋のブルース                       | 運び屋のブルース                       |
| 次エピソード        | 恐怖の24時間！大乱射マシンガンパニック | 恐怖の24時間！大乱射マシンガンパニック | 恐怖の24時間！大乱射マシンガンパニック |

使用された楽曲
| アーティスト名 | タイトル                    | 邦題                     |
| -------------- | --------------------------- | ------------------------ |
| ザ・レッズ     | Waiting for You             |                          |
| ザ・レッズ     | Beat Away                   |                          |
| ザ・レッズ     | Till the End                |                          |
| ロックウェル   | Change Your Ways            | チェンジ・ユア・ウェイズ |
| フォーリナー   | I Want to Know What Love Is | アイ・ウォナ・ノウ       |

- タブスが初めて「リカルド・クーパー」を名乗る。これ以後彼の潜入捜査用の偽名として定着した。
- 外交官役のマリオ・エルネスト・サンチェスは、映画「マイアミ・バイス」(2006)でイザベラの用心棒を演じた。
- パム・グリアとフィリップ・マイケル・トーマスは偶然にも生年月日が同じ(1949年5月26日)である。
- 3曲使われているザ・レッズは、マイケル・マンが製作総指揮に加わった「マイアミ5」(1986)に曲を提供し、監督作の「刑事グラハム/凍りついた欲望」(1988)ではオリジナルスコアを作曲した。

### 第17話「恐怖の24時間！大乱射マシンガンパニック」
| シーズン１ 第１７話 |                                        |                                        |                                        |
| サブタイトル        | 恐怖の24時間！大乱射マシンガンパニック | 恐怖の24時間！大乱射マシンガンパニック | 恐怖の24時間！大乱射マシンガンパニック |
| 原題                | The Maze                               | The Maze                               | The Maze                               |
| 初回放映            | 1985年2月22日                          | 1985年2月22日                          | 1985年2月22日                          |
| ゲスト出演          | 出演                                   | 役名                                   | 配役                                   |
| ゲスト出演          | ジェイ・O・サンダース                  | ティム・デュリエ                       | バイスの刑事                           |
| ゲスト出演          | ジョー・モートン                       | ジャック・デイヴィス                   | 特殊部隊の隊長                         |
| ゲスト出演          | ヴィング・レイムス                     | ジョージ                               | 不法移民者                             |
| ゲスト出演          | ガーセル・ボヴェイ＝ニロン             | ガブリエラ                             | ジョージの妹                           |
| ゲスト出演          | アドルフ・キノーネス                   | ぺぺ                                   | ダンサー                               |
| 監督                | ティム・ジンネマン                     | ティム・ジンネマン                     | ティム・ジンネマン                     |
| 脚本                | マイケル・エリック・ステイン           | マイケル・エリック・ステイン           | マイケル・エリック・ステイン           |
| 前エピソード        | 美少女売春！危ない復讐ゲーム           | 美少女売春！危ない復讐ゲーム           | 美少女売春！危ない復讐ゲーム           |
| 次エピソード        | 爆発コンビ大奮戦！おもしろ刑事危機一髪 | 爆発コンビ大奮戦！おもしろ刑事危機一髪 | 爆発コンビ大奮戦！おもしろ刑事危機一髪 |

使用された楽曲
| アーティスト名                          | タイトル                   | 邦題                       |
| --------------------------------------- | -------------------------- | -------------------------- |
| アフリカ・バンバータ                    | Renegades of Funk          | レネゲイズ・オブ・ファンク |
| フィリップ・M・トーマス(本人のアカペラ) | Livin' the Book of My Life |                            |
| ポリス                                  | Tea in the Sahara          | サハラ砂漠でお茶を         |

- タブスが廃墟まで歩くときに歌う”Livin' the Book of My Life” は、フィリップ・マイケル・トーマス本人の曲で彼のアルバムに収録されている。
- ヴィング・レイムスはこのとき26歳だった。
- デュリエが言う『半年前は無法地帯だったのに、こんなに賑やかになったのは我々マイアミバイスのおかげだ』というセリフは、寂れていた街がこのドラマのおかげで復興したことを仄めかしている。
- 舞台となった建物「迷路」はノースビーチ 74th.stとオーシャンテラス角にあったブルーウォーターズホテル。S2・17話「妖艶!美人捜査官の疑惑 超A級テロリストを撃て!!」で再び使用し、その翌年の1987年に解体された[17]。

### 第18話「爆発コンビ大奮戦！おもしろ刑事危機一髪」
| シーズン１ 第１８話 |                                             |                                             |                                             |
| サブタイトル        | 爆発コンビ大奮戦！おもしろ刑事危機一髪      | 爆発コンビ大奮戦！おもしろ刑事危機一髪      | 爆発コンビ大奮戦！おもしろ刑事危機一髪      |
| 原題                | Made For Each Other                         | Made For Each Other                         | Made For Each Other                         |
| 初回放映            | 1985年3月8日                                | 1985年3月8日                                | 1985年3月8日                                |
| ゲスト出演          | 出演                                        | 役名                                        | 配役                                        |
| ゲスト出演          | エレン・グリーン                            | ダーレーン                                  | スワイテクの恋人                            |
| ゲスト出演          | マーク・リン・ベイカー                      | バリー・ゴールド                            | オーディオ店の店主                          |
| ゲスト出演          | マーティン・フェレロ                        | イズィー・モレノ                            | 情報屋                                      |
| ゲスト出演          | チャーリー・バーネット                      | ヌーギー・ラモント                          | 情報屋                                      |
| ゲスト出演          | カーラ・タンバレッリ                        | アンプル・アニー                            | ヌーギーの恋人                              |
| ゲスト出演          | ジョニー・ヘルナンデス                      | ジョン・コステラーダ                        | 盗品ディーラー                              |
| ゲスト出演          | ニコラス・ウーデソン                        | アーティー・クロス                          | 偽札作りのプロ                              |
| 監督                | ロブ・コーエン                              | ロブ・コーエン                              | ロブ・コーエン                              |
| 脚本                | アラン・ウェイスベッカー ジョエル・サーノウ | アラン・ウェイスベッカー ジョエル・サーノウ | アラン・ウェイスベッカー ジョエル・サーノウ |
| 前エピソード        | 恐怖の24時間！大乱射マシンガンパニック      | 恐怖の24時間！大乱射マシンガンパニック      | 恐怖の24時間！大乱射マシンガンパニック      |
| 次エピソード        | 暴行！強奪！人妻をおそう恐怖の侵入者        | 暴行！強奪！人妻をおそう恐怖の侵入者        | 暴行！強奪！人妻をおそう恐怖の侵入者        |

使用された楽曲
| アーティスト名         | タイトル                   | 邦題             |
| ---------------------- | -------------------------- | ---------------- |
| バレット・ストロング   | (Money) That's What I Want | マネー           |
| エルヴィス・プレスリー | Treat Me Nice              | やさしくしてね   |
| エルヴィス・プレスリー | Rubberneckin'              | ラバー・ネッキン |

- スワイテクとジートがメインのエピソード。
- コステラーダを演じるジョニー・ヘルナンデスは、1979年にダニー・エルフマンが結成したロックバンドのオインゴ・ボインゴのドラム担当だった[18]。本シリーズは２作に出演した。
- ”Miami vice”のロゴ入りジャケットを着た女性の後ろ姿がオープニングタイトルに挿入され話題になった。テレビ局に問い合わせが殺到したため放送は一度きりで、再放送、VHSソフト、DVDソフト、配信等では通常版に差し替えられている。ジャケットは撮影スタッフ用に配布されたものだった。テレビ東京でも放送された。
- 撮影を開始して間もなくフィリップ・マイケル・トーマスが足首を捻挫したため、タブスが出番は冒頭のみとなった。次エピソードも登場しない。
- 監督のロブ・コーエンの後の代表作には「ワイルド・スピード」や「トリプルX」などがある。

### 第19話「暴行！強奪！人妻をおそう恐怖の侵入者」
| シーズン１ 第１９話 |                                        |                                        |                                        |
| サブタイトル        | 暴行！強奪！人妻をおそう恐怖の侵入者   | 暴行！強奪！人妻をおそう恐怖の侵入者   | 暴行！強奪！人妻をおそう恐怖の侵入者   |
| 原題                | The Home Invadrs                       | The Home Invadrs                       | The Home Invadrs                       |
| 初回放映            | 1985年3月15日                          | 1985年3月15日                          | 1985年3月15日                          |
| ゲスト出演          | 出演                                   | 役名                                   | 配役                                   |
| ゲスト出演          | ジャック・キーホー                     | ジョン・マローン                       | 強盗殺人課の刑事                       |
| ゲスト出演          | イーサイ・モラレス                     | ピート・ロマノ                         | 強盗、駐車係                           |
| ゲスト出演          | デヴィッド・パトリック・ケリー         | ジェリー                               | 強盗                                   |
| ゲスト出演          | ポール・カルデロン                     | ニッキー                               | 強盗                                   |
| ゲスト出演          | ブレント・ジェニングス                 | ヒュー・ヘラティ                       | 強盗殺人課の刑事                       |
| ゲスト出演          | シルヴィア・マイルズ                   | ミュリエル・ゴールドマン夫人           | 美容院の客                             |
| 監督                | アベル・フェラーラ                     | アベル・フェラーラ                     | アベル・フェラーラ                     |
| 脚本                | チャック・アダムソン                   | チャック・アダムソン                   | チャック・アダムソン                   |
| 原案                | フランク・ホヒマー                     | フランク・ホヒマー                     | フランク・ホヒマー                     |
| 前エピソード        | 爆発コンビ大奮戦！おもしろ刑事危機一髪 | 爆発コンビ大奮戦！おもしろ刑事危機一髪 | 爆発コンビ大奮戦！おもしろ刑事危機一髪 |
| 次エピソード        | 無差別殺人！戦慄のショットガン         | 無差別殺人！戦慄のショットガン         | 無差別殺人！戦慄のショットガン         |

使用された楽曲
| アーティスト名 | タイトル            | 邦題               |
| -------------- | ------------------- | ------------------ |
| スライ&ロビー  | Destination Unknown |                    |
| シーラ・Ｅ     | The Glamorous Life  | グラマラス・ライフ |

- この脚本はフランク・ホヒマーの犯罪小説 ”The Home Invaders” を基に、チャック・アダムソンが脚色した。ホヒマーは「ザ・クラッカー/真夜中のアウトロー」の原作者でシカゴの元宝石泥棒、アダムソンはシカゴ市警の元刑事である。
- タブスが一度も登場しないエピソード。前エピソードの撮影中にフィリップ・マイケル・トーマスが足首を捻挫したためで、休暇でニューヨークに里帰りしている設定となった。

### 第20話「無差別殺人！戦慄のショットガン」
| シーズン１ 第２０話 |                                                      |                                                      |                                                      |
| サブタイトル        | 無差別殺人！戦慄のショットガン                       | 無差別殺人！戦慄のショットガン                       | 無差別殺人！戦慄のショットガン                       |
| 原題                | Nobody Lives Forever                                 | Nobody Lives Forever                                 | Nobody Lives Forever                                 |
| 初回放映            | 1985年3月29日                                        | 1985年3月29日                                        | 1985年3月29日                                        |
| ゲスト出演          | 出演                                                 | 役名                                                 | 配役                                                 |
| ゲスト出演          | キム・グライスト                                     | ブレンダ                                             | クロケットの恋人                                     |
| ゲスト出演          | マイケル・カーマイン                                 | スネーク                                             | チンピラ                                             |
| ゲスト出演          | ジャンカルロ・エスポジート                           | リッキー                                             | 〃                                                   |
| ゲスト出演          | フランク・ミリタリー                                 | エース                                               | 〃                                                   |
| ゲスト出演          | マーティン・フェレロ                                 | イズィー・モレノ                                     | 情報屋                                               |
| ゲスト出演          | ピーター・フリードマン                               | モーガン                                             | マフィアのボス                                       |
| ゲスト出演          | ガスマノ・セサレッティ                               | ポーリー                                             |                                                      |
| 監督                | ジム・ジョンストン                                   | ジム・ジョンストン                                   | ジム・ジョンストン                                   |
| 脚本                | エドワード・ディロレンツォ                           | エドワード・ディロレンツォ                           | エドワード・ディロレンツォ                           |
| 前エピソード        | 暴行！強奪！人妻をおそう恐怖の侵入者                 | 暴行！強奪！人妻をおそう恐怖の侵入者                 | 暴行！強奪！人妻をおそう恐怖の侵入者                 |
| 次エピソード        | 高性能サブマシンガン大量密輸！楽園に迫る死の商人の影 | 高性能サブマシンガン大量密輸！楽園に迫る死の商人の影 | 高性能サブマシンガン大量密輸！楽園に迫る死の商人の影 |

使用された楽曲
| アーティスト名                            | タイトル        | 邦題                 |
| ----------------------------------------- | --------------- | -------------------- |
| ジョージ・サラグッド&ザ・デストロイヤーズ | Bad To the Bone |                      |
| グレン・フライ                            | New Love        |                      |
| ブッカー・T&ザ・MG's                      | Green Onions    | グリーン・オニオンズ |
| レッド・セブン                            | Heartbeat       | ハートビート         |

- クロケットのセント・ヴィトス・ダンス号（St.Vitus Dance)が洋上をセーリングする姿が見られる。
- クロケットとジーナの親密な関係が描かれるのはS1・8話「ボートレースに隠された麻薬密輸ルート」までで、このエピソードで終止符を打つ形になった。
- ポーリー役のガスマノ・セサレッティはイタリア生まれの写真家、映像作家[20]。マイケル・マンの多くの作品に参加している。

### 第21話「高性能サブマシンガン大量密輸！楽園に迫る死の商人の影」
| シーズン１ 第２１話 |                                                      |                                                      |                                                      |
| サブタイトル        | 高性能サブマシンガン大量密輸！楽園に迫る死の商人の影 | 高性能サブマシンガン大量密輸！楽園に迫る死の商人の影 | 高性能サブマシンガン大量密輸！楽園に迫る死の商人の影 |
| 原題                | Evan                                                 | Evan                                                 | Evan                                                 |
| 初回放映            | 1985年5月3日                                         | 1985年5月3日                                         | 1985年5月3日                                         |
| ゲスト出演          | 出演                                                 | 役名                                                 | 配役                                                 |
| ゲスト出演          | ウィリアム・ラス                                     | エヴァン・フリード                                   | DEA捜査官                                            |
| ゲスト出演          | アル・イスラエル                                     | ガズマン                                             | 武器ディーラー                                       |
| ゲスト出演          | クリストファー・マーニー                             | ウィルソン                                           | ATFエージェント                                      |
| 監督                | ロブ・コーエン                                       | ロブ・コーエン                                       | ロブ・コーエン                                       |
| 脚本                | ポール・ダイアモンド                                 | ポール・ダイアモンド                                 | ポール・ダイアモンド                                 |
| 前エピソード        | 無差別殺人！戦慄のショットガン                       | 無差別殺人！戦慄のショットガン                       | 無差別殺人！戦慄のショットガン                       |
| 次エピソード        | 血の抗争！マフィア非情の暗殺指令                     | 血の抗争！マフィア非情の暗殺指令                     | 血の抗争！マフィア非情の暗殺指令                     |

使用された楽曲
| アーティスト名       | タイトル                   | 邦題                     |
| -------------------- | -------------------------- | ------------------------ |
| ピーター・ガブリエル | The Rhythm of the Heat     | リズム・オブ・ザ・ヒート |
| ピーター・ガブリエル | Biko                       | ビコ                     |
| ファッション         | You Only Left Your Picture |                          |

- 人気投票で必ず上位にランキングされる人気エピソード。
- 冒頭のイングラムMAC10の試射シーンはオパロッカエグゼクティブ空港の格納庫が使用された。本シリーズでは計4回使用され、「バッドボーイズ」(1995)のクライマックスシーンに使われたあと解体された[21]。
- ナチス信仰者が出てくるため、Tubi TVでは配信されていない[22]。
- ゲイを差別する表現があるため、カナダの一部の配信チャンネルで配信されていない。

### 第22話「血の抗争！マフィア非情の暗殺指令」
| シーズン１ 第２２話 |                                                                       |                                                                       |                                                                       |
| サブタイトル        | 血の抗争！マフィア非情の暗殺指令                                      | 血の抗争！マフィア非情の暗殺指令                                      | 血の抗争！マフィア非情の暗殺指令                                      |
| 原題                | Lombard                                                               | Lombard                                                               | Lombard                                                               |
| 初回放映            | 1985年5月10日                                                         | 1985年5月10日                                                         | 1985年5月10日                                                         |
| ゲスト出演          | 出演                                                                  | 役名                                                                  | 配役                                                                  |
| ゲスト出演          | デニス・ファリーナ                                                    | アルバート・ロンバード                                                | マフィアのボス                                                        |
| ゲスト出演          | ネッド・アイゼンバーグ                                                | フレデリコ・リブリージ                                                | リブリージファミリーの後継者                                          |
| ゲスト出演          | ジョン・サントゥッチ                                                  | チャーリー・フスコ                                                    | ロンバードの子分                                                      |
| ゲスト出演          | マイケル・デロレンツォ                                                | サルヴァドーレ・ロンバード                                            | ロンバードの息子                                                      |
| ゲスト出演          | ジョン・バウマン                                                      | オージー                                                              | ロンバードの同業者                                                    |
| ゲスト出演          | ヴィト・ルギニス                                                      | －                                                                    | 出頭令状送達人                                                        |
| 監督                | ジョン・ニコレラ                                                      | ジョン・ニコレラ                                                      | ジョン・ニコレラ                                                      |
| 脚本                | ジョエル・サーノウ                                                    | ジョエル・サーノウ                                                    | ジョエル・サーノウ                                                    |
| 前エピソード        | 高性能サブマシンガン大量密輸！楽園に迫る死の商人の影                  | 高性能サブマシンガン大量密輸！楽園に迫る死の商人の影                  | 高性能サブマシンガン大量密輸！楽園に迫る死の商人の影                  |
| 次エピソード        | マンハッタン大銃撃戦！摩天楼を駆けぬけるフロリダの熱い風（シーズン2） | マンハッタン大銃撃戦！摩天楼を駆けぬけるフロリダの熱い風（シーズン2） | マンハッタン大銃撃戦！摩天楼を駆けぬけるフロリダの熱い風（シーズン2） |

使用された楽曲
| アーティスト名   | タイトル        | 邦題                     |
| ---------------- | --------------- | ------------------------ |
| ミリー・スモール | My Boy Lollipop | マイ・ボーイ・ロリポップ |
| U2               | Wire            |                          |

- ロンバードを演じるデニス・ファリーナはシカゴ警察の元警官で、マイケル・マン監督の「ザ・クラッカー/真夜中のアウトロー」(1981)で俳優に転向した。
- ロンバードの部下を演じるジョン・サントゥッチは元金庫泥棒で、「ザ・クラッカー」でテクニカルアドバイザーを担当したのを機に映画界に転向した。
- 隠れ家にトラックが突入するときの運転席からの映像は、S1・21話「高性能サブマシンガン大量密輸!楽園に迫る死の商人の影」のフィルムを流用している。
- ラストシーンでロンバードを追跡する殺し屋は、S1・7話「地対空ミサイル強奪!武器密輸ルートを追え」でリタが呼び出した殺し屋と同じ男である。

## シーズン2（1985年～1986年）
| シーズン2（全22話） | シーズン2（全22話） | シーズン2（全22話）                                      | シーズン2（全22話）           | シーズン2（全22話） |
| 話数                | 通算                | サブ邦題                                                 | 原題                          | 米国初回放映日      |
| ------------------- | ------------------- | -------------------------------------------------------- | ----------------------------- | ------------------- |
| 1                   | 23                  | マンハッタン大銃撃戦！摩天楼を駆けぬけるフロリダの熱い風 | Prodigal Son                  | 1985年9月27日       |
| 2                   | 24                  | 謎の教団・血の復讐！警官連続殺人事件                     | Whatever Works                | 1985年9月28日       |
| 3                   | 25                  | フロリダ沖大銃撃戦！引退刑事の執念                       | Out Where the Buses Don't Run | 1985年10月5日       |
| 4                   | 26                  | 真夜中の銃声！女刑事トルーディの選択                     | The Dutch Oven                | 1985年10月25日      |
| 5                   | 27                  | 極秘文章奪回！若妻を狙う殺し屋の銃口                     | Buddies                       | 1985年11月1日       |
| 6                   | 28                  | 極秘クラブ・愛欲のスキャンダルを撃て！！                 | Junk Love                     | 1985年11月8日       |
| 7                   | 29                  | 蘇った悪魔の教祖！美女誘拐事件にひそむゾンビの呪い！！   | Tale of the Goat              | 1985年11月15日      |
| 8                   | 30                  | 二重スパイ抹殺指令！暗躍・フロリダ国際諜報戦！！         | Bushido                       | 1985年11月22日      |
| 9                   | 31                  | レイプ犯を追いつめろ！女刑事ジーナ怒りの銃弾             | Bought and Paid For           | 1985年11月29日      |
| 10                  | 32                  | ベトナム・コネクション 地獄の戦場から奪った白い悪夢      | Back In The World             | 1985年12月6日       |
| 11                  | 33                  | だましのテクニック！汚れた大金を狙え！！                 | Phil the Shill                | 1985年12月13日      |
| 12                  | 34                  | 真夏のセクシーレディ！灼けた肌にひそむ魔性の罠！！       | Definitely Miami              | 1985年12月14日      |
| 13                  | 35                  | 史上最大の闇取り引き！未亡人の危険な賭け！！             | Yankee Dollar                 | 1986年1月17日       |
| 14                  | 36                  | 白昼の凶弾！血に飢えたヒットマンを追え！！               | One Way Ticket                | 1986年2月24日       |
| 15                  | 37                  | 潜入！フロリダ性風俗地帯 謎の連続放火殺人犯を追え！！    | Little Miss Dangerous         | 1986年1月31日       |
| 16                  | 38                  | 激突！死のカーチェイス 真夜中の娼婦惨殺事件              | Florence Italy                | 1985年2月14日       |
| 17                  | 39                  | 妖艶！美人捜査官の疑惑 超A級テロリストを撃て！！         | French Twist                  | 1986年2月16日       |
| 18                  | 40                  | 腐敗の法廷・追い詰められた判事 最後の決断！！            | The Fix                       | 1986年3月7日        |
| 19                  | 41                  | 謎の美女からの危険なメッセージ！消えた300万ドル！！      | Payback                       | 1986年3月14日       |
| 20                  | 42                  | VIP暗殺計画！楽園を襲うテロの嵐                          | Free Verse                    | 1986年4月4日        |
| 21                  | 43                  | フロリダ大海賊団！富豪の危険なゲーム                     | Trust Fund Pirates            | 1986年5月2日        |
| 22                  | 44                  | 終りなき血の報復・全面戦争！バイス対カルデロン一家！！   | Sons and Lovers               | 1986年5月9日        |

### 第１話「マンハッタン大銃撃戦！摩天楼を駆けぬけるフロリダの熱い風」
| シーズン2 第１話 |                                                          |                                                          |                                                          |
| サブタイトル     | マンハッタン大銃撃戦！摩天楼を駆けぬけるフロリダの熱い風 | マンハッタン大銃撃戦！摩天楼を駆けぬけるフロリダの熱い風 | マンハッタン大銃撃戦！摩天楼を駆けぬけるフロリダの熱い風 |
| VHSリリース      | マイアミ・バイス2 / ニューヨーク・コネクション           | マイアミ・バイス2 / ニューヨーク・コネクション           | マイアミ・バイス2 / ニューヨーク・コネクション           |
| 原題             | Prodigal Son                                             | Prodigal Son                                             | Prodigal Son                                             |
| 初回放映         | 1985年9月27日                                            | 1985年9月27日                                            | 1985年9月27日                                            |
| ゲスト出演       | 俳優                                                     | 役名                                                     | 配役                                                     |
| ゲスト出演       | スーザン・ヘス                                           | マーガレット                                             | ギャラリーの助手、情報収集屋                             |
| ゲスト出演       | パム・グリア                                             | ヴァレリー・ゴードン                                     | NY市警の刑事                                             |
| ゲスト出演       | ペン・ジレット                                           | ジミー・ボージャス                                       | 仲介人                                                   |
| ゲスト出演       | ジェームズ・ルッソ                                       | フランク・サッコ                                         | 麻薬ディーラー                                           |
| ゲスト出演       | ミゲル・ピニェロ                                         | エステヴァン・レヴィア                                   | 麻薬ディーラー                                           |
| ゲスト出演       | ルイス・ガスマン                                         | ミゲル・レヴィア                                         | エステヴァンの弟                                         |
| ゲスト出演       | ポール・カルデロン                                       | ガブリエル                                               | レヴィアの手下、殺し屋                                   |
| ゲスト出演       | ビル・スミトロヴィッチ                                   | バー                                                     | DEA捜査官（マイアミ）                                    |
| ゲスト出演       | アンソニー・ヒールド                                     | レネ                                                     | DEA捜査官（NY)                                           |
| ゲスト出演       | チャールズ・S・ダットン                                  | ピアソン                                                 | NY市警の警部                                             |
| ゲスト出演       | ピーター・アレン                                         | －                                                       | 撮影スタジオのスタッフ                                   |
| ゲスト出演       | ゾーイ・タマリス                                         | ミランダ                                                 | ボージャスの客                                           |
| ゲスト出演       | ジーン・シモンズ                                         | ニュートン・ウィンザー・ブレード                         | 麻薬ディーラー                                           |
| ゲスト出演       | ケヴィン・アンダーソン                                   | ”ブルーマン”                                             | ストリートパフォーマー                                   |
| ゲスト出演       | ジュリアン・ベック                                       | J・B・ジョンストン                                       | 銀行家                                                   |
| 監督             | ポール・マイケル・グレイザー                             | ポール・マイケル・グレイザー                             | ポール・マイケル・グレイザー                             |
| 脚本             | ダニエル・パイン                                         | ダニエル・パイン                                         | ダニエル・パイン                                         |
| 前エピソード     | 血の抗争！マフィア非情の暗殺指令（シーズン1）            | 血の抗争！マフィア非情の暗殺指令（シーズン1）            | 血の抗争！マフィア非情の暗殺指令（シーズン1）            |
| 次エピソード     | 謎の教団・血の復讐！警官連続殺人事件                     | 謎の教団・血の復讐！警官連続殺人事件                     | 謎の教団・血の復讐！警官連続殺人事件                     |

使用された楽曲
| アーティスト名                 | タイトル               | 邦題                             |
| ------------------------------ | ---------------------- | -------------------------------- |
| ビリー・オーシャン             | Caribbean Queen        | カリビアン・クイーン             |
| トラフィック                   | Glad                   | グラッド                         |
| ザ・システム                   | The Pleasure Seekers   |                                  |
| アーロン・ネヴィル             | Tell It Like It Is     | 恋はきどらず                     |
| グレン・フライ                 | You Belong to the City | ユー・ビロング・トゥ・ザ・シティ |
| ジョー・コッカー               | Many Rivers to Cross   | メニー・リヴァーズ・トゥ・クロス |
| U2                             | Pride                  | プライド                         |
| ヒューイ・ルイス＆ザ・ニュース | Do You Believe in Love | ビリーブ・イン・ラブ             |
| ファッション                   | Whitestuff             |                                  |
| ルー・リード                   | Good Night, Ladies     | グッドナイト・レディス           |
| ゴー・ウェスト                 | Goodbye Girl           | グッバイ・ガール                 |
| ブライアン・フェリー           | Windswept              | ウィンドスウェプト               |
| リキッド・リキッド             | Rubbermiro             |                                  |
| フィル・コリンズ               | Take Me Home           | テイク・ミー・ホーム             |

- 当初は1時間枠の予定だったが、監督のポール・マイケル・グレイザーの提案で2時間枠(本編約90分)に拡大した[23]。彼が監督した3エピソードのうちの一つである。
- シーズン1で麻薬王カルデロンを演じたミゲル・ピニェロがレヴィアファミリーの家長役で再び出演した。
- ルイス・ガスマンとミゲル・ピニェロは共にニューヨークのイーストサイド育ちの友人だった。ピニェロの紹介でオーディションを受けたが「マイアミバイス」とは一体何なのか全く知らなかったという[24]。S2・20話「VIP暗殺計画！楽園を襲うテロの嵐」では暗殺者を演じ2エピソードに出演した。
- キッスのジーン・シモンズがゲスト出演している。シーズン2は有名ミュージシャンのゲスト出演が定番となった。
- 2015年の「ジミー・キンメル・ライブ!」に出演したドン・ジョンソンは、マイアミバイスで最も衝撃的だった事件を語った。

「ウォール街の近くで撮影したときのことだ。見上げるとビルの窓はそこで働く女性で埋め尽くされていた。カメラが回って私とタブスが通りを歩き始めると頭上から何かが落ちてきた。見上げると千枚以上のパンティーが雨のように降ってきたんだ！」
- グレン・フライの「ユー・ビロング・トゥ・ザ・シティ」は本作のために作られた曲で、マイアミバイスのサントラに収録されている。
- ジュリアン・ベックは撮影時に胃がんを患っており、放送日の2週間前に亡くなった[25]。
- パム・グリアとフィリップ・マイケル・トーマスは偶然にも生年月日が同じ(1949年5月26日)である。
- 冒頭のコロンビアのシーンは、ニューヨーク郊外にあるベアマウンテン州立公園で撮影された。
- 日本では「マイアミ・バイス2  ニューヨーク・コネクション」の邦題でVHSリリースされた。

### 第2話「謎の教団・血の復讐！警官連続殺人事件」
| シーズン２ 第話 |                                                          |                                                          |                                                          |
| サブタイトル    | 謎の教団・血の復讐！警官連続殺人事件                     | 謎の教団・血の復讐！警官連続殺人事件                     | 謎の教団・血の復讐！警官連続殺人事件                     |
| 原題            | Whatever Works                                           | Whatever Works                                           | Whatever Works                                           |
| 初回放映        | 1985年10月4日                                            | 1985年10月4日                                            | 1985年10月4日                                            |
| ゲスト出演      | 俳優                                                     | 役名                                                     | 配役                                                     |
| ゲスト出演      | ブルース・マクヴィティ                                   | デヴィッド・ブレークニー                                 | パトロール警官                                           |
| ゲスト出演      | アーサー・キット                                         | チャタ                                                   | サンテリアの祭祀                                         |
| ゲスト出演      | パワー・ステーション                                     | －                                                       | 地元のバンド                                             |
| 監督            | ジョン・ニコレラ                                         | ジョン・ニコレラ                                         | ジョン・ニコレラ                                         |
| 脚本            | モーリス・ハーレイ                                       | モーリス・ハーレイ                                       | モーリス・ハーレイ                                       |
| 前エピソード    | マンハッタン大銃撃戦！摩天楼を駆けぬけるフロリダの熱い風 | マンハッタン大銃撃戦！摩天楼を駆けぬけるフロリダの熱い風 | マンハッタン大銃撃戦！摩天楼を駆けぬけるフロリダの熱い風 |
| 次エピソード    | フロリダ沖大銃撃戦！引退刑事の執念                       | フロリダ沖大銃撃戦！引退刑事の執念                       | フロリダ沖大銃撃戦！引退刑事の執念                       |

使用された楽曲
| アーティスト名                 | タイトル          | 邦題                     |
| ------------------------------ | ----------------- | ------------------------ |
| ZZトップ                       | Sharp Dressed Man | シャープ・ドレスト・マン |
| メリー・メル                   | Vice              | ヴァイス                 |
| パワー・ステーション(本人出演) | Get It On         | ゲット・イット・オン     |
| ザ・ブラスターズ               | Dark Night        | ダーク・ナイト           |

- サンテリア宗教の司祭の役にティナ・ターナーを予定していたが出演を断られたため、ジャス歌手の大御所アーサー・キットに代えられた。
- パワー・ステーションが地元のライブハウスのバンドとして登場する。ジョン・テイラーはクロケットの友人のJ.Tという設定。
- マイケル・デ・バレスが新顔のドラマーとして紹介されるが、彼がパワー・ステーションに加わったのもこの頃だった。俳優としても活躍しておりマイアミ・バイスは2エピソードに出演した(S4・14話「冷血の殺人兵器密輸機関を叩け」)。
- 情報屋モレノの子分のマニーが初登場する。計8エピソードに出演した。

### 第3話「フロリダ沖大銃撃戦！引退刑事の執念」
| シーズン２ 第３話 |                                                       |                                                       |                                                       |
| サブタイトル      | フロリダ沖大銃撃戦！引退刑事の執念                    | フロリダ沖大銃撃戦！引退刑事の執念                    | フロリダ沖大銃撃戦！引退刑事の執念                    |
| 原題              | Out Where the Buses Don't Run                         | Out Where the Buses Don't Run                         | Out Where the Buses Don't Run                         |
| 初回放映          | 1985年10月18日                                        | 1985年10月18日                                        | 1985年10月18日                                        |
| ゲスト出演        | 俳優                                                  | 役名                                                  | 配役                                                  |
| ゲスト出演        | ブルース・マッギル                                    | ハンク・ウェルドン                                    | バイスの元刑事                                        |
| ゲスト出演        | デヴィッド・ストラザーン                              | マーティー・ラング                                    | ウェルドンの元相棒                                    |
| ゲスト出演        | リトル・リチャード                                    | マーヴェル・クイン                                    | 牧師                                                  |
| 監督              | ジム・ジョンストン                                    | ジム・ジョンストン                                    | ジム・ジョンストン                                    |
| 脚本              | ジョエル・サーノウ ダグラス・ロイド・マッキントッシュ | ジョエル・サーノウ ダグラス・ロイド・マッキントッシュ | ジョエル・サーノウ ダグラス・ロイド・マッキントッシュ |
| 前エピソード      | 謎の教団・血の復讐！警官連続殺人事件                  | 謎の教団・血の復讐！警官連続殺人事件                  | 謎の教団・血の復讐！警官連続殺人事件                  |
| 次エピソード      | 真夜中の銃声！女刑事トルーディの選択                  | 真夜中の銃声！女刑事トルーディの選択                  | 真夜中の銃声！女刑事トルーディの選択                  |

使用された楽曲
| アーティスト名                               | タイトル         | 邦題                       |
| -------------------------------------------- | ---------------- | -------------------------- |
| ザ・フー                                     | Baba O'Riley     | ババ・オライリィ           |
| ボビー・フラー(ブルース・マッギルによる独唱) | I Fought the Law | アイ・フォウト・ザ・ロウ   |
| ダイアー・ストレイツ                         | Brothers in Arms | ブラザーズ・イン・アームス |

- ハンク・ウェルドン役はデニス・ホッパーを予定していたが、出演料の折り合いが付かず撮影開始の数日前に断られた。
- 代わりに出演依頼を受けたブルース・マッギルは、ニューヨークからマイアミへの深夜便で台本を読み、空港から撮影現場に直行した[26]。
- 精神を蝕まれたウェルドンのキャラクターはブルース・マッギルのアイデア。『精神病棟に監禁され唯一の娯楽は古い映画だった。気持ちが不安定になると映画の主人公に没入し自分を守ろうとする』というバックグラウンドを飛行機の中で考えた、とインタビューで答えている[27]。
- ウェルドンはクロケットの大先輩という設定だが、ブルース・マッギルはドン・ジョンソンより7ヶ月若い。
- ウェルドンは自分のコンピュータを妻の名と同じロレインと呼ぶ。このコンピュータ(Amiga)のプロトタイプの愛称がロレインで、コンピュータ会社のコモドールの社長の妻の名前だった[28]。
- ロックンロールの創始者の1人と呼ばれるリトル・リチャードが冒頭にゲスト出演している。撮影は7月下旬に行なわれ、気温38度、湿度98％の炎天下で汗だくになりながら何度も演技をしなくてはならなかった[29]。
- クロケットが喫煙するシーンはこのエピソードが最後となった。
- 1997年のTVガイド誌の「史上最高のテレビドラマ100エピソード」で90位に選ばれた[30]。

### 第4話「真夜中の銃声！女刑事トルーディの選択」
| シーズン２ 第４話 |                                      |                                      |                                      |
| サブタイトル      | 真夜中の銃声！女刑事トルーディの選択 | 真夜中の銃声！女刑事トルーディの選択 | 真夜中の銃声！女刑事トルーディの選択 |
| 原題              | The Dutch Oven                       | The Dutch Oven                       | The Dutch Oven                       |
| 初回放映          | 1985年10月25日                       | 1985年10月25日                       | 1985年10月25日                       |
| ゲスト出演        | 俳優                                 | 役名                                 | 配役                                 |
| ゲスト出演        | クリーヴァント・デリックス           | デヴィッド・ジョーンズ               | トゥルーディの恋人                   |
| ゲスト出演        | ジャンカルロ・エスポジート           | アドニス・ジャクソン                 | アドニスの友人、売人                 |
| ゲスト出演        | デヴィッド・プローヴァル             | ルーイ・ガッロ                       | 内務部の捜査官                       |
| ゲスト出演        | マシュー・カウルズ                   | －                                   | 仲介人                               |
| ゲスト出演        | デヴィッド・ヨハンセン               | －                                   | パーティ会場のシンガー               |
| 監督              | アベル・フェラーラ                   | アベル・フェラーラ                   | アベル・フェラーラ                   |
| 脚本              | モーリス・ハーレイ                   | モーリス・ハーレイ                   | モーリス・ハーレイ                   |
| 前エピソード      | フロリダ沖大銃撃戦！引退刑事の執念   | フロリダ沖大銃撃戦！引退刑事の執念   | フロリダ沖大銃撃戦！引退刑事の執念   |
| 次エピソード      | 極秘文章奪回！若妻を狙う殺し屋の銃口 | 極秘文章奪回！若妻を狙う殺し屋の銃口 | 極秘文章奪回！若妻を狙う殺し屋の銃口 |

使用された楽曲
| アーティスト名                   | タイトル         | 邦題                         |
| -------------------------------- | ---------------- | ---------------------------- |
| フォリナー                       | Women            | 女たち                       |
| パット・ベネター                 | Diamond Field    | 輝くダイアモンド・フィールド |
| クリーヴァント・デリックス       | Love Is for Sale |                              |
| デヴィッド・ヨハンセン(本人出演) | King of Babylon  | バビロン                     |
| エイミー・グラント               | Who to Listen To |                              |

- トゥルーディがメインのエピソード。
- トゥルーディが売人を射殺し過剰防衛を責められるが、S1・10話「潜入！売春組織 女刑事ジーナの危機」では逃げようとする犯人の背中を躊躇せずに撃つシーンがあり矛盾が生じている。
- シーズン1の最終話として撮影されたが放映はシーズン2になった。ジートのあご髭が急になくなるのはそのせいで、シーズン2では度々この現象が発生する。

### 第5話「極秘文書奪回！若妻を狙う殺し屋の銃口」
| シーズン２ 第５話 |                                          |                                          |                                          |
| サブタイトル      | 極秘文章奪回！若妻を狙う殺し屋の銃口     | 極秘文章奪回！若妻を狙う殺し屋の銃口     | 極秘文章奪回！若妻を狙う殺し屋の銃口     |
| 原題              | Buddies                                  | Buddies                                  | Buddies                                  |
| 初回放映          | 1985年11月1日                            | 1985年11月1日                            | 1985年11月1日                            |
| ゲスト出演        | 俳優                                     | 役名                                     | 配役                                     |
| ゲスト出演        | ジェームズ・レマー                       | ロビー・カーン                           | クロケットの戦友                         |
| ゲスト出演        | エスター・バリント                       | ドロシー・ベイン                         | 子連れのウェイトレス                     |
| ゲスト出演        | トム・シニョレッリ                       | ジョニー・カナッタ                       | マフィアのボス                           |
| ゲスト出演        | ネイサン・レイン                         | モーティー・プライス                     | スタンダップコメディアン                 |
| ゲスト出演        | カーラ・タンバレッリ                     | アンプル・アニー                         | ダンサー（ヌーギーの妻）                 |
| ゲスト出演        | フランキー・ヴァリ                       | フランク・ドース                         | カナッタの相棒                           |
| 監督              | ハリー・マストロジョージ                 | ハリー・マストロジョージ                 | ハリー・マストロジョージ                 |
| 脚本              | フランク・ミリタリー                     | フランク・ミリタリー                     | フランク・ミリタリー                     |
| 前エピソード      | 真夜中の銃声！女刑事トルーディの選択     | 真夜中の銃声！女刑事トルーディの選択     | 真夜中の銃声！女刑事トルーディの選択     |
| 次エピソード      | 極秘クラブ・愛欲のスキャンダルを撃て！！ | 極秘クラブ・愛欲のスキャンダルを撃て！！ | 極秘クラブ・愛欲のスキャンダルを撃て！！ |

使用された楽曲
| アーティスト名                                       | タイトル         | 邦題                             |
| ---------------------------------------------------- | ---------------- | -------------------------------- |
| キム・ミッチェル                                     | Go for Soda      |                                  |
| アーサー・コンリー                                   | Sweet Soul Music | スウィート・ソウル・ミュージック |
| ジャニス・ジョプリン(カーラ・タンバレッリによる独唱) | Mercedes Benz    | ベンツが欲しい                   |
| チャカ・カーン                                       | Own the Night    | オウン・ザ・ナイト               |
| ザ・ノーバディーズ                                   | No Guarantees    |                                  |

- 1967年に大ヒットした「君の瞳に恋してる」のフランキー・ヴァリがゲスト出演している。
- ジェームズ・レマーは「48時間」(1982)でオリヴィア・ブラウンと共演した。また「ジャンゴ 繋がれざる者」(2012)でドン・ジョンソンと共演した。

### 第6話「極秘クラブ・愛欲のスキャンダルを撃て！！」
| シーズン２ 第６話 |                                                        |                                                        |                                                        |
| サブタイトル      | 極秘クラブ・愛欲のスキャンダルを撃て！！               | 極秘クラブ・愛欲のスキャンダルを撃て！！               | 極秘クラブ・愛欲のスキャンダルを撃て！！               |
| 原題              | Junk Love                                              | Junk Love                                              | Junk Love                                              |
| 初回放映          | 1985年11月8日                                          | 1985年11月8日                                          | 1985年11月8日                                          |
| ゲスト出演        | 俳優                                                   | 役名                                                   | 配役                                                   |
| ゲスト出演        | エリ・プージェ                                         | ロセラ・マエストレス                                   | 娼婦                                                   |
| ゲスト出演        | ホセ・ペレス                                           | ファン・カルロスシルヴァ                               | 麻薬ディーラー                                         |
| ゲスト出演        | マイルス・デイヴィス                                   | アイヴォリー・ジョーンズ                               | 売春宿のオーナー                                       |
| 監督              | マイケル・オハーリー                                   | マイケル・オハーリー                                   | マイケル・オハーリー                                   |
| 脚本              | ジュリア・キャメロン                                   | ジュリア・キャメロン                                   | ジュリア・キャメロン                                   |
| 前エピソード      | 極秘文章奪回！若妻を狙う殺し屋の銃口                   | 極秘文章奪回！若妻を狙う殺し屋の銃口                   | 極秘文章奪回！若妻を狙う殺し屋の銃口                   |
| 次エピソード      | 蘇った悪魔の教祖！美女誘拐事件にひそむゾンビの呪い！！ | 蘇った悪魔の教祖！美女誘拐事件にひそむゾンビの呪い！！ | 蘇った悪魔の教祖！美女誘拐事件にひそむゾンビの呪い！！ |

使用された楽曲
| アーティスト名       | タイトル         | 邦題                 |
| -------------------- | ---------------- | -------------------- |
| ワン・チャン         | True Love        |                      |
| ブライアン・フェリー | Slave to Love    | スレイブ・トゥ・ラブ |
| ロバート・プラント   | Little by Little | リトル・バイ・リトル |

- ジャズ界の巨匠、マイルス・デイヴィスがゲスト出演している。
- このエピソードが放送された週に「マイアミバイスのテーマ」がビルボードHOT100の1位を獲得した。

### 第7話「蘇った悪魔の教祖！美女誘拐事件にひそむゾンビの呪い！！」
| シーズン２ 第７話 |                                                        |                                                        |                                                        |
| サブタイトル      | 蘇った悪魔の教祖！美女誘拐事件にひそむゾンビの呪い！！ | 蘇った悪魔の教祖！美女誘拐事件にひそむゾンビの呪い！！ | 蘇った悪魔の教祖！美女誘拐事件にひそむゾンビの呪い！！ |
| 原題              | Tale of the Goat                                       | Tale of the Goat                                       | Tale of the Goat                                       |
| 初回放映          | 1985年11月15日                                         | 1985年11月15日                                         | 1985年11月15日                                         |
| ゲスト出演        | 俳優                                                   | 役名                                                   | 配役                                                   |
| ゲスト出演        | クラレンス・ウィリアムズ3世                            | マキシミリアン”レグバ”・イルデフォンソ                 | ブードゥー教の教祖                                     |
| ゲスト出演        | ミケルティ・ウィリアムソン                             | シルヴィオ・ロムルス                                   | レグバの後継者                                         |
| ゲスト出演        | レイ・シャーキー                                       | ボビー・プロファイル                                   | 中古車屋、マネーロンダラー                             |
| ゲスト出演        | ピーター・セラーズ                                     | ドクター・オハラ                                       | 警察医                                                 |
| 監督              | マイケル・オハーリー                                   | マイケル・オハーリー                                   | マイケル・オハーリー                                   |
| 脚本              | ジム・トロンベッタ                                     | ジム・トロンベッタ                                     | ジム・トロンベッタ                                     |
| 前エピソード      | 極秘クラブ・愛欲のスキャンダルを撃おて！！             | 極秘クラブ・愛欲のスキャンダルを撃おて！！             | 極秘クラブ・愛欲のスキャンダルを撃おて！！             |
| 次エピソード      | 二重スパイ抹殺指令！暗躍・フロリダ国際諜報戦！！       | 二重スパイ抹殺指令！暗躍・フロリダ国際諜報戦！！       | 二重スパイ抹殺指令！暗躍・フロリダ国際諜報戦！！       |

使用された楽曲
| アーティスト名       | タイトル        | 邦題 |
| -------------------- | --------------- | ---- |
| フィクス             | Phantom Living  |      |
| ノナ・ヘンドリックス | Transformation  |      |
| レッド・ライダー     | Can't Turn Back |      |
| トッド・ラングレン   | Fresh           |      |

- タブスがリボルバーの弾をリロードするのが見られる唯一のエピソード。

### 第8話「二重スパイ抹殺指令！暗躍・フロリダ国際諜報戦！！」
| シーズン２ 第８話 |                                                        |                                                        |                                                        |
| サブタイトル      | 二重スパイ抹殺指令！暗躍・フロリダ国際諜報戦！！       | 二重スパイ抹殺指令！暗躍・フロリダ国際諜報戦！！       | 二重スパイ抹殺指令！暗躍・フロリダ国際諜報戦！！       |
| 原題              | Bushido                                                | Bushido                                                | Bushido                                                |
| 初回放映          | 1985年11月22日                                         | 1985年11月22日                                         | 1985年11月22日                                         |
| ゲスト出演        | 俳優                                                   | 役名                                                   | 配役                                                   |
| ゲスト出演        | ディーン・ストックウェル                               | ジャック・グレツキー                                   | 元CIA局員                                              |
| ゲスト出演        | ナターシャ・シュナイダー                               | ローラ・グレツキー                                     | グレツキーの妻、元KGB                                  |
| ゲスト出演        | デヴィッド・ラッシュ                                   | サーフ                                                 | KGBのスパイ                                            |
| ゲスト出演        | マーク・マコーレー                                     | クスコ                                                 | サーフの部下                                           |
| ゲスト出演        | トム・バウアー                                         | カーター                                               | CIA                                                    |
| ゲスト出演        | ジェリー・ハーディン                                   | ハーディン                                             | CIA                                                    |
| ゲスト出演        | トーマス・G・ウェイツ                                  | トムソン                                               | DEA                                                    |
| 監督              | エドワード・ジェームズ・オルモス                       | エドワード・ジェームズ・オルモス                       | エドワード・ジェームズ・オルモス                       |
| 脚本              | ジョン・リークレイ                                     | ジョン・リークレイ                                     | ジョン・リークレイ                                     |
| 前エピソード      | 蘇った悪魔の教祖！美女誘拐事件にひそむゾンビの呪い！！ | 蘇った悪魔の教祖！美女誘拐事件にひそむゾンビの呪い！！ | 蘇った悪魔の教祖！美女誘拐事件にひそむゾンビの呪い！！ |
| 次エピソード      | レイプ犯を追いつめろ！女刑事ジーナ怒りの銃弾           | レイプ犯を追いつめろ！女刑事ジーナ怒りの銃弾           | レイプ犯を追いつめろ！女刑事ジーナ怒りの銃弾           |

使用された楽曲
| アーティスト名       | タイトル       | 邦題                       |
| -------------------- | -------------- | -------------------------- |
| ブライアン・フェリー | Boys and Girls | ボーイズ・アンド・ガールズ |
| ケイト・ブッシュ     | Hello Earth    | ハロー・アース             |

- エドワード・ジェームズ・オルモスの初監督作品。
- 「俺がハマーだ！」のデヴィッド・ラッシュがKGB役でゲスト出演している。
- ナターシャ・シュナイダーはラトビア(当時はソビエト連邦)出身のアメリカのミュージシャン。2008年に52歳で亡くなった[31]。
- KGBのクスコを演じるマーク・マコーレーは本シリーズで5エピソードに出演し、「マイアミ・バイス」(2006)で空港の管制官役として出演した。

### 第9話「レイプ犯を追いつめろ！女刑事ジーナ怒りの銃弾」
| シーズン２ 第９話 |                                                     |                                                     |                                                     |
| サブタイトル      | レイプ犯を追いつめろ！女刑事ジーナ怒りの銃弾        | レイプ犯を追いつめろ！女刑事ジーナ怒りの銃弾        | レイプ犯を追いつめろ！女刑事ジーナ怒りの銃弾        |
| 原題              | Bought and Paid For                                 | Bought and Paid For                                 | Bought and Paid For                                 |
| 初回放映          | 1985年11月29日                                      | 1985年11月29日                                      | 1985年11月29日                                      |
| ゲスト出演        | 俳優                                                | 役名                                                | 配役                                                |
| ゲスト出演        | リン・ウィットフィールド                            | オデット・リボー                                    | ジーナの友人                                        |
| ゲスト出演        | ジョアキム・デ・アルメイダ                          | ニコ・アロヨ                                        | アロヨ将軍の息子                                    |
| ゲスト出演        | トーマス・ミリアン                                  | オクタヴィオ・アロヨ                                | 将軍                                                |
| ゲスト出演        | エル・デバージ                                      | －                                                  | クラブノシンガー                                    |
| 監督              | ジョン・ニコレラ                                    | ジョン・ニコレラ                                    | ジョン・ニコレラ                                    |
| 脚本              | マーティン・クップファー                            | マーティン・クップファー                            | マーティン・クップファー                            |
| 前エピソード      | 二重スパイ抹殺指令！暗躍・フロリダ国際諜報戦！！    | 二重スパイ抹殺指令！暗躍・フロリダ国際諜報戦！！    | 二重スパイ抹殺指令！暗躍・フロリダ国際諜報戦！！    |
| 次エピソード      | ベトナム・コネクション 地獄の戦場から奪った白い悪夢 | ベトナム・コネクション 地獄の戦場から奪った白い悪夢 | ベトナム・コネクション 地獄の戦場から奪った白い悪夢 |

使用された楽曲
| アーティスト名         | タイトル            | 邦題                         |
| ---------------------- | ------------------- | ---------------------------- |
| スライ&ロビー          | Bass and Trouble    |                              |
| デバージ(本人出演)     | You Wear It Well    | ユー・ウェア・イット・ウェル |
| デバージ(本人出演)     | Rhythm of the Night | リズム・オブ・ザ・ナイト     |
| フリートウッド・マック | I'm so Afraid       | アイム・ソー・アフレイド     |
| Kera & the Lesbians    | Cold Wind Blows     |                              |

- カーチェイスシーンのランボルギーニ・カウンタックは欧州仕様と北米仕様の2台が使用された。S1・14話「宿命の闘い!地獄の三角地帯から来た闇将軍」に出てくる白のカウンタックは欧州仕様のLP5000Sで、この2台とはまた別物。
- 1960〜70年代に活躍したイタリア人俳優のトーマス・ミリアンがオクタヴィオ・アロヨ将軍を演じる。
- エル・デバージがゲスト出演し、デバージの大ヒット曲”RHYTHM OF THE NIGHT” を歌う。
- モレノが「スティーブ・マックイーンのように顔を照らせ」と言うのは「華麗なる賭け」(1968)のことである。
- アロヨ将軍の出身国はボリビアだが、吹替では「南米某国」に替えられた。
- 大雨のシーンが見られるのは2度目。

### 第10話「ベトナム・コネクション　地獄の戦場から奪った白い悪夢」
| シーズン２ 第10話 |                                                     |                                                     |                                                     |
| サブタイトル      | ベトナム・コネクション 地獄の戦場から奪った白い悪夢 | ベトナム・コネクション 地獄の戦場から奪った白い悪夢 | ベトナム・コネクション 地獄の戦場から奪った白い悪夢 |
| 原題              | Back In The World                                   | Back In The World                                   | Back In The World                                   |
| 初回放映          | 1985年6月29日                                       | 1985年6月29日                                       | 1985年6月29日                                       |
| ゲスト出演        | 俳優                                                | 役名                                                | 配役                                                |
| ゲスト出演        | ボブ・バラバン                                      | アイラ・ストーン                                    | ジャーナリスト                                      |
| ゲスト出演        | パティ・ダーバンヴィル                              | ストーン夫人                                        | ストーンの妻                                        |
| ゲスト出演        | ジョージ・ゴードン・リデイ                          | ウィリアム・メイナード                              | 大佐                                                |
| ゲスト出演        | イマン                                              | ダコタ                                              | 仲介人                                              |
| 監督              | ドン・ジョンソン                                    | ドン・ジョンソン                                    | ドン・ジョンソン                                    |
| 脚本              | テリー・マクダネル                                  | テリー・マクダネル                                  | テリー・マクダネル                                  |
| 前エピソード      | レイプ犯を追いつめろ！女刑事ジーナ怒りの銃弾        | レイプ犯を追いつめろ！女刑事ジーナ怒りの銃弾        | レイプ犯を追いつめろ！女刑事ジーナ怒りの銃弾        |
| 次エピソード      | だましのテクニック！汚れた大金を狙え！！            | だましのテクニック！汚れた大金を狙え！！            | だましのテクニック！汚れた大金を狙え！！            |

使用された楽曲
| アーティスト名 | タイトル                         | 邦題                             |
| -------------- | -------------------------------- | -------------------------------- |
| ドアーズ       | Strange Days                     | まぼろしの世界                   |
| ドアーズ       | The Crystal Ship                 | 水晶の舟                         |
| ドアーズ       | Five to One                      | ファイヴ・トゥ・ワン             |
| ドアーズ       | The Spy                          | ザ・スパイ                       |
| ドアーズ       | Roadhouse Blues                  | ロードハウス・ブルース           |
| ドアーズ       | Break On Through                 | ブレイク・オン・スルー           |
| ドアーズ       | I Can't See Your Face in My Mind | おぼろな顔                       |
| ドアーズ       | My Eyes Have Seen You            | マイ・アイズ・ハヴ・シーン・ユー |

- ドン・ジョンソンの監督デビュー作。このシリーズで計4エピソードを監督した。
- ジョージ・ゴードン・リディはウォーターゲート事件で「配管工」と呼ばれる工作チームの一員だった人物である。
- 挿入歌は全てドアーズの曲が使われた。1時間枠で8曲はS3・3話「仕組まれた娼婦惨殺事件」と並ぶ最多数である。
- 製作費は140万ドルを予定していたが、後半の湿原での撮影コストが嵩み、最終的に200万ドル(2019年の相場で320万ドル)を超えてしまった。

### 第11話「だましのテクニック！汚れた大金を狙え！！」
| シーズン２ 第１１話 |                                                     |                                                     |                                                     |
| サブタイトル        | だましのテクニック！汚れた大金を狙え！！            | だましのテクニック！汚れた大金を狙え！！            | だましのテクニック！汚れた大金を狙え！！            |
| 原題                | Phil the Shill                                      | Phil the Shill                                      | Phil the Shill                                      |
| 初回放映            | 1985年12月13日                                      | 1985年12月13日                                      | 1985年12月13日                                      |
| ゲスト出演          | 俳優                                                | 役名                                                | 配役                                                |
| ゲスト出演          | フィル・コリンズ                                    | フィル・メイヒュー                                  | 詐欺師                                              |
| ゲスト出演          | キーラ・セジウィック                                | セアラ・マクファイル                                | リヴァースの愛人                                    |
| ゲスト出演          | マイケル・マーゴッタ                                | トニー・リヴァース                                  | 麻薬組織のボス                                      |
| 監督                | ジョン・ニコレラ                                    | ジョン・ニコレラ                                    | ジョン・ニコレラ                                    |
| 脚本                | ポール・ダイアモンド                                | ポール・ダイアモンド                                | ポール・ダイアモンド                                |
| 前エピソード        | ベトナム・コネクション 地獄の戦場から奪った白い悪夢 | ベトナム・コネクション 地獄の戦場から奪った白い悪夢 | ベトナム・コネクション 地獄の戦場から奪った白い悪夢 |
| 次エピソード        | 真夏のセクシーレディ！灼けた肌にひそむ魔性の罠！！  | 真夏のセクシーレディ！灼けた肌にひそむ魔性の罠！！  | 真夏のセクシーレディ！灼けた肌にひそむ魔性の罠！！  |

使用された楽曲
| アーティスト名       | タイトル                    | 邦題                 |
| -------------------- | --------------------------- | -------------------- |
| フィル・コリンズ     | Life Is a Rat Race          |                      |
| フィル・コリンズ     | Pick It Up                  |                      |
| Executive Slacks     | Nausea                      |                      |
| ユージーン・スミス   | Rock by Day / Roll by Night |                      |
| エリック・クラプトン | Knock on Wood               | ノック・オン・ウッド |
| The Bus              | Executive Slacks            |                      |

- フィル・コリンズがゲスト出演する。
- フィル・メイヒューという役名は、ジェネシスの先代ドラマーのジョン・メイヒューから拝借した[32]。
- パーティーにマリファナ目当てで集まる4人の客の名前もジェネシスから拝借している。スチュワート（初期のドラムのクリス・スチュワート）、ブルフォード（ドラムのビル・ブルフォード）、バンクス（キーボードのトニー・バンクス）、ハケット（ギターのスティーヴ・ハケット）[33][要出典]。さらに初期のツアーマネージャーの名前はマクファイルだった[34]。
- パーティーでモレノが口説く女性はフィル・コリンズの2番目の妻のジル・タヴェルマンである。彼女との間に女優のリリー・コリンズが生まれた。「いい趣味だ」とモレノに囁くフィル。
- 情報屋モレノが「マリエル・ボートリフトでキューバから渡ってきた」と自分の過去を明かす。
- エンディングで「マイアミバイスのテーマ」が流れない3エピソードのうちの1つ。
- 冒頭のクイズとエンディングで流れる曲は、フィル・コリンズがこのエピソードのために作った曲である。
- 売人が処刑される建物はオパロッカエグゼクティブ空港にあった格納庫。本シリーズで4回使用され、「バッド・ボーイズ」(1983)のクライマックスシーンに使われたあと解体された。
- フィル・コリンズの日本語吹替はタレントのせんだみつおが起用された。モレノの声の千田光男とは別人。

### 第12話「真夏のセクシーレディ！灼けた肌にひそむ魔性の罠！！」
| シーズン２ 第１２話 |                                                    |                                                    |                                                    |
| サブタイトル        | 真夏のセクシーレディ！灼けた肌にひそむ魔性の罠！！ | 真夏のセクシーレディ！灼けた肌にひそむ魔性の罠！！ | 真夏のセクシーレディ！灼けた肌にひそむ魔性の罠！！ |
| 原題                | Definitely Miami                                   | Definitely Miami                                   | Definitely Miami                                   |
| 初回放映            | 1986年12月14日                                     | 1986年12月14日                                     | 1986年12月14日                                     |
| ゲスト出演          | 俳優                                               | 役名                                               | 配役                                               |
| ゲスト出演          | アリエル・ドンバール                               | キャリー・バセット                                 | チャーリーの妻                                     |
| ゲスト出演          | テッド・ニュージェント                             | チャーリー・バセット                               | 連続殺人犯                                         |
| ゲスト出演          | カマラ・ロペス                                     | マリア・ロハス                                     | クレメンテの妹                                     |
| ゲスト出演          | ロジャー・プレット                                 | セルジオ・クレメンテ                               | マフィアのボス                                     |
| ゲスト出演          | アルバート・ホール                                 | ジョー・ダルヴァ                                   | FBI部長                                            |
| ゲスト出演          | エンリケ・サンディーノ                             | グラヴァス                                         | ニカラグア人の青年                                 |
| 監督                | ロブ・コーエン                                     | ロブ・コーエン                                     | ロブ・コーエン                                     |
| 脚本                | マイケル・ハーネマン、ダニエル・パイン             | マイケル・ハーネマン、ダニエル・パイン             | マイケル・ハーネマン、ダニエル・パイン             |
| 前エピソード        | だましのテクニック！汚れた大金を狙え！！           | だましのテクニック！汚れた大金を狙え！！           | だましのテクニック！汚れた大金を狙え！！           |
| 次エピソード        | 史上最大の闇取り引き！未亡人の危険な賭け！！       | 史上最大の闇取り引き！未亡人の危険な賭け！！       | 史上最大の闇取り引き！未亡人の危険な賭け！！       |

使用された楽曲
| アーティスト名         | タイトル        | 邦題             |
| ---------------------- | --------------- | ---------------- |
| テッド・ニュージェント | Angry Young Man |                  |
| ガトー・バルビエリ     | Europa          | 哀愁のヨーロッパ |
| ゴドレイ＆クレーム     | Cry (Ext.Lemix) | クライ           |

- プロデューサーのリチャード・ブラムスがカメオ出演している。砂山で車を発見する2人目の警官。
- テッド・ニュージェントがゲスト出演し、彼の楽曲も使用された。
- テッド・ニュージェントがバルコニーに出て「まさにマイアミだな」と言うアレクサンダー・ホテルは、ドラマのキャストやスタッフがマイアミ滞在中に利用していた。
- 人気投票で常に上位にランクインするエピソード。

### 第13話「史上最大の闇取り引き！未亡人の危険な賭け！！」
| シーズン２ 第１３話 |                                                    |                                                    |                                                    |
| サブタイトル        | 史上最大の闇取り引き！未亡人の危険な賭け！！       | 史上最大の闇取り引き！未亡人の危険な賭け！！       | 史上最大の闇取り引き！未亡人の危険な賭け！！       |
| 原題                | Yankee Dollar                                      | Yankee Dollar                                      | Yankee Dollar                                      |
| 初回放映            | 1986年1月17日                                      | 1986年1月17日                                      | 1986年1月17日                                      |
| ゲスト出演          | 俳優                                               | 役名                                               | 配役                                               |
| ゲスト出演          | ネッド・アイゼンバーグ                             | チャーリー・グライド                               | 大物仲介人                                         |
| ゲスト出演          | オースティン・ペンドルトン                         | マックス・ロゴ                                     | グライドの部下、会計士                             |
| ゲスト出演          | オードリー・マトソン                               | サラ・デイヴィス                                   | クロケットの女友達、CA                             |
| ゲスト出演          | クレイトン・ローナー                               | ティム・デイヴィス                                 | サラの弟                                           |
| ゲスト出演          | アン・カーライル                                   | リディア・シュガーマン                             | 大企業社長の未亡人                                 |
| ゲスト出演          | ペペ・セルナ                                       | ザバド                                             | ペルー人のディーラー                               |
| 監督                | アーロン・リップシュタット                         | アーロン・リップシュタット                         | アーロン・リップシュタット                         |
| 脚本                | ダニエル・パインジョン・マンキーウィッツ           | ダニエル・パインジョン・マンキーウィッツ           | ダニエル・パインジョン・マンキーウィッツ           |
| 前エピソード        | 真夏のセクシーレディ！灼けた肌にひそむ魔性の罠！！ | 真夏のセクシーレディ！灼けた肌にひそむ魔性の罠！！ | 真夏のセクシーレディ！灼けた肌にひそむ魔性の罠！！ |
| 次エピソード        | 白昼の凶弾！血に飢えたヒットマンを追え！！         | 白昼の凶弾！血に飢えたヒットマンを追え！！         | 白昼の凶弾！血に飢えたヒットマンを追え！！         |

使用された楽曲
| アーティスト名                   | タイトル                | 邦題                     |
| -------------------------------- | ----------------------- | ------------------------ |
| マイク・アンド・ザ・メカニックス | Par Avion               |                          |
| La Hamaquita                     | La Hamaquita            |                          |
| ジミー・クリフ                   | The Harder They Come    | ザ・ハーダー・ゼイ・カム |
| ラス・バラード                   | Your Time Is Gonna Come |                          |
| Tropical Mina                    | La Hamaquita            |                          |

- グライドの自宅兼オフィスは「スカーフェイス」(1983)でフランク・ロペス（ロバート・ロッジア）の自宅として使用された建物。
- 日本では「マイアミ・バイス4」のタイトルでVHSリリースされた。S2・22話「フロリダ大海賊団！富豪の危険なゲーム」との2本立て。

### 第14話「白昼の凶弾！血に飢えたヒットマンを追え！！」
| シーズン２ 第１４話 |                                                       |                                                       |                                                       |
| サブタイトル        | 白昼の凶弾！血に飢えたヒットマンを追え！！            | 白昼の凶弾！血に飢えたヒットマンを追え！！            | 白昼の凶弾！血に飢えたヒットマンを追え！！            |
| 原題                | One Way Ticket                                        | One Way Ticket                                        | One Way Ticket                                        |
| 初回放映            | 1986年2月24日                                         | 1986年2月24日                                         | 1986年2月24日                                         |
| ゲスト出演          | 俳優                                                  | 役名                                                  | 配役                                                  |
| ゲスト出演          | ジョン・ハード                                        | ローレンス”ラリー”・サーモンド                        | 弁護士                                                |
| ゲスト出演          | ロテール・ブリュトー                                  | フィリップ・サゴー                                    | 殺し屋                                                |
| ゲスト出演          | ジャン＝ピエール・マッテ                              | ジャン・フェーバー                                    | カナダ人ギャングのボス                                |
| ゲスト出演          | アニー・ゴールデン                                    | トミー                                                | 車のメカニック                                        |
| ゲスト出演          | ジョン・デヴリーズ                                    | ロバート・ラングレー                                  | 地方検事                                              |
| 監督                | クレイグ・ボロティン                                  | クレイグ・ボロティン                                  | クレイグ・ボロティン                                  |
| 脚本                | クレイグ・ボロティン ジョン・マンキーウィッツ         | クレイグ・ボロティン ジョン・マンキーウィッツ         | クレイグ・ボロティン ジョン・マンキーウィッツ         |
| 前エピソード        | 史上最大の闇取り引き！未亡人の危険な賭け！！          | 史上最大の闇取り引き！未亡人の危険な賭け！！          | 史上最大の闇取り引き！未亡人の危険な賭け！！          |
| 次エピソード        | 潜入！フロリダ性風俗地帯 謎の連続放火殺人犯を追え！！ | 潜入！フロリダ性風俗地帯 謎の連続放火殺人犯を追え！！ | 潜入！フロリダ性風俗地帯 謎の連続放火殺人犯を追え！！ |

使用された楽曲
| アーティスト名       | タイトル      | 邦題                     |
| -------------------- | ------------- | ------------------------ |
| Mr.ミスター          | Kyrie         | キリエ                   |
| ピート・タウンゼント | Face the Face | フェイス・トゥ・フェイス |
| ウィルソン・ピケット | Mustang Sally | マスタング・サリー       |

- カナダ人俳優のロテール・ブリュトーは、カナダ人がアメリカで就労許可を取得するのは困難なので休暇と偽ってアメリカに入国した。これがアメリカでの初仕事となった。
- ヤン・ハマーが結婚式のキーボード奏者役でカメオ出演している。
- プロデューサーのリチャード・ブラムスが射撃場の職員役でカメオ出演している。彼はS2・12話「真夏のセクシーレディ!灼けた肌にひそむ魔性の罠!」と合わせて2エピソードに出演した。
- メカニックのトミー(アニー・ゴールデン)は、もともヌーギー・ラモント(チャーリー・バーネット)に代わるクロケットの情報屋になる予定だったが、人気が出ず出演は2エピソードに留まった。
- クロケットの喫煙シーンはこのエピソードが最後となった[35]。
- ジェット機が海面に墜落するシーンは「エアポート'80」(1979)のF4ファントムが撃墜されるシーンを流用している。
- 馬舎が映るシーンで背後に山が見えるがフロリダ半島に山はない。

### 第15話「潜入！フロリダ性風俗地帯 謎の連続放火殺人犯を追え！！」
| シーズン２ 第１５話 |                                                       |                                                       |                                                       |
| サブタイトル        | 潜入！フロリダ性風俗地帯 謎の連続放火殺人犯を追え！！ | 潜入！フロリダ性風俗地帯 謎の連続放火殺人犯を追え！！ | 潜入！フロリダ性風俗地帯 謎の連続放火殺人犯を追え！！ |
| 原題                | Little Miss Dangerous                                 | Little Miss Dangerous                                 | Little Miss Dangerous                                 |
| 初回放映            | 1986年1月31日                                         | 1986年1月31日                                         | 1986年1月31日                                         |
| ゲスト出演          | 俳優                                                  | 役名                                                  | 配役                                                  |
| ゲスト出演          | フィオナ                                              | ジャッキー・マクセイダン                              | ダンサー、コールガール                                |
| ゲスト出演          | ラリー・ジョシュア                                    | キャット                                              | ジャッキーの恋人                                      |
| ゲスト出演          | ジュリー・ボヴァッソ                                  | ホームレスの老女                                      | ホームレスの老女                                      |
| 監督                | レオン・イチャソ                                      | レオン・イチャソ                                      | レオン・イチャソ                                      |
| 脚本                | フランク・ミリタリー                                  | フランク・ミリタリー                                  | フランク・ミリタリー                                  |
| 前エピソード        | 白昼の凶弾！血に飢えたヒットマンを追え！！            | 白昼の凶弾！血に飢えたヒットマンを追え！！            | 白昼の凶弾！血に飢えたヒットマンを追え！！            |
| 次エピソード        | 激突！死のカーチェイス 真夜中の娼婦惨殺事件           | 激突！死のカーチェイス 真夜中の娼婦惨殺事件           | 激突！死のカーチェイス 真夜中の娼婦惨殺事件           |

使用された楽曲
| アーティスト名                       | タイトル              | 邦題                       |
| ------------------------------------ | --------------------- | -------------------------- |
| テッド・ニュージェント               | Little Miss Dangerous | リトル・ミス・デンジャラス |
| トム・ペティ＆ザ・ハートブレイカーズ | Here Comes My Girl    | ヒア・カムズ・マイ・ガール |
| ハワード・ジョーンズ                 | Assault and Battery   | アソールト＆バッテリー     |
| パブリック・イメージ・リミテッド     | The Order of Death    | オーダー・オブ・デス       |

- ゲストはロック歌手のフィオナ(フィオナ・フラナガン)。
- 挿入歌の”Little Miss Dangeras” を歌うテッド・ニュージェントは、S2・12話「真夏のセクシーレディ!灼けた肌にひそむ魔性の罠!!」にゲスト出演した。

### 第16話「激突！死のカーチェイス　真夜中の娼婦惨殺事件」
| シーズン２ 第１６話 |                                                       |                                                       |                                                       |
| サブタイトル        | 激突！死のカーチェイス 真夜中の娼婦惨殺事件           | 激突！死のカーチェイス 真夜中の娼婦惨殺事件           | 激突！死のカーチェイス 真夜中の娼婦惨殺事件           |
| 原題                | Florence Italy                                        | Florence Italy                                        | Florence Italy                                        |
| 初回放映            | 1986年2月14日                                         | 1986年2月14日                                         | 1986年2月14日                                         |
| ゲスト出演          | 俳優                                                  | 役名                                                  | 配役                                                  |
| ゲスト出演          | ダニー・サリヴァン                                    | ダニエル“ダニー“・テッパー                            | カーレーサー                                          |
| ゲスト出演          | スティーヴン・ジョイス                                | フランク・テッパー                                    | ダニーの父親                                          |
| ゲスト出演          | マリリン・ロメロ                                      | フローレンス・イタリー/アビゲイル・クック             | 娼婦                                                  |
| ゲスト出演          | チャールズ・ロケット                                  | マーティ・ワーシントン                                | スポンサー                                            |
| ゲスト出演          | アニー・ゴールデン                                    | トミー                                                | 車のメカニック                                        |
| ゲスト出演          | ファットボーイズ                                      | －                                                    | ストリートラッパー、売人                              |
| 監督                | ジョン・ニコレラ                                      | ジョン・ニコレラ                                      | ジョン・ニコレラ                                      |
| 脚本                | ウィルトン・クロウリー（ポール・ダイアモンドの偽名）  | ウィルトン・クロウリー（ポール・ダイアモンドの偽名）  | ウィルトン・クロウリー（ポール・ダイアモンドの偽名）  |
| 前エピソード        | 潜入！フロリダ性風俗地帯 謎の連続放火殺人犯を追え！！ | 潜入！フロリダ性風俗地帯 謎の連続放火殺人犯を追え！！ | 潜入！フロリダ性風俗地帯 謎の連続放火殺人犯を追え！！ |
| 次エピソード        | 妖艶！美人捜査官の疑惑 超A級テロリストを撃て！！      | 妖艶！美人捜査官の疑惑 超A級テロリストを撃て！！      | 妖艶！美人捜査官の疑惑 超A級テロリストを撃て！！      |

使用された楽曲
| アーティスト名                         | タイトル          | 邦題                   |
| -------------------------------------- | ----------------- | ---------------------- |
| ジョン・パー                           | Naughty Naughty   | ノーティ・ノーティ     |
| Cliff Sarde                            | Sellin' the Store |                        |
| ジミ・ヘンドリックス・エクスペリエンス | Up from the Skies | 空より高く             |
| デヴィッド・リンドリー                 | Mercury Blues     | マーキュリー・ブルース |

- 脚本の草案はミック・ジャガーをゲストに想定した英国ロック界を描いたものだった。しばらくお蔵入りとなっていたためカーレース界のドラマに置き換えられた[36]。
- カーレースやピットのシーンは、前年の1985年2月にマイアミで開催されたIMSA GT Championship(レース名は"Löwenbräu Grand Prix" )の会場で撮影が行われている[37]。
- ゲストのダニー・サリヴァンは、このエピソードが放送された3か月後にインディアナポリス500で優勝を果たした[要出典]。
- メカニックのトミー(アニー・ゴールデン)は2度目の出演でこれが最後になった。クロケットの情報屋としてヌーギー(チャーリー・バーネット)の後任を務める予定だったが人気が出なかった[38]。
- ラッパーのファットボーイズがカメオ出演している。
- 冒頭のチェイスシーンで使われるポルシェ906(通称カレラ6)はフロリダ州のコレクターから借りたもの。生産台数わずか65台の中の1台である。
- 日本では「マイアミ・バイス5」のタイトルでVHSリリースされた。S2・17話「妖艶!美人捜査官の疑惑 超A級テロリストを撃て!!」との2本立て。

### 第17話「妖艶！美人捜査官の疑惑 超A級テロリストを撃て！！」
| シーズン２ 第１７話 |                                                  |                                                  |                                                  |
| サブタイトル        | 妖艶！美人捜査官の疑惑 超A級テロリストを撃て！！ | 妖艶！美人捜査官の疑惑 超A級テロリストを撃て！！ | 妖艶！美人捜査官の疑惑 超A級テロリストを撃て！！ |
| 原題                | French Twist                                     | French Twist                                     | French Twist                                     |
| 初回放映            | 1986年2月16日                                    | 1986年2月16日                                    | 1986年2月16日                                    |
| ゲスト出演          | 俳優                                             | 役名                                             | 配役                                             |
| ゲスト出演          | リサ・アイクホーン                               | ダニエル・ハイヤー刑事                           | フランス人女性刑事                               |
| ゲスト出演          | シャリ・ヘッドレイ                               | シンディ                                         | 殺人事件の目撃者                                 |
| ゲスト出演          | キャメロン・アーネット                           | デヴィッド                                       | シンディの恋人                                   |
| ゲスト出演          | レナード・コーエン                               | フランソワ・ゾラン                               | フランス諜報機関の幹部                           |
| 監督                | デヴィッド・ジャクソン                           | デヴィッド・ジャクソン                           | デヴィッド・ジャクソン                           |
| 脚本                | ジェイソン・サマーズ                             | ジェイソン・サマーズ                             | ジェイソン・サマーズ                             |
| 前エピソード        | 激突！死のカーチェイス 真夜中の娼婦惨殺事件      | 激突！死のカーチェイス 真夜中の娼婦惨殺事件      | 激突！死のカーチェイス 真夜中の娼婦惨殺事件      |
| 次エピソード        | 腐敗の法廷・追い詰められた判事 最後の決断！！    | 腐敗の法廷・追い詰められた判事 最後の決断！！    | 腐敗の法廷・追い詰められた判事 最後の決断！！    |

使用された楽曲
| アーティスト名       | タイトル           | 邦題                     |
| -------------------- | ------------------ | ------------------------ |
| アレサ・フランクリン | Who's Zoomin' Who? | フリーウェイ・オブ・ラヴ |

- カナダを代表する歌手のレナード・コーエンがゲスト出演している。彼の子供たちが「マイアミバイス」の大ファンだったので、驚かせてやろうと出演依頼を快諾した[39]。
- フランスにあるゾランの屋敷は、マイアミのココナッツグローブ地区にあるヴィスカヤ博物館（ヴィラ・ヴィスカヤ）で撮影が行なわれた。農業機械で成功したジェームズ・ディアリングが1914年から10年間をかけて建てた別荘である。
- トラップ爆弾が仕掛けられたホテルはS1・17話「恐怖の24時間!大乱射マシンガンパニック」の廃アパートと同じ場所。ブルーウォーターズホテルといい、1940年代後半に開業し撮影の翌年の1987年に取り壊された[40]。
- 日本では「マイアミ・バイス5」のタイトルでVHSリリースされた。S2・16話「激突!死のカーチェイス　真夜中の娼婦惨殺事件」との2本立て。

### 第18話「腐敗の法廷・追い詰められた判事 最後の決断！！」
| シーズン１ 第１８話 |                                                     |                                                     |                                                     |
| サブタイトル        | 腐敗の法廷・追い詰められた判事 最後の決断！！       | 腐敗の法廷・追い詰められた判事 最後の決断！！       | 腐敗の法廷・追い詰められた判事 最後の決断！！       |
| 原題                | The Fix                                             | The Fix                                             | The Fix                                             |
| 初回放映            | 1986年3月7日                                        | 1986年3月7日                                        | 1986年3月7日                                        |
| ゲスト出演          | 俳優                                                | 役名                                                | 配役                                                |
| ゲスト出演          | ウィリアム・Ｆ・ラッセル                            | ロジャー・ファーガソン                              | 判事                                                |
| ゲスト出演          | バーナード・キング                                  | マット・ファーガソン                                | 判事の息子                                          |
| ゲスト出演          | ハーヴェイ・ファイアスタイン                        | ベネディクト                                        | 弁護士                                              |
| ゲスト出演          | マイケル・リチャーズ                                | パゴーニ                                            | 闇金融屋、賭博屋のボス                              |
| ゲスト出演          | ジョニー・ヘルナンデス                              | マルコ                                              | パゴーニの用心棒                                    |
| 監督                | ディック・ミラー                                    | ディック・ミラー                                    | ディック・ミラー                                    |
| 脚本                | チャック・アダムソン                                | チャック・アダムソン                                | チャック・アダムソン                                |
| 前エピソード        | 妖艶！美人捜査官の疑惑 超A級テロリストを撃て！！    | 妖艶！美人捜査官の疑惑 超A級テロリストを撃て！！    | 妖艶！美人捜査官の疑惑 超A級テロリストを撃て！！    |
| 次エピソード        | 謎の美女からの危険なメッセージ！消えた300万ドル！！ | 謎の美女からの危険なメッセージ！消えた300万ドル！！ | 謎の美女からの危険なメッセージ！消えた300万ドル！！ |

使用された楽曲
| アーティスト名       | タイトル             | 邦題                             |
| -------------------- | -------------------- | -------------------------------- |
| マドンナ             | Gambler              | ギャンブラー(インストバージョン) |
| プロパガンダ         | P:Machinery          | P-マシナリー                     |
| ジム・ジルストラップ | The Water's Too Deep |                                  |

- ファーガソン判事役のビル・ラッセル(ウィリアム・Ｆ・ラッセル)は1950年代に活躍したバスケットボール選手である。
- 息子役のバーナード・キングは1985年当時、ニューヨーク・ニックスの選手だった。
- 用心棒マルコを演じるジョニー・ヘルナンデスはロックバンド、オインゴ・ボインゴ(Oingo Boingo)のドラム担当で、リーダーはダニー・エルフマンだった[41]。
- 麻薬ディーラーのボスを演じるのは「となりのサインフェルド」のクレイマー役で有名なマイケル・リチャーズである。

### 第19話「謎の美女からの危険なメッセージ！消えた300万ドル！！」
| シーズン２ 第１９話 |                                                     |                                                     |                                                     |
| サブタイトル        | 謎の美女からの危険なメッセージ！消えた300万ドル！！ | 謎の美女からの危険なメッセージ！消えた300万ドル！！ | 謎の美女からの危険なメッセージ！消えた300万ドル！！ |
| 原題                | Payback                                             | Payback                                             | Payback                                             |
| 初回放映            | 1986年3月14日                                       | 1986年3月14日                                       | 1986年3月14日                                       |
| ゲスト出演          | 俳優                                                | 役名                                                | 配役                                                |
| ゲスト出演          | グラハム・ベッケル                                  | ケヴィン・ケイツ                                    | サウスビーチバイスの刑事                            |
| ゲスト出演          | フランク・ザッパ                                    | マリオ・フェンテ                                    | 麻薬ディーラー                                      |
| ゲスト出演          | ダン・ヘダヤ                                        | ルーベン・ルドルフォ                                | フェンテの部下                                      |
| ゲスト出演          | ロベルト・デュラン                                  | ジーザス・マロト                                    | 自殺する囚人                                        |
| 監督                | アーロン・リップシュタット                          | アーロン・リップシュタット                          | アーロン・リップシュタット                          |
| 脚本                | ロバート・クレイス                                  | ロバート・クレイス                                  | ロバート・クレイス                                  |
| 前エピソード        | 腐敗の法廷・追い詰められた判事 最後の決断！！       | 腐敗の法廷・追い詰められた判事 最後の決断！！       | 腐敗の法廷・追い詰められた判事 最後の決断！！       |
| 次エピソード        | VIP暗殺計画！楽園を襲うテロの嵐                     | VIP暗殺計画！楽園を襲うテロの嵐                     | VIP暗殺計画！楽園を襲うテロの嵐                     |

使用された楽曲
| アーティスト名     | タイトル         | 邦題               |
| ------------------ | ---------------- | ------------------ |
| スライ＆ロビー     | Bass and Trouble |                    |
| X                  | Soul Kitchen     |                    |
| クリス・アイザック | Dancin'          | ダンシン           |
| INXS               | Three Sisters    | スリー・シスターズ |
| Gran Torino        | Soul Kitchen     |                    |

- ロック界の巨匠フランク・ザッパがゲスト出演した。ザッパは関心がなかったが長男がマイアミバイスのファンだったため出演を承諾したという。
- マロト役のロベルト・デュランはパナマ出身のプロボクサーである。
- フランク・ザッパのスタントをしたジェイ・アモールは、映画「マイアミ・バイス」(2006)でホセ・イエロの用心棒を演じた。
- クロケットが内務部に疑われるのは2度目。前回の内務部の刑事役は、本作でルーベン・ルドルフォを演じるダン・ヘダヤだった(S1・6話)。

### 第20話「VIP暗殺計画！楽園を襲うテロの嵐」
| シーズン２ 第２０話 |                                                     |                                                     |                                                     |
| サブタイトル        | VIP暗殺計画！楽園を襲うテロの嵐                     | VIP暗殺計画！楽園を襲うテロの嵐                     | VIP暗殺計画！楽園を襲うテロの嵐                     |
| 原題                | Free Verse                                          | Free Verse                                          | Free Verse                                          |
| 初回放映            | 1986年4月4日                                        | 1986年4月4日                                        | 1986年4月4日                                        |
| ゲスト出演          | 俳優                                                | 役名                                                | 配役                                                |
| ゲスト出演          | バーン・ピヴェン                                    | ヘクター・サンドヴァル                              | 詩人                                                |
| ゲスト出演          | ヤミール・ボージェス                                | ビアンカ・サンドヴァル                              | サンドヴァルの娘                                    |
| ゲスト出演          | ビアンカ・ジャガー                                  | カルメン                                            | テロ組織のメンバー                                  |
| ゲスト出演          | ルイス・ガスマン                                    | －                                                  | テロ組織のメンバー                                  |
| ゲスト出演          | マイケル・ベイ                                      | －                                                  | テロ組織のメンバー                                  |
| ゲスト出演          | スイサイダル・テンデンシーズ                        | （ノンクレジット）                                  | ディスコのバンド                                    |
| 監督                | ジョン・ニコレラ                                    | ジョン・ニコレラ                                    | ジョン・ニコレラ                                    |
| 脚本                | シェル・ウィレンズ                                  | シェル・ウィレンズ                                  | シェル・ウィレンズ                                  |
| 前エピソード        | 謎の美女からの危険なメッセージ！消えた300万ドル！！ | 謎の美女からの危険なメッセージ！消えた300万ドル！！ | 謎の美女からの危険なメッセージ！消えた300万ドル！！ |
| 次エピソード        | フロリダ大海賊団！富豪の危険なゲーム                | フロリダ大海賊団！富豪の危険なゲーム                | フロリダ大海賊団！富豪の危険なゲーム                |

使用された楽曲
| アーティスト名               | タイトル               | 邦題                         |
| ---------------------------- | ---------------------- | ---------------------------- |
| ナンシー・アレン             | Allemande and Courante |                              |
| ハネムーン・スイート         | Feel It Again          |                              |
| スイサイダル・テンデンシーズ | Institutionalized      | インスティチューショナライズ |
| ブルース・コバーン           | Maybe The Poet         |                              |

- 終盤の銃撃戦で、暗闇でマシンガンを発砲しスワイテクに狙撃される男は映画監督のマイケル・ベイ。(顔は見えない)
- ルイス・ガスマンはS2・1話に続いて2度目の出演。計2エピソードに出演した。
- ドン・ジョンソンの出演シーンが非常に少ないのは、出演料を巡って制作側との対立があったからとみられる。
- 武装グループが潜伏する廃墟は、モロッコの実業家ムハンマド・アル・ファッシ(1952-2002)が1980年代初頭に建てた豪邸。S4・15話「潜入!謎の先住民部隊を追え!!」で一部を修復して使用され、その後1990年代にグロリア・エステファンがこの敷地を購入し建て替えられた。
- この頃からマイケル・マンが退いており、作風に著しい変化が表れ始めている。
- ディスコのバンドとして登場するスイサイダル・テンデンシーズのマイク・ミューアのところへ「マイアミバイス」のマネージャーから出演依頼の電話があっのだが、誰かのいたずらだろうと電話を切った。その後本物の航空券が届いたのだが「警察のおとり捜査かもしれない」と半信半疑のままマイアミに飛んだという[42]。
- タブスの1964年型キャデラックのコンバーチブルトップが電動で閉じる様子が見られる。
- ギャラリーに展示される男女の像は、彫刻家のドゥアン・ハンセンのスーパーリアリズム作品である。ハンセンは作家活動期間のほとんどをマイアミで過ごした。
- その像に向かってスワイテクが「アイダホ出身か?」と尋ねるとジートが「オハイオだろ」と返すが、マイケル・タルボットはアイオワ州、ジョン・ディールはオハイオ州の出身である。(日本語吹替は「何やってるの?」「禅問答だ」に変えられた)

### 第21話「フロリダ大海賊団！富豪の危険なゲーム」
| シーズン２ 第２１話 |                                                        |                                                        |                                                        |
| サブタイトル        | フロリダ大海賊団！富豪の危険なゲーム                   | フロリダ大海賊団！富豪の危険なゲーム                   | フロリダ大海賊団！富豪の危険なゲーム                   |
| 原題                | Trust Fund Pirates                                     | Trust Fund Pirates                                     | Trust Fund Pirates                                     |
| 初回放映            | 1986年5月2日                                           | 1986年5月2日                                           | 1986年5月2日                                           |
| ゲスト出演          | 俳優                                                   | 役名                                                   | 配役                                                   |
| ゲスト出演          | ゲイリー・コール                                       | ジャクソン・クレイン                                   | 運び屋                                                 |
| ゲスト出演          | リチャード・ベルザー                                   | キャプテン・フック                                     | 海賊放送局のDJ                                         |
| ゲスト出演          | チャーリー・バーネット                                 | ヌーギー                                               | 情報屋                                                 |
| ゲスト出演          | トミー・チョン                                         | T・R”ジャンボ”・コリンズ                               | ジャンク屋                                             |
| ゲスト出演          | ペリー・ラング                                         | スキップ・ミューラー                                   | 富豪の息子、海賊                                       |
| ゲスト出演          | ニコール・フォッセ                                     | ラニ・ミューラー                                       | ジャクソンの婚約者、スキップの妹                       |
| 監督                | ジム・ジョンストン                                     | ジム・ジョンストン                                     | ジム・ジョンストン                                     |
| 脚本                | ダニエル・パイン                                       | ダニエル・パイン                                       | ダニエル・パイン                                       |
| 前エピソード        | VIP暗殺計画！楽園を襲うテロの嵐                        | VIP暗殺計画！楽園を襲うテロの嵐                        | VIP暗殺計画！楽園を襲うテロの嵐                        |
| 次エピソード        | 終りなき血の報復・全面戦争！バイス対カルデロン一家！！ | 終りなき血の報復・全面戦争！バイス対カルデロン一家！！ | 終りなき血の報復・全面戦争！バイス対カルデロン一家！！ |

使用された楽曲
| アーティスト名                 | タイトル          | 邦題                   |
| ------------------------------ | ----------------- | ---------------------- |
| ランディ・ニューマン           | Miami             | マイアミ               |
| シンプリー・レッド             | Heaven            | ヘヴン                 |
| スティーヴ・ウィンウッド       | Still In The Game | イン・ザ・ゲーム       |
| フィリップ・マイケル・トーマス | La Mirada         |                        |
| プリテンダーズ                 | Space Invader     | スペース・インベーダー |
| レーナード・スキナード         | That Smell        | ザット・スメル         |
| INXS                           | What You Need     | ホワット・ユー・ニード |
| ヤニエル・マトス               | La Mirada         |                        |
| セヴン                         | Still In The Game |                        |

- S1・15話「運び屋のブルース」の続編。運び屋ジミー・コール(グレン・フライ)が再登場する予定だったが、出演が困難になったためゲイリー・コールに交代し、ジミーの友人という設定に変えられた。
- ゲイリー・コールはソニー・クロケット役の有力候補だった。
- コメディアンのチーチ&チョンのトミー・チョンがゲスト出演した。トミー・チョンの相方のチーチは「刑事ナッシュ・ブリッジス」で相棒ジョー・ドミンゲス刑事を演じるチーチ・マリンである。
- 情報屋ヌーギー(チャーリー・バーネット)の出演はこれが最後となった。違法薬物を常用していたためドン・ジョンソンが共演を嫌がったと言われている。
- 日本では「マイアミ・バイス4」のタイトルで、S2・13話「史上最大の闇取り引き!未亡人の危険な賭け!!」との2本立てでVHSリリースされた。

### 第22話「終りなき血の報復・全面戦争！バイス対カルデロン一家！！」
| シーズン２ 第２２話 |                                                        |                                                        |                                                        |
| サブタイトル        | 終りなき血の報復・全面戦争！バイス対カルデロン一家！！ | 終りなき血の報復・全面戦争！バイス対カルデロン一家！！ | 終りなき血の報復・全面戦争！バイス対カルデロン一家！！ |
| 原題                | Sons and Lovers                                        | Sons and Lovers                                        | Sons and Lovers                                        |
| 初回放映            | 1986年5月9日                                           | 1986年5月9日                                           | 1986年5月9日                                           |
| ゲスト出演          | 俳優                                                   | 役名                                                   | 配役                                                   |
| ゲスト出演          | ジョン・レグイザモ                                     | オーランド・カルデロン                                 | カルデロンの息子                                       |
| ゲスト出演          | ファニー・ナポリ                                       | アンジェリーナ・メドラ                                 | オーランドの姉                                         |
| ゲスト出演          | J・C・クイン                                           | ウォルト・ハリソン                                     | DEA捜査官                                              |
| ゲスト出演          | ネルソン・オラマス                                     | サム                                                   | 爆発物処理班                                           |
| ゲスト出演          | リー・アイアコッカ                                     | リド                                                   | 公園局長                                               |
| 監督                | ジョン・ニコレラ                                       | ジョン・ニコレラ                                       | ジョン・ニコレラ                                       |
| 脚本                | デニス・クーパー                                       | デニス・クーパー                                       | デニス・クーパー                                       |
| 前エピソード        | フロリダ大海賊団！富豪の危険なゲーム                   | フロリダ大海賊団！富豪の危険なゲーム                   | フロリダ大海賊団！富豪の危険なゲーム                   |
| 次エピソード        | 無差別テロリストの恐怖(シーズン３)                     | 無差別テロリストの恐怖(シーズン３)                     | 無差別テロリストの恐怖(シーズン３)                     |

使用された楽曲
| アーティスト名       | タイトル            | 邦題                     |
| -------------------- | ------------------- | ------------------------ |
| ロジャー・ダルトリー | After the Fire      | アフター・ザ・ファイヤー |
| フィル・コリンズ     | Long Long Way to Go | ロング・ロング・ウェイ   |

- ジョン・レグイザモのデビュー作である(メディアとしてはマドンナの「ボーダーライン」のMVが最初)。計3エピソードに出演した。
- リド公園局長を演じるのはクライスラー社のリー・アイアコッカ社長（当時）で、リドは彼の本名である。
- 爆弾処理班のサムを演じるネルソン・オラマスはS1・15話「運び屋のブルース」でも爆弾処理班を演じている。彼は元警察官で「マイアミ5」(1986)の警官役でデビューし、その後「バッドボーイズ」(1995)、「マイアミ・バイス」(2006)などにテクニカルアドバイザーとして参加している。

## シーズン3（1986年～1987年）
| シーズン3（全24話） | シーズン3（全24話） | シーズン3（全24話）                                      | シーズン3（全24話）             | シーズン3（全24話） |
| 話数                | 通算                | サブタイトル                                             | 原題                            | 米国初回放映日      |
| ------------------- | ------------------- | -------------------------------------------------------- | ------------------------------- | ------------------- |
| 1                   | 45                  | 無差別テロリストの恐怖！                                 | When Irish Eyes Are Crying      | 1986年9月26日       |
| 2                   | 46                  | 衝撃のスクープ!美人キャスター惨殺事件！！                | Stone's War                     | 1986年10月3日       |
| 3                   | 47                  | 仕組まれた娼婦惨殺事件                                   | Kill Shot                       | 1986年10月10日      |
| 4                   | 48                  | 潜入指令！地獄の刑務所                                   | Walk-Alone                      | 1985年10月17日      |
| 5                   | 49                  | 暗黒街の新帝王は15歳！冷血・残忍・少年犯罪組織の恐怖！！ | The Good Collar                 | 1986年10月24日      |
| 6                   | 50                  | 真夜中のサイコキラーを追え！                             | Shadow in the Dark              | 1986年10月31日      |
| 7                   | 51                  | 復讐のガンマン・最後の決闘！                             | El Viejo                        | 1986年11月7日       |
| 8                   | 52                  | 暴走族ディスコ大銃撃戦！                                 | Better Living Through Chemistry | 1986年11月14日      |
| 9                   | 53                  | 赤ちゃん密輸！悪徳弁護士の非情な商売                     | Baby Blues                      | 1986年11月21日      |
| 10                  | 54                  | 売春ファミリー・血の制裁！                               | Streetwise                      | 1986年12月5日       |
| 11                  | 55                  | 黒いドレスの殺人者                                       | Forgive Us Our Debts            | 1985年12月12日      |
| 12                  | 56                  | 賭ボクシング博を暴け 破滅へのテンカウント 前編           | Down for the Count,PartⅠ        | 1987年1月9日        |
| 13                  | 57                  | 賭ボクシング博を暴け 破滅へのテンカウント 後編           | Down for the Count,PartⅡ        | 1987年1月16日       |
| 14                  | 58                  | 非情テロリスト軍団を叩け！                               | Cuba Libre                      | 1987年1月23日       |
| 15                  | 59                  | 娼婦連続殺人事件の謎                                     | Duty and Honor/The Savage       | 1987年1月26日       |
| 16                  | 60                  | 女医テレサ・引き裂かれた白衣                             | Theresa                         | 1987年2月13日       |
| 17                  | 61                  | 灼熱の死闘・宿敵カルデロンを撃て！！                     | The Afternoon Plane             | 1987年2月20日       |
| 18                  | 62                  | 視聴指令！巨大シンジケートの秘密を暴け                   | Lend Me An Ear                  | 1987年2月27日       |
| 19                  | 63                  | 流血！死の捜査令状                                       | Red Tape                        | 1987年3月13日       |
| 20                  | 64                  | 危険なマドンナ・超高級コールガール組織の謀略             | By Hooker By Crook              | 1987年3月20日       |
| 21                  | 65                  | 疑惑の女！美人捜査官決別の銃口                           | Knock Knock… Who's There?       | 1987年3月27日       |
| 22                  | 66                  | 史上最強！地獄から来たターミネーター                     | Viking Bikers From Hell         | 1987年4月3日        |
| 23                  | 67                  | 殺意のカーテンコール                                     | Everybody's in Showbiz          | 1987年5月1日        |
| 24                  | 68                  | 女刑事ジーナの復讐！！                                   | Heroes of the Revolution        | 1987年5月8日        |

### 第1話「無差別テロリストの恐怖！」
| シーズン３ 第１話 |                                            |                                            |                                            |
| サブタイトル      | 無差別テロリストの恐怖！                   | 無差別テロリストの恐怖！                   | 無差別テロリストの恐怖！                   |
| 原題              | When Irish Eyes Are Crying                 | When Irish Eyes Are Crying                 | When Irish Eyes Are Crying                 |
| 初回放映          | 1986年9月26日                              | 1986年9月26日                              | 1986年9月26日                              |
| ゲスト出演        | 出演                                       | 役名                                       | 配役                                       |
| ゲスト出演        | リーアム・ニーソン                         | ショーン・クルーン                         | 元IRAメンバー                              |
| ゲスト出演        | ポール・グリーソン                         | バニー・ベリガン                           | ビジネスマン                               |
| ゲスト出演        | ダニエル・ジェロル                         | リチャード・クロス                         | スコットランドヤードの捜査官               |
| ゲスト出演        | ウォルター・ゴッテル                       | マックス・クライザー                       | 武器商人                                   |
| ゲスト出演        | ジェフ・フェイヒー                         | エディ・ケイ                               | 武器の売人                                 |
| 監督              | マリオ・ディレオ                           | マリオ・ディレオ                           | マリオ・ディレオ                           |
| 脚本              | ジョン・リークレイ                         | ジョン・リークレイ                         | ジョン・リークレイ                         |
| 前エピソード      | 女刑事ジーナの復讐！！(シーズン2)          | 女刑事ジーナの復讐！！(シーズン2)          | 女刑事ジーナの復讐！！(シーズン2)          |
| 次エピソード      | 衝撃のスクープ！美人キャスター惨殺事件！！ | 衝撃のスクープ！美人キャスター惨殺事件！！ | 衝撃のスクープ！美人キャスター惨殺事件！！ |

使用された楽曲
| アーティスト名                    | タイトル                | 邦題                           |
| --------------------------------- | ----------------------- | ------------------------------ |
| ジョン・レノン                    | Imagine                 | イマジン                       |
| パティ・ラベル/ビル・チャンプリン | The Last Unbroken Heart | ラスト・アンブロークン・ハート |
| ザ・ポーグス                      | Wild Cats of Kilkenny   | キルケニーのワイルド・キャッツ |

- リーアム・ニーソンがゲスト出演した。
- 当初はシーズン3の第6話として企画されたが、NBCはフェラーリ・デイトナがスティンガーミサイルで爆破されるというセンセーショナルな展開をシーズン3の幕開けに見せたいと考え、第1話に移動することにした。
- そこでアイルランドを舞台にした2時間枠(90分)の案が挙がったのだが、ドン・ジョンソンが出演料の値上げを要求していたことや、彼が『ハートビート』のレコーディングでマイアミを離れていた等の理由で撮影が滞ったため2時間枠は実現しなかった。
- パティ・ラベルの"The Last Unbroken Heart" はこのエピソードのために作られた。
- 爆破されたフェラーリ・デイトナは1/8スケールのミニチュアモデルだった。「ナイトライダー」の特撮スタッフが担当した。
- タブスが「トポ・マニエリ」という偽名を名乗るのはこのエピソードのみ。
- シーズン3より、クロケットの拳銃がブレン・テンからS&W M4506に変更された。

### 第２話「衝撃のスクープ！美人キャスター惨殺事件！！」
| シーズン３ 第２話 |                                            |                                            |                                            |
| サブタイトル      | 衝撃のスクープ！美人キャスター惨殺事件！！ | 衝撃のスクープ！美人キャスター惨殺事件！！ | 衝撃のスクープ！美人キャスター惨殺事件！！ |
| 原題              | Stone's War                                | Stone's War                                | Stone's War                                |
| 初回放映          | 1986年10月3日                              | 1986年10月3日                              | 1986年10月3日                              |
| ゲスト出演        | 出演                                       | 役名                                       | 配役                                       |
| ゲスト出演        | ボブ・バラバン                             | アイラ・ストーン                           | ジャーナリスト                             |
| ゲスト出演        | G・ゴードン・リディ                        | ウィリアム・メイナード                     | 大佐                                       |
| ゲスト出演        | ロネット・マッキー                         | アリシア・メナ                             | ニュースキャスター                         |
| ゲスト出演        | レイモンド・フォルシオン                   | オハラ                                     | 民兵、メイナードの部下                     |
| ゲスト出演        | エドアルド・コルヴェ                       | エド・サルヴォ                             | 連邦判事                                   |
| ゲスト出演        | ジョディ・ウィルソン                       | －                                         | 空港の税関職員                             |
| 監督              | デヴィッド・ジャクソン                     | デヴィッド・ジャクソン                     | デヴィッド・ジャクソン                     |
| 脚本              | デヴィッド・ジャクソン                     | デヴィッド・ジャクソン                     | デヴィッド・ジャクソン                     |
| 前エピソード      | 無差別テロリストの恐怖！                   | 無差別テロリストの恐怖！                   | 無差別テロリストの恐怖！                   |
| 次エピソード      | 仕組まれた娼婦惨殺事件                     | 仕組まれた娼婦惨殺事件                     | 仕組まれた娼婦惨殺事件                     |

使用された楽曲
| アーティスト名         | タイトル                 | 邦題                         |
| ---------------------- | ------------------------ | ---------------------------- |
| スティーヴ・ジョーンズ | Mercy                    | マーシー                     |
| アンディ・テイラー     | When the Rain Comes Down | レイン・カムズ・ダウン       |
| ピーター・ガブリエル   | Red Rain                 | レッド・レイン               |
| ジャクソン・ブラウン   | Lives In the Balance     | ライヴズ・イン・ザ・バランス |

- クロケットのフェラーリ・テスタロッサが初登場する。前のエピソードで出てくる黒のテスタロッサを白く塗り替えたもの。
- S2・10話「ベトナム・コネクション 地獄の戦場から奪った白い悪夢」の続編で、ボブ・バラバンとジョージ・ゴードン・リディが再登場する。G・ゴードン・リディはウォーターゲート事件で「配管工」と呼ばれる工作チームの一員だった人物。
- ジートが一度も出てこないエピソード。ジート役のジョン・ディールの出演はこの頃から減り始める。
- 空港の税関職員を演じるジョディ・ウィルソンは他2エピソードに出演している。S1・6話「切り札」でワニを捕獲しようとする警官、S1・11話「麻薬汚染を暴け！虚飾の上流階級」で倉庫を探す捜査員。

### 第3話「仕組まれた娼婦惨殺事件」
| シーズン３ 第３話 |                                            |                                            |                                            |
| サブタイトル      | 仕組まれた娼婦惨殺事件                     | 仕組まれた娼婦惨殺事件                     | 仕組まれた娼婦惨殺事件                     |
| 原題              | Killshot                                   | Killshot                                   | Killshot                                   |
| 初回放映          | 1986年10月10日                             | 1986年10月10日                             | 1986年10月10日                             |
| ゲスト出演        | 出演                                       | 役名                                       | 配役                                       |
| ゲスト出演        | カルロス・セステロ                         | フランク・アリオラ                         | 国境取締局の捜査官                         |
| ゲスト出演        | ロジャー・プレット                         | モラレス                                   | 麻薬密輸組織のボス                         |
| ゲスト出演        | マリア・デュバル                           | イザベル・バティスタ                       | 娼館のマダム                               |
| ゲスト出演        | アンジェラ・アルバラード                   | ヤン・ラーケン                             | 娼婦                                       |
| ゲスト出演        | フェルナンド・アジェンデ                   | ティコ・アリオラ                           | ハイアライの選手                           |
| 監督              | レオン・イチャソ                           | レオン・イチャソ                           | レオン・イチャソ                           |
| 脚本              | レオン・イチャソ、マーティン・カプファー   | レオン・イチャソ、マーティン・カプファー   | レオン・イチャソ、マーティン・カプファー   |
| 前エピソード      | 衝撃のスクープ！美人キャスター惨殺事件！！ | 衝撃のスクープ！美人キャスター惨殺事件！！ | 衝撃のスクープ！美人キャスター惨殺事件！！ |
| 次エピソード      | 潜入指令!地獄の刑務所                      | 潜入指令!地獄の刑務所                      | 潜入指令!地獄の刑務所                      |

使用された楽曲　
| アーティスト名                     | タイトル              | 邦題                 |
| ---------------------------------- | --------------------- | -------------------- |
| ザ・フー                           | Eminence Front        | エミネンス・フロント |
| イギー・ポップ                     | Real Wild Child       | ワイルド・チャイルド |
| ビリー,ウィリー&バチチェ           | Respetala             |                      |
| ビリー,ウィリー&バチチェ           | Falsa                 |                      |
| スクリーミング・ブルー・メサイアズ | You're Gonna Change   |                      |
| イエロー                           | Desire                | デザイア             |
| シャノン                           | Do You Wanna Get Away | ゲット・アウェイ     |
| ピーター・ガブリエル               | Mercy Street          | マーシー・ストリート |
| ビエンベニード・ビアンダ           | Despedida             |                      |

- 1984年の始め頃、ワールドハイアライの事務所にNBCから電話があり、秋に始まる「マイアミバイス」のオープニング映像にハイアライの映像を使用したいという相談を受けた。マネージャーは犯罪ドラマと聞いて用心したが、大きな宣伝効果があると考え有能な新人選手の映像を選びNBCに提供した[43]。
- 2年後の1986年6月、今度はマイケル・マン本人からハイアライをドラマのテーマにしたいと電話がかかってきた。ところが送られてきた脚本は新人選手が麻薬密売に巻き込まれる内容だったためワールドハイアライCEOは一旦断った。その後脚本は大幅に書き直された[44]。

- 当時のハイアライは人気がなく競技場には空席が多かった。そこで撮影当日の朝刊にマイアミバイスの撮影があるという広告を出したところ、その日は満席になった[45]。マネージャーも5秒程度出演している。

### 第4話「潜入指令！地獄の刑務所」
| シーズン３ 第４話 |                                                          |                                                          |                                                          |
| サブタイトル      | 潜入指令!地獄の刑務所                                    | 潜入指令!地獄の刑務所                                    | 潜入指令!地獄の刑務所                                    |
| 原題              | Walk-Alone                                               | Walk-Alone                                               | Walk-Alone                                               |
| 初回放映          | 1986年10月17日                                           | 1986年10月17日                                           | 1986年10月17日                                           |
| ゲスト出演        | 出演                                                     | 役名                                                     | 配役                                                     |
| ゲスト出演        | ケヴィン・コンウェイ                                     | フォックス                                               | 刑務所長                                                 |
| ゲスト出演        | ロン・パールマン                                         | ジョン・ルガー                                           | 刑務所長官                                               |
| ゲスト出演        | ローレンス・フィッシュバーン                             | ケラー                                                   | 看守                                                     |
| ゲスト出演        | フランク・カッシーニ                                     | ラルフ・ピンク                                           | 看守                                                     |
| ゲスト出演        | ジョン・コーカー                                         | サムソン                                                 | 囚人                                                     |
| ゲスト出演        | A・J・ドゥーエ                                           | ハマー                                                   | 囚人                                                     |
| ゲスト出演        | ジェームズ・キィック                                     | －                                                       | 囚人                                                     |
| 監督              | デヴィッド・ジャクソン                                   | デヴィッド・ジャクソン                                   | デヴィッド・ジャクソン                                   |
| 脚本              | W.K. スコット・メイヤー                                  | W.K. スコット・メイヤー                                  | W.K. スコット・メイヤー                                  |
| 前エピソード      | 仕組まれた娼婦惨殺事件                                   | 仕組まれた娼婦惨殺事件                                   | 仕組まれた娼婦惨殺事件                                   |
| 次エピソード      | 暗黒街の新帝王は15歳！冷血・残忍・少年犯罪組織の恐怖！！ | 暗黒街の新帝王は15歳！冷血・残忍・少年犯罪組織の恐怖！！ | 暗黒街の新帝王は15歳！冷血・残忍・少年犯罪組織の恐怖！！ |

使用された楽曲
| アーティスト名       | タイトル            | 邦題                       |
| -------------------- | ------------------- | -------------------------- |
| INXS                 | Listen Like Thieves | リッスン・ライク・シーヴズ |
| Run-D.M.C.           | Walk This Way       | ウォーク・ディス・ウェイ   |
| ジョージ・サラグッド | Gear Jammer         |                            |
| ダムド               | In Dulce Decorum    | イン・ダルシ・デコラム     |

- 囚人役のジョン・コーカーはマイアミフーターズなどで活躍した元NFL選手。
- 囚人役のジェームズ・キィックとA・J・ドゥーエは マイアミ・ドルフィンズの元NFL選手。

### 第5話「暗黒街の新帝王は15歳！冷血・残忍・少年犯罪組織の恐怖！！」
| シーズン３ 第５話 |                                                          |                                                          |                                                          |
| サブタイトル      | 暗黒街の新帝王は15歳！冷血・残忍・少年犯罪組織の恐怖！！ | 暗黒街の新帝王は15歳！冷血・残忍・少年犯罪組織の恐怖！！ | 暗黒街の新帝王は15歳！冷血・残忍・少年犯罪組織の恐怖！！ |
| 原題              | The Good Collar                                          | The Good Collar                                          | The Good Collar                                          |
| 初回放映          | 1986年10月24日                                           | 1986年10月24日                                           | 1986年10月24日                                           |
| ゲスト出演        | 出演                                                     | 役名                                                     | 配役                                                     |
| ゲスト出演        | キース・ダイアモンド                                     | アーチー・エリス                                         | 学生                                                     |
| ゲスト出演        | チャールズ・S・ダットン                                  | エド・マケイン                                           | メンター                                                 |
| ゲスト出演        | サミュエル・グラハム                                     | カーティス・ウォーカー                                   | 少年ギャングのボス                                       |
| ゲスト出演        | ニック・コッリ                                           | ラミレス                                                 | 潜入刑事                                                 |
| ゲスト出演        | ジョン・スペンサー                                       | リー・アトキンス                                         | 刑事                                                     |
| ゲスト出演        | テリー・キニー                                           | ウィリアム・ピピン                                       | 州検事                                                   |
| 監督              | マリオ・ディレオ                                         | マリオ・ディレオ                                         | マリオ・ディレオ                                         |
| 脚本              | デニス・クーパー                                         | デニス・クーパー                                         | デニス・クーパー                                         |
| 前エピソード      | 潜入指令!地獄の刑務所                                    | 潜入指令!地獄の刑務所                                    | 潜入指令!地獄の刑務所                                    |
| 次エピソード      | 真夜中のサイコキラーを追え！                             | 真夜中のサイコキラーを追え！                             | 真夜中のサイコキラーを追え！                             |

使用された楽曲
| アーティスト名     | タイトル                            | 邦題               |
| ------------------ | ----------------------------------- | ------------------ |
| ワンウェイ         | Condemned                           |                    |
| プリテンダーズ     | How Much Did You Get for Your Soul? | 魂の値             |
| シンプリー・レッド | Picture Book                        | ピクチャー・ブック |

- チャールズ・S・ダットンは２度目のゲスト出演となった。彼は犯罪者から俳優に転向した人物。

### 第6話「真夜中のサイコキラーを追え！」
| シーズン３ 第６話 |                                                          |                                                          |                                                          |
| サブタイトル      | 真夜中のサイコキラーを追え！                             | 真夜中のサイコキラーを追え！                             | 真夜中のサイコキラーを追え！                             |
| 原題              | Shadow in the Dark                                       | Shadow in the Dark                                       | Shadow in the Dark                                       |
| 初回放映          | 1986年10月31日                                           | 1986年10月31日                                           | 1986年10月31日                                           |
| ゲスト出演        | 出演                                                     | 役名                                                     | 配役                                                     |
| ゲスト出演        | エド・ローター                                           | ケーヒル                                                 | 刑事                                                     |
| ゲスト出演        | ジャック・ティボー                                       | レイ・ギルモア                                           | 刑事                                                     |
| ゲスト出演        | ティモシー・カーハート                                   | ジョージ・T・ワイアット                                  | 元強盗                                                   |
| 監督              | クリストファー・クロウ                                   | クリストファー・クロウ                                   | クリストファー・クロウ                                   |
| 脚本              | チャック・アダムソン                                     | チャック・アダムソン                                     | チャック・アダムソン                                     |
| 前エピソード      | 暗黒街の新帝王は15歳！冷血・残忍・少年犯罪組織の恐怖！！ | 暗黒街の新帝王は15歳！冷血・残忍・少年犯罪組織の恐怖！！ | 暗黒街の新帝王は15歳！冷血・残忍・少年犯罪組織の恐怖！！ |
| 次エピソード      | 復讐のガンマン・最後の決闘！                             | 復讐のガンマン・最後の決闘！                             | 復讐のガンマン・最後の決闘！                             |

使用された楽曲
| アーティスト名     | タイトル          | 邦題                             |
| ------------------ | ----------------- | -------------------------------- |
| ブライアン・イーノ | Two Rapid Formati | トゥ・ラピッド・フォーメイション |
| ルーベン・ブラデス | Tierra Dura       |                                  |

- シリーズ中で唯一、死亡者が出ないエピソード。
- クロケットがフェラーリを運転するシーンがなく、タブスのキャデラックで移動する。撮影時はデイトナが使われていたが、放送順序の変更でデイトナが破壊されるエピソードが前に移動したため、急きょキャデラックのシーンを追加撮影したことによる。
- オリヴィア・ブラウンとジャック・ティボーは「48時間」でも共演した。

### 第7話「復讐のガンマン・最後の決闘！」
| シーズン３ 第７話 |                              |                              |                              |
| サブタイトル      | 復讐のガンマン・最後の決闘！ | 復讐のガンマン・最後の決闘！ | 復讐のガンマン・最後の決闘！ |
| 原題              | El Viejo                     | El Viejo                     | El Viejo                     |
| 初回放映          | 1986年11月7日                | 1986年11月7日                | 1986年11月7日                |
| ゲスト出演        | 出演                         | 役名                         | 配役                         |
| ゲスト出演        | ウィリー・ネルソン           | ジェイク・ピアソン           | 元テキサスレンジャー         |
| ゲスト出演        | スティーヴ・ブシェミ         | リックルズ                   | 仲介人                       |
| ゲスト出演        | フロッツ・ブロナー           | ヴィンス・ウィルソン         | 麻薬取締局の捜査官           |
| 監督              | アーロン・リップシュタット   | アーロン・リップシュタット   | アーロン・リップシュタット   |
| 脚本              | アラン・モスコウィッツ       | アラン・モスコウィッツ       | アラン・モスコウィッツ       |
| 前エピソード      | 真夜中のサイコキラーを追え！ | 真夜中のサイコキラーを追え！ | 真夜中のサイコキラーを追え！ |
| 次エピソード      | 暴走族ディスコ大銃撃戦！     | 暴走族ディスコ大銃撃戦！     | 暴走族ディスコ大銃撃戦！     |

使用された楽曲
| アーティスト名               | タイトル              | 邦題                                 |
| ---------------------------- | --------------------- | ------------------------------------ |
| ボン・ジョヴィ               | Wanted Dead Or Alive  | ウォンテッド・デッド・オア・アライヴ |
| デペッシュ・モード           | Fly On the Windscreen | フライ・オン・ザ・ウィンドスクリーン |
| カクタス・ワールド・ニュース | State of Emergency    |                                      |

- 原題の”El Viejo”はスペイン語で「老人」の意味。
- シーズン3の第1話として撮影されたが、第6話に入れ替えられた。そのためS3・1話で破壊されたフェラーリ・デイトナが再び登場するという矛盾が発生した。

- 元テキサスレンジャーのジェイク・ピアソンは66歳の設定。ウィリー・ネルソンは当時53歳だった。ドン・ジョンソンとは実生活でも仲が良い。
- ワニのエルビスが登場するのはこのエピソードが最後となった。

### 第8話「暴走族ディスコ大銃撃戦！」
| シーズン３ 第８話 |                                      |                                      |                                      |
| サブタイトル      | 暴走族ディスコ大銃撃戦！             | 暴走族ディスコ大銃撃戦！             | 暴走族ディスコ大銃撃戦！             |
| 原題              | Better Living Through Chemistry      | Better Living Through Chemistry      | Better Living Through Chemistry      |
| 初回放映          | 1986年11月14日                       | 1986年11月14日                       | 1986年11月14日                       |
| ゲスト出演        | 出演                                 | 役名                                 | 配役                                 |
| ゲスト出演        | ビクター・ラヴ                       | クラレンス・バティス                 | NY市警の元刑事                       |
| ゲスト出演        | ロブ・ニルソン                       | ワンゴ・マック                       | 売人                                 |
| ゲスト出演        | パティ・オーウェン                   | メロディ                             | クラレンスの元妻                     |
| ゲスト出演        | ネルソン・ヴィラモア                 | ヘンリー・ルナ                       | 化学者                               |
| 監督              | レオン・イチャソ                     | レオン・イチャソ                     | レオン・イチャソ                     |
| 脚本              | ケン・エドワーズ                     | ケン・エドワーズ                     | ケン・エドワーズ                     |
| 前エピソード      | 復讐のガンマン・最後の決闘！         | 復讐のガンマン・最後の決闘！         | 復讐のガンマン・最後の決闘！         |
| 次エピソード      | 赤ちゃん密輸！悪徳弁護士の非情な商売 | 赤ちゃん密輸！悪徳弁護士の非情な商売 | 赤ちゃん密輸！悪徳弁護士の非情な商売 |

使用された楽曲
| アーティスト名       | タイトル        | 邦題              |
| -------------------- | --------------- | ----------------- |
| ステッペンウルフ     | Born To Be Wild | ワイルドで行こう! |
| ザ・チャンプス       | Tequila         | テキーラ          |
| ピーター・ガブリエル | Sledgehammer    | スレッジ・ハマー  |
| THL（カバー）        | Born to Be Wild | ワイルドで行こう! |

- 原題の ”Better Living Through Chemistry” は、1935年にデュポン社が自社製品のキャッチコピーとして採用した”Better Things for Better Living...Through Chemistry” が基になっている。版権が切れた後、多くの企業が真似して使い始めた。
- レオン・イチャソ監督は5エピソードを監督した。2023年5月に心臓発作で亡くなった。74歳だった。

### 第9話「赤ちゃん密輸！悪徳弁護士の非情な商売」
| シーズン３ 第９話 |                                      |                                      |                                      |
| サブタイトル      | 赤ちゃん密輸！悪徳弁護士の非情な商売 | 赤ちゃん密輸！悪徳弁護士の非情な商売 | 赤ちゃん密輸！悪徳弁護士の非情な商売 |
| 原題              | Baby Blues                           | Baby Blues                           | Baby Blues                           |
| 初回放映          | 1986年11月21日                       | 1986年11月21日                       | 1986年11月21日                       |
| ゲスト出演        | 出演                                 | 役名                                 | 配役                                 |
| ゲスト出演        | パトリス・マルティネス               | マリア・エスコバル                   | 赤ん坊の実の母親                     |
| ゲスト出演        | ハリー・フート                       | モイラ・カプラン                     | 養母                                 |
| ゲスト出演        | スタンリー・トゥッチ                 | スティーヴン・デマルコ               | 養父                                 |
| ゲスト出演        | ブライアン・オコナー                 | パターソン                           | 刑事                                 |
| ゲスト出演        | ジェーン・ブルッカー                 | アンジェラ・ミッチェル               | 福祉省の職員                         |
| ゲスト出演        | アルフレド・アルバレス・カルデロン   | エドアルド・バスケス                 | コロンビアの副領事官                 |
| 監督              | ダン・アティアス                     | ダン・アティアス                     | ダン・アティアス                     |
| 脚本              | マイケル・ダガンディック・ウルフ     | マイケル・ダガンディック・ウルフ     | マイケル・ダガンディック・ウルフ     |
| 前エピソード      | 暴走族ディスコ大銃撃戦！             | 暴走族ディスコ大銃撃戦！             | 暴走族ディスコ大銃撃戦！             |
| 次エピソード      | 売春ファミリー・血の制裁！           | 売春ファミリー・血の制裁！           | 売春ファミリー・血の制裁！           |

使用された楽曲
| アーティスト名                   | タイトル            | 邦題                                 |
| -------------------------------- | ------------------- | ------------------------------------ |
| レッズ・アンド・ザ・ボーイズ     | Movin' And Groovin' |                                      |
| ミッシェル・グーレ               | Stop and think      | ストップ＆シンク                     |
| マイク・アンド・ザ・メカニックス | Hanging By a Thread | ハンギング・オン・バイ・ア・スレッド |
| ジョーン・アーマトレイディング   | Love By You         |                                      |

- フィリップ・マイケル・トーマスのスタントを務めるアーネスト・ロビンソンは、タブスが爆発する建物から逃げるシーンで点火のタイミングを誤り足に大火傷を負った。彼はこの怪我で引退した。
- スタンリー・トゥッチは当時27歳。本シリーズには3エピソードにゲスト出演した。
- テレビ東京では放映されなかったため、吹替版が存在しない。

### 第10話 「売春ファミリー・血の制裁！」
| シーズン３ 第１０話 |                                      |                                      |                                      |
| サブタイトル        | 売春ファミリー・血の制裁！           | 売春ファミリー・血の制裁！           | 売春ファミリー・血の制裁！           |
| 原題                | Streetwise                           | Streetwise                           | Streetwise                           |
| 初回放映            | 1986年12月5日                        | 1986年12月5日                        | 1986年12月5日                        |
| ゲスト出演          | 出演                                 | 役名                                 | 配役                                 |
| ゲスト出演          | ビル・パクストン                     | ヴィク・ロマノ                       | 刑事                                 |
| ゲスト出演          | ウェズリー・スナイプス               | シルク                               | ポン引き                             |
| ゲスト出演          | デボラ・ジェーン・アデア             | カーラ・カポレッティ                 | 売春婦                               |
| ゲスト出演          | トム・マーデロシアン                 | レオ・クライソン                     | 麻薬組織のボス                       |
| ゲスト出演          | マーク・マコーレー                   | ー                                   | 殺し屋                               |
| 監督                | フレッド・ウォルトン                 | フレッド・ウォルトン                 | フレッド・ウォルトン                 |
| 脚本                | デニス・クーパー                     | デニス・クーパー                     | デニス・クーパー                     |
| 前エピソード        | 赤ちゃん密輸！悪徳弁護士の非情な商売 | 赤ちゃん密輸！悪徳弁護士の非情な商売 | 赤ちゃん密輸！悪徳弁護士の非情な商売 |
| 次エピソード        | 黒いドレスの殺人者                   | 黒いドレスの殺人者                   | 黒いドレスの殺人者                   |

使用された楽曲
| アーティスト名                                     | タイトル         | 邦題                       |
| -------------------------------------------------- | ---------------- | -------------------------- |
| ドン・ジョンソン(オリヴィア・ブラウンによるカバー) | Streetwise       | 俺の街                     |
| グローヴァー・ワシントン・ジュニア                 | Make Me a Memory | メイク・ミー・ア・メモリー |

- ビル・パクストンとウェズリー・スナイプスがゲスト出演している。
- オープニングでトルーディが歌うのは”Streetwise” という、マイアミ・バイスのために作られたドン・ジョンソンの曲である。ドン・ジョンソンのアルバムには収録されておらずシングルカットのB面に収められた。
- その”Streetwise” のプロモーションビデオには、オリヴィア・ブラウン(トルーディ)とウーピー・ゴールドバーグがバックヴォーカルで出演している。
- 殺し屋役のマーク・マコーレーは本シリーズで5エピソードに出演し、映画「マイアミ・バイス」(2006)の管制官役でも出演している。

### 第11話「黒いドレスの殺人者」
| シーズン３ 第１１話 |                                                |                                                |                                                |
| サブタイトル        | 黒いドレスの殺人者                             | 黒いドレスの殺人者                             | 黒いドレスの殺人者                             |
| 原題                | Forgive Us Our Debts                           | Forgive Us Our Debts                           | Forgive Us Our Debts                           |
| 初回放映            | 1986年12月12日                                 | 1986年12月12日                                 | 1986年12月12日                                 |
| ゲスト出演          | 出演                                           | 役名                                           | 配役                                           |
| ゲスト出演          | ガイ・ボイド                                   | フランク・ハックマン                           | 死刑囚                                         |
| ゲスト出演          | D・W・モフェット                               | トーマス・ウォルドマン                         | 州検事                                         |
| ゲスト出演          | バル・ビソリオ                                 | ガス・アルビエロ                               | 自動車修理工                                   |
| ゲスト出演          | ジィ・ミラノ                                   | キャメロン・アルビエロ                         | ガスの妻                                       |
| ゲスト出演          | ビル・レイモンド                               | トミー・バークレー                             | 情報提供者                                     |
| ゲスト出演          | オルガ・カルトラス                             | フェリシア・ディアス                           | ハックマンの女友達                             |
| ゲスト出演          | ルーク・ハルピン                               | フランケル                                     | クロケットの元相棒                             |
| ゲスト出演          | ドナ・ライス                                   | フランケル夫人                                 | フランケルの妻                                 |
| 監督                | ジャン・イライアスバーグ                       | ジャン・イライアスバーグ                       | ジャン・イライアスバーグ                       |
| 脚本                | ギュスターヴ・ライニンガー                     | ギュスターヴ・ライニンガー                     | ギュスターヴ・ライニンガー                     |
| 前エピソード        | 売春ファミリー・血の制裁！                     | 売春ファミリー・血の制裁！                     | 売春ファミリー・血の制裁！                     |
| 次エピソード        | 賭ボクシング博を暴け 破滅へのテンカウント 前編 | 賭ボクシング博を暴け 破滅へのテンカウント 前編 | 賭ボクシング博を暴け 破滅へのテンカウント 前編 |

使用された楽曲
| アーティスト名       | タイトル                | 邦題                                     |
| -------------------- | ----------------------- | ---------------------------------------- |
| ピーター・ガブリエル | We Do What We're Told   | ウィ・ドゥ・ホワット・ウィアー・トールド |
| Fernando villalona   | Morir sonando           |                                          |
| ミートローフ         | Standing On the Outside |                                          |

- フランケル刑事を演じるルーク・ハルピン(1947-)は、1963年に始まった「わんぱくフリッパー」の主人公の少年役で有名になった。
- フェリシア役のオルガ・カルトラス(1945-)はギリシャ出身の女優、弁護士。1970年代にイタリア映画で活躍し、本作が最後の出演作となった。
- クロケットはヨットの船室のテレビで死刑囚ハックマンのニュースを見るが、9話前の「衝撃のスクープ!美人キャスター惨殺事!!」で「テレビは持っていない」とストーンに話している。

### 第12話「賭ボクシング博を暴け 破滅へのテンカウント 前編」
| シーズン３ 第１２話 |                                                |                                                |                                                |
| サブタイトル        | 賭ボクシング博を暴け 破滅へのテンカウント 前編 | 賭ボクシング博を暴け 破滅へのテンカウント 前編 | 賭ボクシング博を暴け 破滅へのテンカウント 前編 |
| 原題                | Down for the Count (PartⅠ)                     | Down for the Count (PartⅠ)                     | Down for the Count (PartⅠ)                     |
| 初回放映            | 1987年1月9日                                   | 1987年1月9日                                   | 1987年1月9日                                   |
| ゲスト出演          | 出演                                           | 役名                                           | 配役                                           |
| ゲスト出演          | マーク・ブリーランド                           | ボビー・サイクス                               | ボクサー                                       |
| ゲスト出演          | ランドール・“テックス”・コブ                   | ムーン                                         | ボビーのトレーナー                             |
| ゲスト出演          | ドン・キング                                   | ドン・キャッシュ                               | プロモーター                                   |
| ゲスト出演          | ペペ・セルナ                                   | オズワルド・グズマン                           | 賭博屋                                         |
| 監督                | リチャード・コンプトン                         | リチャード・コンプトン                         | リチャード・コンプトン                         |
| 脚本                | ディック・ウルフ                               | ディック・ウルフ                               | ディック・ウルフ                               |
| 前エピソード        | 黒いドレスの殺人者                             | 黒いドレスの殺人者                             | 黒いドレスの殺人者                             |
| 次エピソード        | 賭ボクシング博を暴け 破滅へのテンカウント 後編 | 賭ボクシング博を暴け 破滅へのテンカウント 後編 | 賭ボクシング博を暴け 破滅へのテンカウント 後編 |

使用された楽曲
| アーティスト名           | タイトル        | 邦題     |
| ------------------------ | --------------- | -------- |
| ラット                   | Dance           | ダンス   |
| スティーヴ・ウィンウッド | There's A River | リヴァー |

- ジート役のジョン・ディールはシーズン3からほとんど出演しなくなりこのエピソードが最後となった。シリーズを去ったのは、ジートの出番が減って不満があったこと、映画界への転向を考えていたことの2つの理由だと本人が語っている[46]。
- ジョン・ディールは実際にプロボクサーとしてミドル級の試合に2回出場した経験がある。
- テレビ東京では放映されておらず、吹き替え版もない。

### 第13話「賭ボクシング博を暴け 破滅へのテンカウント 後編」
| シーズン３ 第１３話 |                                                |                                                |                                                |
| サブタイトル        | 賭ボクシング博を暴け 破滅へのテンカウント 後編 | 賭ボクシング博を暴け 破滅へのテンカウント 後編 | 賭ボクシング博を暴け 破滅へのテンカウント 後編 |
| 原題                | Down for the Count (PartⅡ)                     | Down for the Count (PartⅡ)                     | Down for the Count (PartⅡ)                     |
| 初回放映            | 1987年1月9日                                   | 1987年1月9日                                   | 1987年1月9日                                   |
| ゲスト出演          | 出演                                           | 役名                                           | 配役                                           |
| ゲスト出演          | マーク・ブリーランド                           | ボビー・サイクス                               | ボクサー                                       |
| ゲスト出演          | ペペ・セルナ                                   | オズワルド・グズマン                           | 賭博屋                                         |
| ゲスト出演          | クリス・エリオット                             | ダニー・オールレッド                           | 暗号解読のプロ                                 |
| ゲスト出演          | ロバート・パストレリ                           | ベスパ                                         | ギャング                                       |
| ゲスト出演          | ジョー・ダレッサンドロ                         | アルフレッド・ジュリーニ                       | ギャング                                       |
| ゲスト出演          | アントニ・コロネ                               | ジョージ・ソルドーニ                           | 悪徳弁護士                                     |
| 監督                | リチャード・コンプトン                         | リチャード・コンプトン                         | リチャード・コンプトン                         |
| 脚本                | ディック・ウルフ                               | ディック・ウルフ                               | ディック・ウルフ                               |
| 前エピソード        | 賭ボクシング博を暴け 破滅へのテンカウント 前編 | 賭ボクシング博を暴け 破滅へのテンカウント 前編 | 賭ボクシング博を暴け 破滅へのテンカウント 前編 |
| 次エピソード        | 非情テロリスト軍団を叩け！                     | 非情テロリスト軍団を叩け！                     | 非情テロリスト軍団を叩け！                     |

使用された楽曲　
| アーティスト名             | タイトル                             | 邦題                     |
| -------------------------- | ------------------------------------ | ------------------------ |
| コリー・ハート             | Blind Faith                          | ブラインドフェイス       |
| ジミ・ヘンドリックス       | All Along the Watchtower             | 見張塔からずっと         |
| ビリー・アイドル           | Don't Need A Gun                     | ドント・ニード・ア・ガン |
| スティーヴ・ミラー・バンド | I Want to Make the World Turn Around |                          |

- テレビ東京では放映されなかったエピソード。吹き替え版もない。
- 最初から前後編として製作された。本作以外は独立したエピソードとして作られており、再放送のときに前後編に改変されたものばかりである。
- オープニングにジョン・ディールの名前が出るのはこのエピソードが最後となった。

### 第14話「非情テロリスト軍団を叩け！」
| シーズン３ 第１４話 |                                                |                                                |                                                |
| サブタイトル        | 非情テロリスト軍団を叩け！                     | 非情テロリスト軍団を叩け！                     | 非情テロリスト軍団を叩け！                     |
| 原題                | Cuba Libre                                     | Cuba Libre                                     | Cuba Libre                                     |
| 初回放映            | 1987年1月23日                                  | 1987年1月23日                                  | 1987年1月23日                                  |
| ゲスト出演          | 出演                                           | 役名                                           | 配役                                           |
| ゲスト出演          | ビーソン・キャロル                             | ジャック・スレイド                             | FBI                                            |
| ゲスト出演          | ジョー・ユーラ                                 | パコ・サモラ                                   | 反政府組織の指導者                             |
| ゲスト出演          | イスマエル・イースト・カルロ                   | ヴィクター・バスケス                           | 反政府組織の兵士                               |
| ゲスト出演          | ウィリー・コロン                               | アルマンド・ロハス                             | 売人                                           |
| 監督                | ヴァージル・W・ヴォーゲル                      | ヴァージル・W・ヴォーゲル                      | ヴァージル・W・ヴォーゲル                      |
| 脚本                | エリック・エストリン 、マイケル・バーリン      | エリック・エストリン 、マイケル・バーリン      | エリック・エストリン 、マイケル・バーリン      |
| 前エピソード        | 賭ボクシング博を暴け 破滅へのテンカウント 前編 | 賭ボクシング博を暴け 破滅へのテンカウント 前編 | 賭ボクシング博を暴け 破滅へのテンカウント 前編 |
| 次エピソード        | 娼婦連続殺人事件の謎                           | 娼婦連続殺人事件の謎                           | 娼婦連続殺人事件の謎                           |

使用された楽曲　キューバリブレ
| アーティスト名     | タイトル               | 邦題       |
| ------------------ | ---------------------- | ---------- |
| ボブ・シーガー     | Miami                  | マイアミ   |
| グエン・メジャーズ | I Feel Like Holding On |            |
| ケイン・ギャング   | Gun Law                | ガン・ロー |
| ガボール・ザボ     | I Feel Like Holding On |            |

- 20分辺りの約5秒間のジャングルの空撮シーンは「マペットの夢みるハリウッド」(1979)のオープニングシーンのフィルムを流用している。
- グロッグ17が初めてメディアに登場したと言われている。反政府メンバーが所持する。
- このエピソード以後、オープニングクレジットからジョン・ディールの名前が消えた。

### 第15話「娼婦連続殺人事件の謎」
| シーズン３ 第１５話 |                                                |                                                |                                                |
| サブタイトル        | 娼婦連続殺人事件の謎                           | 娼婦連続殺人事件の謎                           | 娼婦連続殺人事件の謎                           |
| 原題                | Duty and Honor                                 | Duty and Honor                                 | Duty and Honor                                 |
| 初回放映            | 1987年2月6日                                   | 1987年2月6日                                   | 1987年2月6日                                   |
| ゲスト出演          | 出演                                           | 役名                                           | 配役                                           |
| ゲスト出演          | ハイン・S・ニョール                            | グェン・ヴァン・トラン                         | 南ベトナムの捜査官                             |
| ゲスト出演          | ジュディス・マリナ                             | ハリエット                                     | ホテル従業員                                   |
| ゲスト出演          | ゲイリー・バサラバ                             | モリス                                         | 精神科医                                       |
| ゲスト出演          | ブラッド・サリヴァン                           | ジャック・コールマン                           | CIA                                            |
| ゲスト出演          | ジョエル・グッドマン                           | フェリックス・ローソン                         | 元CIA                                          |
| ゲスト出演          | ヘレナ・ボナム=カーター                        | テレサ・ライオン                               | 外科医                                         |
| 監督                | ジョン・ニコレラ                               | ジョン・ニコレラ                               | ジョン・ニコレラ                               |
| 脚本                | マーティン・クプラー                           | マーティン・クプラー                           | マーティン・クプラー                           |
| 前エピソード        | 賭ボクシング博を暴け 破滅へのテンカウント 前編 | 賭ボクシング博を暴け 破滅へのテンカウント 前編 | 賭ボクシング博を暴け 破滅へのテンカウント 前編 |
| 次エピソード        | 女医テレサ・引き裂かれた白衣                   | 女医テレサ・引き裂かれた白衣                   | 女医テレサ・引き裂かれた白衣                   |

使用された楽曲
| アーティスト名               | タイトル      | 邦題               |
| ---------------------------- | ------------- | ------------------ |
| ジェファーソン・エアプレイン | White Rabbit  | ホワイト・ラビット |
| ザ・スミザリーンズ           | Blood & Roses |                    |
| ダムド                       | Anything      | エニシング         |

- 「キリング・フィールド」(1984)でアカデミー助演男優賞を獲得したハイン・S・ニョールがゲスト出演している。彼は1996年にロサンゼルスで強盗に殺害された。
- エドワード・ジェームズ・オルモスは元CIA捜査官フェリックス・ローソンをシリーズに継続して登場させることを熱望したが、制作側は受け入れなかった。オルモスは失望し「マイアミ・バイス」の監督や脚本に携わろうとする意欲を失ったという[7]。
- 次エピソードのテレサ役のヘレナ・ボナム=カーターが既に出演している。
- ジュディス・マリナは、S2・1話「マンハッタン大銃撃戦!摩天楼を駆けぬけるフロリダの熱い風」でN.Y.の銀行家を演じたジュリアン・ベックの妻。

### 第16話「女医テレサ・引き裂かれた白衣」
| シーズン３ 第１６話 |                                                |                                                |                                                |
| サブタイトル        | 女医テレサ・引き裂かれた白衣                   | 女医テレサ・引き裂かれた白衣                   | 女医テレサ・引き裂かれた白衣                   |
| 原題                | Theresa                                        | Theresa                                        | Theresa                                        |
| 初回放映            | 1987年2月13日                                  | 1987年2月13日                                  | 1987年2月13日                                  |
| ゲスト出演          | 出演                                           | 役名                                           | 配役                                           |
| ゲスト出演          | ヘレナ・ボナム=カーター                        | テレサ・ライオン                               | 外科医                                         |
| ゲスト出演          | ザック・グルニエ                               | ー                                             | 内務調査部の捜査官                             |
| ゲスト出演          | ブラッド・ドゥーリフ                           | ジョーイ・ワイアット                           | 麻薬ディーラー                                 |
| ゲスト出演          | リチャード・チェイヴス                         | ゴードン・マルティネス                         | 地方検事                                       |
| ゲスト出演          | ミシェル・シェイ                               | チェイニー                                     | 薬物専門の医師                                 |
| ゲスト出演          | ティミー・カッペロ                             | アゾーラ                                       | ワイアットの手下                               |
| 監督                | ヴァージル・W・ヴォーゲル                      | ヴァージル・W・ヴォーゲル                      | ヴァージル・W・ヴォーゲル                      |
| 脚本                | パメラ・ノリス                                 | パメラ・ノリス                                 | パメラ・ノリス                                 |
| 前エピソード        | 賭ボクシング博を暴け 破滅へのテンカウント 前編 | 賭ボクシング博を暴け 破滅へのテンカウント 前編 | 賭ボクシング博を暴け 破滅へのテンカウント 前編 |
| 次エピソード        | 灼熱の死闘 宿敵カルデロンを撃て！！            | 灼熱の死闘 宿敵カルデロンを撃て！！            | 灼熱の死闘 宿敵カルデロンを撃て！！            |

使用された楽曲
| アーティスト名 | タイトル  | 邦題     |
| -------------- | --------- | -------- |
| プロパガンダ   | Jewel     | ジュエル |
| ザ・ミッション | Wasteland |          |

- ヘレナ・ボナム=カーターはこのとき20歳、ドン・ジョンソンは37歳だった。
- アゾーラが潜伏する「カーライルホテル」はサウスビーチにあるカルドソホテルが使用された。S1・1話(パイロット)「血闘サブマシンガン!巨大組織を叩きつぶせ!」のオープニングでクロケットが初登場するのもここである。
- このカルドソホテルは「スカーフェイス」(1983)、「バッドボーイズ」(1996)でも使用され、2019年にグロリア・エステファンがオーナーになった。

### 第17話「灼熱の死闘　宿敵カルデロンを撃て！！」
| シーズン３ 第１７話 |                                        |                                        |                                        |
| サブタイトル        | 灼熱の死闘 宿敵カルデロンを撃て！！    | 灼熱の死闘 宿敵カルデロンを撃て！！    | 灼熱の死闘 宿敵カルデロンを撃て！！    |
| 原題                | The Afternoon Plane                    | The Afternoon Plane                    | The Afternoon Plane                    |
| 初回放映            | 1987年2月20日                          | 1987年2月20日                          | 1987年2月20日                          |
| ゲスト出演          | 出演                                   | 役名                                   | 配役                                   |
| ゲスト出演          | ジョン・レグイザモ                     | オーランド・カルデロン                 | カルデロンの息子                       |
| ゲスト出演          | ヴィンセント・ドノフリオ               | レオン・ウルフ                         | オーランドの用心棒                     |
| ゲスト出演          | マリア・マクダネル                     | アリシア・オースティン                 | タブスの恋人                           |
| ゲスト出演          | ジョン・ヴェレア                       | ルーベン・オリヴォ                     | 副署長                                 |
| ゲスト出演          | マーガレット・エイヴリー               | サリー・コルドヴァ                     | タブスのNY時代の恋人                   |
| 監督                | デヴィッド・ジャクソン                 | デヴィッド・ジャクソン                 | デヴィッド・ジャクソン                 |
| 脚本                | デヴィッド・ジャクソン                 | デヴィッド・ジャクソン                 | デヴィッド・ジャクソン                 |
| 前エピソード        | 女医テレサ・引き裂かれた白衣           | 女医テレサ・引き裂かれた白衣           | 女医テレサ・引き裂かれた白衣           |
| 次エピソード        | 盗聴指令！巨大シンジケートの秘密を暴け | 盗聴指令！巨大シンジケートの秘密を暴け | 盗聴指令！巨大シンジケートの秘密を暴け |

使用された楽曲
| アーティスト名 | タイトル | 邦題 |
| -------------- | -------- | ---- |
| ロズ・ネットー | We touch |      |

- マリア・マクダネルはS1・8話「ボートレースに隠された麻薬密輸ルート」でヴァネッサ役で出演した。
- 「セントジェラルド島」の撮影場所は全てマイアミ周辺である。ホテルはマイアミ南部のデアリングエステート、ビーチはキービスケーンのクランドンパークビーチ、空港はオキチョビー空港など。
- ホテルの撮影場所となったデアリングエステートは、S2・8話「二重スパイ抹殺指令!暗躍・フロリダ国際諜報戦!!」でKGBのサーフと対峙した場所[47]。

### 第18話「盗聴指令！巨大シンジケートの秘密を暴け」
| シーズン３ 第１８話 |                                        |                                        |                                        |
| サブタイトル        | 盗聴指令！巨大シンジケートの秘密を暴け | 盗聴指令！巨大シンジケートの秘密を暴け | 盗聴指令！巨大シンジケートの秘密を暴け |
| 原題                | Lend Me An Ear                         | Lend Me An Ear                         | Lend Me An Ear                         |
| 初回放映            | 1987年2月27日                          | 1987年2月27日                          | 1987年2月27日                          |
| ゲスト出演          | 出演                                   | 役名                                   | 配役                                   |
| ゲスト出演          | ジョン・グローヴァー                   | スティーヴ・ダディ                     | 盗聴のプロ                             |
| ゲスト出演          | ヨルゴ・ヴォヤギス                     | アレクサンダー・ダイクストラ           | マネーロンダラー                       |
| ゲスト出演          | ニース・ハンター                       | トレース                               | ダイクストラの愛人                     |
| ゲスト出演          | ジュリオ・オスカー・メチョソ           | トミー                                 | 病理学者                               |
| 監督                | ジェームズ・クイン                     | ジェームズ・クイン                     | ジェームズ・クイン                     |
| 脚本                | ディック・ウルフ                       | ディック・ウルフ                       | ディック・ウルフ                       |
| 前エピソード        | 灼熱の死闘 宿敵カルデロンを撃て！！    | 灼熱の死闘 宿敵カルデロンを撃て！！    | 灼熱の死闘 宿敵カルデロンを撃て！！    |
| 次エピソード        | 流血！死の捜査令状                     | 流血！死の捜査令状                     | 流血！死の捜査令状                     |

使用された楽曲
| アーティスト名         | タイトル                     | 邦題                   |
| ---------------------- | ---------------------------- | ---------------------- |
| ザ・ウォーターボーイズ | Be My Enemy                  | ビー・マイ・エネミー   |
| ブルース・ウィリス     | Respect Yourself             | リスペクト・ユアセルフ |
| ワールド・パーティー   | The Ballad of the Little Man |                        |
| ピーター・ヒメルマン   | Climb                        |                        |

- オープニングの飛行艇のシーンはS2・21話「フロリダ大海賊団!富豪の危険なゲーム」のフィルムを流用。
- シーズン1で盗聴の専門家を演じてきたジュリオ・オスカー・メチョソは、今回は病理学者を演じる。

### 第19話「流血！死の捜査令状」
| シーズン３ 第１９話 |                                             |                                             |                                             |
| サブタイトル        | 流血！死の捜査令状                          | 流血！死の捜査令状                          | 流血！死の捜査令状                          |
| 原題                | Red Tape                                    | Red Tape                                    | Red Tape                                    |
| 初回放映            | 1987年3月13日                               | 1987年3月13日                               | 1987年3月13日                               |
| ゲスト出演          | 出演                                        | 役名                                        | 配役                                        |
| ゲスト出演          | ルー・ダイアモンド・フィリップス            | ボビー・ディアス                            | 若手刑事                                    |
| ゲスト出演          | ヴィゴ・モーテンセン                        | エディ・ターンブル                          | ボビーの相棒                                |
| ゲスト出演          | スコット・プランク                          | グレン・マッキンタイア                      | 刑事                                        |
| ゲスト出演          | アネット・ベニング                          | ヴィッキー                                  | 司法省書記官                                |
| ゲスト出演          | マイケル・オゴーマン                        | オノフリオ・アヴィラ                        | 麻薬ディーラー                              |
| 監督                | ガブリエル・ボーモント                      | ガブリエル・ボーモント                      | ガブリエル・ボーモント                      |
| 脚本                | デニス・クーパー                            | デニス・クーパー                            | デニス・クーパー                            |
| 前エピソード        | 盗聴指令！巨大シンジケートの秘密を暴け      | 盗聴指令！巨大シンジケートの秘密を暴け      | 盗聴指令！巨大シンジケートの秘密を暴け      |
| 次エピソード        | 危険なマドンナ 超高級コールガール組織の謀略 | 危険なマドンナ 超高級コールガール組織の謀略 | 危険なマドンナ 超高級コールガール組織の謀略 |

使用された楽曲
| アーティスト名                   | タイトル        | 邦題                     |
| -------------------------------- | --------------- | ------------------------ |
| シンクマン                       | Best Adventures | ベスト・アドヴェンチャー |
| アラン・パーソンズ・プロジェクト | Money Talks     | マネー・トークス         |

- ルー・ダイアモンド・フィリップスとヴィゴ・モーテンセンがゲスト出演。彼らは「ヤングガン2」(1990)でも共演している。
- アネット・ベニングはデビューして2作目の出演である。
- ボビーがタブスを偵察しているとき車のラジオから聞こえるインストゥルメンタル曲は、ヤン・ハマーのオリジナル曲である。

### 第20話「危険なマドンナ 超高級コールガール組織の謀略」
| シーズン３ 第２０話 |                                             |                                             |                                             |
| サブタイトル        | 危険なマドンナ 超高級コールガール組織の謀略 | 危険なマドンナ 超高級コールガール組織の謀略 | 危険なマドンナ 超高級コールガール組織の謀略 |
| 原題                | By Hooker By Crook                          | By Hooker By Crook                          | By Hooker By Crook                          |
| 初回放映            | 1986年10月10日                              | 1986年10月10日                              | 1986年10月10日                              |
| ゲスト出演          | 出演                                        | 役名                                        | 配役                                        |
| ゲスト出演          | メラニー・グリフィス                        | クリスティーネ・フォン・マールブルク        | 起業家                                      |
| ゲスト出演          | ジョージ・タケイ                            | ケネス・トガル                              | マネーロンダラー                            |
| ゲスト出演          | ヴェロニカ・カートライト                    | ー                                          |                                             |
| ゲスト出演          | ヴァニティ(デニース・マシューズ)            | アリ・フェランド                            | 売春婦                                      |
| ゲスト出演          | ルー・アルバーノ                            | ー                                          | 用心棒                                      |
| ゲスト出演          | アファ・アノアイ                            | ー                                          | 用心棒                                      |
| 監督                | ドン・ジョンソン                            | ドン・ジョンソン                            | ドン・ジョンソン                            |
| 脚本                | ディック・ウルフ                            | ディック・ウルフ                            | ディック・ウルフ                            |
| 前エピソード        | 流血！死の捜査令状                          | 流血！死の捜査令状                          | 流血！死の捜査令状                          |
| 次エピソード        | 疑惑の女！美人捜査官、訣別の銃口            | 疑惑の女！美人捜査官、訣別の銃口            | 疑惑の女！美人捜査官、訣別の銃口            |

使用された楽曲
| アーティスト名           | タイトル               | 邦題                                 |
| ------------------------ | ---------------------- | ------------------------------------ |
| ブロークンホームズ       | 30,000 feet            |                                      |
| ビル・バーグマン         | Lavado                 |                                      |
| スティーヴ・ウィンウッド | Split Decision         | スプリット・ディシジョン             |
| シンプリー・レッド       | Holding Back the Years | ホールディング・バック・ザ・イヤーズ |

- ドン・ジョンソンとゲストのメラニー・グリフィスは1976年に離婚しており、1989年に再婚した。撮影時のグリフィスの夫はスティーヴン・バウアーだった。
- メラニー・グリフィスの役名は、脚本を担当するディック・ウルフの当時の妻クリスティーネ・マールブルクの名前から拝借した。フォンはドイツ、オーストリア、ハンガリーで貴族の子孫であることを意味する。
- ドン・ジョンソンが監督を務めた4エピソードのうちの一つ。
- ヴァニティはカナダ出身のモデルで本作がデビュー作となった。プリンスがプロデュースした3人組のVanity6のメンバーでもあり、後に本名のデニス・マシューズでソロデビューした[48]。2016年に腎不全のため57歳で亡くなった[49]。
- トガルの用心棒を演じるルー・アルバーノとアファ・アノアイはWWE殿堂入りした有名なプロレスラーである。

### 第21話「疑惑の女！美人捜査官、訣別の銃口」
| シーズン３ 第２１話 |                                             |                                             |                                             |
| サブタイトル        | 疑惑の女！美人捜査官、訣別の銃口            | 疑惑の女！美人捜査官、訣別の銃口            | 疑惑の女！美人捜査官、訣別の銃口            |
| 原題                | Knock Knock… Who's There?                   | Knock Knock… Who's There?                   | Knock Knock… Who's There?                   |
| 初回放映            | 1987年3月27日                               | 1987年3月27日                               | 1987年3月27日                               |
| ゲスト出演          | 出演                                        | 役名                                        | 配役                                        |
| ゲスト出演          | エリザヴェス・アシュレイ                    | リンダ・コルビー                            | DEA                                         |
| ゲスト出演          | イアン・マクシェーン                        | エステヴァン・モントーヤ                    | 麻薬ディーラー                              |
| ゲスト出演          | ジミー・レイ・ウィークス                    | チャック・コルビー                          | リンダの夫                                  |
| ゲスト出演          | サム＝アート・ウィリアムズ                  | リード                                      | DEA                                         |
| ゲスト出演          | ジェームズ・ディバス                        | ストロー                                    | 内務調査部                                  |
| 監督                | トニー・ワームビー                          | トニー・ワームビー                          | トニー・ワームビー                          |
| 脚本                | ディック・ウルフ                            | ディック・ウルフ                            | ディック・ウルフ                            |
| 前エピソード        | 危険なマドンナ 超高級コールガール組織の謀略 | 危険なマドンナ 超高級コールガール組織の謀略 | 危険なマドンナ 超高級コールガール組織の謀略 |
| 次エピソード        | 史上最強！地獄から来たターミネーター        | 史上最強！地獄から来たターミネーター        | 史上最強！地獄から来たターミネーター        |

使用された楽曲　
| アーティスト名                         | タイトル              | 邦題                         |
| -------------------------------------- | --------------------- | ---------------------------- |
| ダイアー・ストレイツ                   | Ride Across the River | アクロス・ザ・リヴァー       |
| ブライアン・アダムス                   | Heat Of The Night     | ヒート・オブ・ザ・ナイト     |
| シュリークバック                       | Underwater Boys       | アンダーウォーター・ボーイズ |
| Felnand villalona                      | Santiago              |                              |
| グレイス・ジョーンズ                   | The Fashion Show      |                              |
| ベルキス・コンセプシオン＆ラス・チカス | La Vecina             |                              |

- ジミー・レイ・ウィークスはS1・6話「切り札」に続き2回出演した。でどちらも妻を失う役である。
- イアン・マクシェーンは2回出演した。最終回でボルボン将軍を演じる。
- 内務調査部のストロー捜査官は、S4・2話「偽りのバイブル」にも登場しタブスを調査する。

### 第22話「史上最強！地獄から来たターミネーター」
| シーズン３ 第２２話 |                                      |                                      |                                      |
| サブタイトル        | 史上最強！地獄から来たターミネーター | 史上最強！地獄から来たターミネーター | 史上最強！地獄から来たターミネーター |
| 原題                | Viking Bikers From Hell              | Viking Bikers From Hell              | Viking Bikers From Hell              |
| 初回放映            | 1987年4月3日                         | 1987年4月3日                         | 1987年4月3日                         |
| ゲスト出演          | 出演                                 | 役名                                 | 配役                                 |
| ゲスト出演          | ジョン・マトゥザック                 | ラスコー                             | バイカー                             |
| ゲスト出演          | キム・コーツ                         | ジャック・クラガン                   | バイカー                             |
| ゲスト出演          | ソニー・ランダム                     | トード（ヒキガエル）                 | バイカー                             |
| ゲスト出演          | レブ・ブラウン                       | レブ・グスタフソン                   | バイカーのリーダー                   |
| 監督                | ジェームズ・クイン                   | ジェームズ・クイン                   | ジェームズ・クイン                   |
| 脚本                | ウォルター・カーツ                   | ウォルター・カーツ                   | ウォルター・カーツ                   |
| 前エピソード        | 疑惑の女！美人捜査官、訣別の銃口     | 疑惑の女！美人捜査官、訣別の銃口     | 疑惑の女！美人捜査官、訣別の銃口     |
| 次エピソード        | 殺意のカーテンコール                 | 殺意のカーテンコール                 | 殺意のカーテンコール                 |

使用された楽曲　Viking Bikers from Hell
| アーティスト名       | タイトル         | 邦題   |
| -------------------- | ---------------- | ------ |
| クリス・バー         | Valhalla         |        |
| ジョージ・サラグッド | Who Do You Love? |        |
| シンプリー・レッド   | Heaven           | ヘブン |
| ダムド               | Tightrope Walk   |        |

- 脚本の「ウォルター・カーツ」はジョン・ミリアスのペンネームで、「地獄の黙示録」のカーツ大佐の名前を利用した。
- ジョン・ミリアスは、女刑事が主人公の”Fatal Beauty” という脚本を書いた。ジェイミー・リー・カーティス、シェールなどが出演候補に挙がったが承諾を得られず製作が頓挫してしまい、その脚本が本作の原案となった。
- ”Fatal Beauty”はその直後にウーピー・ゴールドバーグ主演で「危険な天使」(1987)となって映画化された。
- ゲスト出演のエラン・オベロンはジョン・ミリアスの妻である。
- プロフットボーラーから俳優業に転向したジョン・マトゥザックはこの撮影の2年後に心不全で死亡した。
- オリヴィア・ブラウンとソニー・ランダムは「48時間」で共演している。

### 第23話「殺意のカーテンコール」
| シーズン３ 第２３話 |                                        |                                        |                                        |
| サブタイトル        | 殺意のカーテンコール                   | 殺意のカーテンコール                   | 殺意のカーテンコール                   |
| 原題                | Everybody's in Showbiz                 | Everybody's in Showbiz                 | Everybody's in Showbiz                 |
| 初回放映            | 1987年5月1日                           | 1987年5月1日                           | 1987年5月1日                           |
| ゲスト出演          | 出演                                   | 役名                                   | 配役                                   |
| ゲスト出演          | マイケル・カーマイン                   | マイキー                               | 舞台俳優                               |
| ゲスト出演          | ポール・カルデロン                     | ドン・ギャレゴ                         | 売人                                   |
| ゲスト出演          | コーティ・ムンディ                     | コネホ                                 | 麻薬ディーラー                         |
| ゲスト出演          | ベニチオ・デル・トロ                   | ピト                                   | マイキーの弟                           |
| ゲスト出演          | チャールズ・キーティング               | マーティ・グリッグバーグ               |                                        |
| ゲスト出演          | マリオ・エルネスト・サンチェス         | パコ                                   | リムジン運転手                         |
| 監督                | リチャード・コンプトン                 | リチャード・コンプトン                 | リチャード・コンプトン                 |
| 脚本                | デニス・クーパー、レイナルド・ポヴォド | デニス・クーパー、レイナルド・ポヴォド | デニス・クーパー、レイナルド・ポヴォド |
| 前エピソード        | 史上最強！地獄から来たターミネーター   | 史上最強！地獄から来たターミネーター   | 史上最強！地獄から来たターミネーター   |
| 次エピソード        | 女刑事ジーナの復讐！！                 | 女刑事ジーナの復讐！！                 | 女刑事ジーナの復讐！！                 |

使用された楽曲　Everybody's in Show Biz
| アーティスト名   | タイトル       | 邦題                     |
| ---------------- | -------------- | ------------------------ |
| クリス・デ・バー | The Leader     | ザ・リーダー             |
| クリス・デ・バー | The Vision     | ザ・ヴィジョン           |
| クリス・デ・バー | What About Me? | ホワット・アバウト・ミー |

- ベニチオ・デル・トロはこのとき20歳だった。この年にデビューし2作目の出演となった。
- マイケル・カーマインは2度目の出演(S1・20話)。この放送の2年後、HIV感染により30歳で死亡した。
- 脚本を担当したレイナルド・ポヴォドはミゲル・ピニェロの弟子であった。彼もまたHIVに感染しており、放送の3年後に34歳で死亡した。
- マリオ・エルネスト・サンチェスは異なる役で5エピソードに出演し、映画「マイアミ・バイス」(2006)ではイザベラの用心棒を演じた。

### 第24話「女刑事ジーナの復讐！！」
| シーズン３ 第２４話 |                                                |                                                |                                                |
| サブタイトル        | 女刑事ジーナの復讐！！                         | 女刑事ジーナの復讐！！                         | 女刑事ジーナの復讐！！                         |
| 原題                | Heroes of the Revolution                       | Heroes of the Revolution                       | Heroes of the Revolution                       |
| 初回放映            | 1987年5月8日                                   | 1987年5月8日                                   | 1987年5月8日                                   |
| ゲスト出演          | 出演                                           | 役名                                           | 配役                                           |
| ゲスト出演          | ジェローン・クラッペ                           | クラウス・ヘルツォーク                         | 東ドイツ諜報員                                 |
| ゲスト出演          | ジョージ・ディッカーソン                       | チェット・ブレークモア                         | FBI                                            |
| ゲスト出演          | ショーン・エリオット                           | オレステス・ペドローサ                         | 麻薬ディーラー                                 |
| ゲスト出演          | ラリー・ブロック                               | ー                                             | FBI                                            |
| 監督                | ガブリエル・ボーモント                         | ガブリエル・ボーモント                         | ガブリエル・ボーモント                         |
| 脚本                | ディック・ウルフ、ジョン・シューリアン         | ディック・ウルフ、ジョン・シューリアン         | ディック・ウルフ、ジョン・シューリアン         |
| 前エピソード        | 殺意のカーテンコール                           | 殺意のカーテンコール                           | 殺意のカーテンコール                           |
| 次エピソード        | 非情のコネクション 密告者を消せ！！(シーズン4) | 非情のコネクション 密告者を消せ！！(シーズン4) | 非情のコネクション 密告者を消せ！！(シーズン4) |

使用された楽曲　Heroes of the Revolution
| アーティスト名                                         | タイトル                 | 邦題                                     |
| ------------------------------------------------------ | ------------------------ | ---------------------------------------- |
| コール・ポーター(唄:サンドラ・サンチャゴ)              | Begin the Beguine        | ビギン・ザ・ビギン                       |
| エセル・ウォーターズ(サンドラ・サンチャゴによるカバー) | Stormy Weather           | ストーミー・ウェザー                     |
| ナンシー・リード                                       | Jazz Singer              |                                          |
| ジョージ・ガーシュウィン(唄:サンドラ・サンチャゴ)      | Someone to Watch Over Me | サムワン・トゥ・ウォッチ・オーバー・ミー |

- 全ての挿入歌が劇中のライブシーンで歌われる唯一のエピソード。
- シーズン3の第1話と最終話は共にジーナがメインのエピソードとなっている。
- このエピソードでジーナはキューバ出身で27歳と判明した。つまり24歳の若さでバイスに配属されたことになる。

## シーズン4（1987年～1988年）
| シーズン4（全22話） | シーズン4（全22話） | シーズン4（全22話）                           | シーズン4（全22話）     | シーズン4（全22話） |
| 話数                | 通算                | サブタイトル                                  | 原題                    | 米国初回放映日      |
| ------------------- | ------------------- | --------------------------------------------- | ----------------------- | ------------------- |
| 1                   | 69                  | 非情のコネクション 密告者を消せ！！           | Contempt of Court       | 1987年9月25日       |
| 2                   | 70                  | 偽りのバイブル                                | Amen... Send Money      | 1987年10月2日       |
| 3                   | 71                  | ポルノ女優失踪事件の謎を追え！                | Death and the Lady      | 1987年10月16日      |
| 4                   | 72                  | 緊急手配！消えた死体カプセルを奪還せよ！      | The Big Thaw            | 1987年10月23日      |
| 5                   | 73                  | 硝煙のマイアミ 武器密売組織の罠を暴け！！     | Child's Play            | 1987年10月30日      |
| 6                   | 74                  | 血の惨劇！！巨大犯罪ファミリーの崩壊          | God's Work              | 1987年11月6日       |
| 7                   | 75                  | 未知からのメロディ 恐怖の国家機密に迫れ！！   | Missing Hours           | 1987年11月13日      |
| 8                   | 76                  | 危険な証言台 美しきロック・シンガーに迫る凶弾 | Like a Hurricane        | 1987年11月20日      |
| 9                   | 77                  | マイアミ任侠伝 血塗られたライジングサン       | The Rising Sun of Death | 1987年12月4日       |
| 10                  | 78                  | 猟奇殺人！血に染まるビデオ・デートクラブ      | Love at First Sight     | 1988年1月15日       |
| 11                  | 79                  | 殺人スキャンダル 悪徳音楽プロデューサーの野望 | Rock and a Hard Place   | 1988年1月22日       |
| 12                  | 80                  | 東西情報戦 最新バイオ技術・争奪のテクニック   | The Cows of October     | 1988年2月5日        |
| 13                  | 81                  | 狙われた娼婦 政界に暗躍する獣たち             | Vote of Confidence      | 1988年2月12日       |
| 14                  | 82                  | 冷血の殺人兵器密輸機関を叩け                  | Baseballs of Death      | 1988年2月19日       |
| 15                  | 83                  | 潜入！謎の先住民部隊を追え！！                | Indian Wars             | 1988年2月26日       |
| 16                  | 84                  | 麻薬シンジケートの制裁！殺人犯を救出せよ！！  | Honor Among Thieves?    | 1988年3月4日        |
| 17                  | 85                  | 女教師vs.レイプ犯 過熱するマスコミ合戦        | Hell Hath No Fury...    | 1988年3月11日       |
| 18                  | 86                  | 不名誉の死！悪に屈した警官                    | Badge of Dishonor       | 1988年3月18日       |
| 19                  | 87                  | 禁断の果実！女捜査官を誘う甘い罠！            | Blood & Roses           | 1988年4月1日        |
| 20                  | 88                  | ソニー絶体絶命！！ヒーローを襲った銃弾！      | A Bullet for Crockett   | 1988年4月15日       |
| 21                  | 89                  | 十字架の誓い！愛しき者に神のご加護を          | Deliver Us from Evil    | 1988年4月29日       |
| 22                  | 90                  | 消えた記憶！裏切りのギャングサミット！        | Mirror Image            | 1988年5月6日        |

### 第１話「非情のコネクション 密告者を消せ！！」
| シーズン４ 第１話 |                                      |                                      |                                      |
| サブタイトル      | 非情のコネクション 密告者を消せ！！  | 非情のコネクション 密告者を消せ！！  | 非情のコネクション 密告者を消せ！！  |
| 原題              | Contempt of Court                    | Contempt of Court                    | Contempt of Court                    |
| 初回放映          | 1987年9月25日                        | 1987年9月25日                        | 1987年9月25日                        |
| ゲスト出演        | 出演                                 | 役名                                 | 配役                                 |
| ゲスト出演        | スティーヴン・キーツ                 | ジャック・リヴァース                 | 情報提供者                           |
| ゲスト出演        | メグ・フォスター                     | アリス・カーソン                     | 連邦検事                             |
| ゲスト出演        | スタンリー・トゥッチ                 | フランク・モスカ                     | 犯罪組織のボス                       |
| ゲスト出演        | フィリップ・ベーカー・ホール         | ドラポルト                           | 連邦判事                             |
| ゲスト出演        | シド・シェンカー                     | マーク・ブラム                       | 弁護士                               |
| ゲスト出演        | リチャード・パネビアンコ             | テリー・リヴァース                   | ジャックの息子                       |
| 監督              | ジャン・イライアスバーグ             | ジャン・イライアスバーグ             | ジャン・イライアスバーグ             |
| 脚本              | ピーター・マッケイブ                 | ピーター・マッケイブ                 | ピーター・マッケイブ                 |
| 前エピソード      | 女刑事ジーナの復讐！！（シーズン３） | 女刑事ジーナの復讐！！（シーズン３） | 女刑事ジーナの復讐！！（シーズン３） |
| 次エピソード      | 偽りのバイブル                       | 偽りのバイブル                       | 偽りのバイブル                       |

使用された楽曲
| アーティスト名 | タイトル     | 邦題 |
| -------------- | ------------ | ---- |
| イエロー       | Call It Love |      |

- シーズン4の第3話の予定だったが、NBCはクロケットが法廷侮辱罪で刑務所に入れられるというセンセーショナルな展開がシーズン4のスタートに相応しいと考え、第一話に移動した。
- クロケットが証人の氏名を明かさなかったため法廷侮辱罪で収監されるのは、S1・10話「潜入!売春組織 女刑事ジーナの危機」に続いて2回目。

### 第２話「偽りのバイブル」
| シーズン４ 第２話 |                                     |                                     |                                     |
| サブタイトル      | 偽りのバイブル                      | 偽りのバイブル                      | 偽りのバイブル                      |
| 原題              | Amen... Send Money                  | Amen... Send Money                  | Amen... Send Money                  |
| 初回放映          | 1987年10月2日                       | 1987年10月2日                       | 1987年10月2日                       |
| ゲスト出演        | 出演                                | 役名                                | 配役                                |
| ゲスト出演        | ブライアン・デネヒー                | ビル・ボブ・プロヴァーブ            | 伝道師                              |
| ゲスト出演        | ジェームズ・トールカン              | メイソン・マザー                    | 伝道師                              |
| ゲスト出演        | アニタ・モリス                      | レオナ・プロヴァーブ                | ビルの妻                            |
| ゲスト出演        | ベン・スティラー                    | エディ・フレッチャー                | 店員                                |
| ゲスト出演        | ジョー・アンダーソン                | フェイ・ニール                      |                                     |
| ゲスト出演        | ジェームズ・ディバス                | ストロー                            | 内務調査部                          |
| 監督              | ジェームズ・J・クイン               | ジェームズ・J・クイン               | ジェームズ・J・クイン               |
| 脚本              | ジョン・シュリアン                  | ジョン・シュリアン                  | ジョン・シュリアン                  |
| 前エピソード      | 非情のコネクション 密告者を消せ！！ | 非情のコネクション 密告者を消せ！！ | 非情のコネクション 密告者を消せ！！ |
| 次エピソード      | ポルノ女優失踪事件の謎を追え！      | ポルノ女優失踪事件の謎を追え！      | ポルノ女優失踪事件の謎を追え！      |

使用された楽曲
| アーティスト名  | タイトル        | 邦題       |
| --------------- | --------------- | ---------- |
| アニタ・モリス  | Wrapped Up      |            |
| アニタ・モリス  | Together As One |            |
| ザ・フーターズ  | Satellite       | サテライト |
| ランク&ファイル | Black Book      |            |

- シーズン4の第1話として撮影が始められたが入れ替えられた。
- ベン・スティラーはこのとき22歳で、デビュー作の「太陽の帝国」と同じ年の出演であった。
- ブライアン・デネヒーとスワイテク役のマイケル・タルボットは「ランボー」(1982)で保安官役で共演した。このときタルボットはシルヴェスター・スタローンより大柄なため、カメラの前で並ぶシーンでは膝を曲げて演技をしたという。
- 内務調査部のストロー捜査官は、S3・21話「疑惑の女！美人捜査官、訣別の銃口」にも登場した。

### 第３話「ポルノ女優失踪事件の謎を追え！」
| シーズン４ 第３話 |                                            |                                            |                                            |
| サブタイトル      | ポルノ女優失踪事件の謎を追え！             | ポルノ女優失踪事件の謎を追え！             | ポルノ女優失踪事件の謎を追え！             |
| 原題              | Death and the Lady                         | Death and the Lady                         | Death and the Lady                         |
| 初回放映          | 1987年10月16日                             | 1987年10月16日                             | 1987年10月16日                             |
| ゲスト出演        | 出演                                       | 役名                                       | 配役                                       |
| ゲスト出演        | ポール・ギルフォイル                       | ミルトン・グランツ                         | ポルノ映画監督                             |
| ゲスト出演        | ケリー・リンチ                             | エイミー・ライダー/ローリ・スワン          | 女優                                       |
| ゲスト出演        | ミゲル・フェラー                           | ラモン・ペンドロザ                         | 麻薬ディーラー                             |
| ゲスト出演        | ペネロープ・アン・ミラー                   | ジル・ライダー                             | エイミーの妹                               |
| ゲスト出演        | マーク・マコーレー                         | ブルッキングス                             | 強盗                                       |
| 監督              | コリン・バックシー                         | コリン・バックシー                         | コリン・バックシー                         |
| 脚本              | デヴィッド・ブラック                       | デヴィッド・ブラック                       | デヴィッド・ブラック                       |
| 前エピソード      | 偽りのバイブル                             | 偽りのバイブル                             | 偽りのバイブル                             |
| 次エピソード      | 緊急手配! 消えた死体カプセルを奪還せよ！！ | 緊急手配! 消えた死体カプセルを奪還せよ！！ | 緊急手配! 消えた死体カプセルを奪還せよ！！ |

使用された楽曲
| アーティスト名                   | タイトル                  | 邦題                                   |
| -------------------------------- | ------------------------- | -------------------------------------- |
| フィールズ・オブ・ザ・ネフィリム | Vet for the Insane        |                                        |
| デペッシュ・モード               | Never Let Me Down Again   | ネバー・レット・ミー・ダウン・アゲイン |
| デペッシュ・モード               | Pleasure, Little Treasure | プレジャー・リトル・トレジャー         |
| ネイキッド・プレイ               | The Story Never Ends      |                                        |
| ザ・トゥルース                   | Edge of Town              |                                        |

- 銃を1発も発砲しない本シリーズでは珍しいエピソード。
- ドン・ジョンソンとペネロープ・アン・ミラーは2年後に「サンタモニカ・ダンディ」(1989)で再び共演した。
- 強盗役のマーク・マコーレーは本シリーズで5エピソードに出演し、映画「マイアミ・バイス」(2006)では空港の管制官を演じた。
- クロケットが煙草をやめたと発言するエピソード。

### 第４話「緊急手配! 消えた死体カプセルを奪還せよ！！」
| シーズン４ 第４話 |                                            |                                            |                                            |
| サブタイトル      | 緊急手配! 消えた死体カプセルを奪還せよ！！ | 緊急手配! 消えた死体カプセルを奪還せよ！！ | 緊急手配! 消えた死体カプセルを奪還せよ！！ |
| 原題              | The Big Thaw                               | The Big Thaw                               | The Big Thaw                               |
| 初回放映          | 1987年10月23日                             | 1987年10月23日                             | 1987年10月23日                             |
| ゲスト出演        | 出演                                       | 役名                                       | 配役                                       |
| ゲスト出演        | ビル・レイモンド                           | デイヴ・フロベル                           | 冷凍遺体の管理人                           |
| ゲスト出演        | アルフレッド・モリーナ                     | －                                         | 弁護士                                     |
| ゲスト出演        | セレト・スコット                           | エスター・ネヴィン                         | ロビラードの妻                             |
| ゲスト出演        | レイセル・ロング                           | ロビラード・ネヴィン                       | レゲエ歌手                                 |
| ゲスト出演        | キミオ・サトー                             | トヤマ                                     | 科学者                                     |
| 監督              | リチャード・コンプトン                     | リチャード・コンプトン                     | リチャード・コンプトン                     |
| 脚本              | ジョセフ・デブラシ                         | ジョセフ・デブラシ                         | ジョセフ・デブラシ                         |
| 前エピソード      | ポルノ女優失踪事件の謎を追え！             | ポルノ女優失踪事件の謎を追え！             | ポルノ女優失踪事件の謎を追え！             |
| 次エピソード      | 硝煙のマイアミ 武器密売組織の罠を暴け！！  | 硝煙のマイアミ 武器密売組織の罠を暴け！！  | 硝煙のマイアミ 武器密売組織の罠を暴け！！  |

使用された楽曲
| アーティスト名                  | タイトル         | 邦題                           |
| ------------------------------- | ---------------- | ------------------------------ |
| ブラック・ウフル                | What Is Life     | ホワット・イズ・ライフ         |
| ボブ・マーリー&ザ・ウェイラーズ | Wings of a Dove  | ウィングス・オブ・ア・ダヴ     |
| ボブ・マーリー&ザ・ウェイラーズ | Wake Up and Live | ウェイク・アップ・アンド・リヴ |
| ラ・ファミリア・アンドレ        | Mi Vieja         |                                |

- S3・18話「盗聴指令！巨大シンジケートの秘密を暴け」の盗聴の専門家スティーブ・ダディが技術者として再登場する予定だったが、ダディ役のジョン・グローヴァーが出演できなくなったため、その役は急きょモレノに置き換えられた。
- 人気投票で常にワースト作品のひとつに選ばれるエピソード。

### 第５話「硝煙のマイアミ 武器密売組織の罠を暴け！！」
| シーズン４ 第５話 |                                            |                                            |                                            |
| サブタイトル      | 硝煙のマイアミ 武器密売組織の罠を暴け！！  | 硝煙のマイアミ 武器密売組織の罠を暴け！！  | 硝煙のマイアミ 武器密売組織の罠を暴け！！  |
| 原題              | Child's Play                               | Child's Play                               | Child's Play                               |
| 初回放映          | 1987年10月30日                             | 1987年10月30日                             | 1987年10月30日                             |
| ゲスト出演        | 出演                                       | 役名                                       | 配役                                       |
| ゲスト出演        | ヴィング・レイムス                         | ウォーカー・モンロー                       | 銃の密輸屋                                 |
| ゲスト出演        | アイザック・ヘイズ                         | ホリデイ                                   | 銃の密輸屋                                 |
| ゲスト出演        | ダニトラ・ヴァンセ                         | アネット・マカリスター                     | ジェフリーの母親                           |
| ゲスト出演        | ベリンダ・モンゴメリー                     | キャロライン・クロケット                   | クロケットの元妻                           |
| ゲスト出演        | クレイトン・バークレイ・ジョーンズ         | ビリー・クロケット                         | クロケットの息子                           |
| ゲスト出演        | パリス・バックナー                         | ボブ・バラード                             | キャロラインの婚約者                       |
| ゲスト出演        | 不明                                       | ジェフリー・マカリスター                   | 撃たれた少年                               |
| 監督              | バーン・ギラム                             | バーン・ギラム                             | バーン・ギラム                             |
| 脚本              | プリシラ・ターナー                         | プリシラ・ターナー                         | プリシラ・ターナー                         |
| 前エピソード      | 緊急手配! 消えた死体カプセルを奪還せよ！！ | 緊急手配! 消えた死体カプセルを奪還せよ！！ | 緊急手配! 消えた死体カプセルを奪還せよ！！ |
| 次エピソード      | 血の惨劇！！巨大犯罪ファミリーの崩壊       | 血の惨劇！！巨大犯罪ファミリーの崩壊       | 血の惨劇！！巨大犯罪ファミリーの崩壊       |

使用された楽曲
| アーティスト名                                               | タイトル          | 邦題                         |
| ------------------------------------------------------------ | ----------------- | ---------------------------- |
| ロバート・クレイ,ジョニー・コープランド,アルバート・コリンズ | The Dream         | ザ・ドリーム                 |
| U2                                                           | Race Against Time | レイス・アゲインスト・タイム |

- クロケットの息子役はシーズン1とは異なる子役が演じている。
- ヴィング・レイムスはS1・17話「恐怖の24時間!大乱射マシンガンパニック」に続いて2度目の出演。

### 第６話「血の惨劇！！巨大犯罪ファミリーの崩壊」
| シーズン４ 第６話 |                                             |                                             |                                             |
| サブタイトル      | 血の惨劇！！巨大犯罪ファミリーの崩壊        | 血の惨劇！！巨大犯罪ファミリーの崩壊        | 血の惨劇！！巨大犯罪ファミリーの崩壊        |
| 原題              | God's Work                                  | God's Work                                  | God's Work                                  |
| 初回放映          | 1987年11月6日                               | 1987年11月6日                               | 1987年11月6日                               |
| ゲスト出演        | 出演                                        | 役名                                        | 配役                                        |
| ゲスト出演        | アルフォンソ・アラウ                        | ホルヘ・クルス                              | 犯罪組織の家長                              |
| ゲスト出演        | ロザーナ・デ・ソート                        | マリア・クルス                              | ホルヘの妻                                  |
| ゲスト出演        | オレク・クルパ                              | ヴェーター・ワイダ                          | 神父                                        |
| ゲスト出演        | フランチェスコ・クイン                      | フランチェスコ・クルス                      | クルス家の長男                              |
| ゲスト出演        | イーサイ・モラレス                          | フェリペ・クルス                            | クルス家の末息子                            |
| ゲスト出演        | ジョナサン・デル・アルコ                    | リッキー・ディアス                          | チンピラ                                    |
| 監督              | ジャン・イライアスバーグ                    | ジャン・イライアスバーグ                    | ジャン・イライアスバーグ                    |
| 脚本              | エドワード・ティヴナン                      | エドワード・ティヴナン                      | エドワード・ティヴナン                      |
| 前エピソード      | 硝煙のマイアミ 武器密売組織の罠を暴け！！   | 硝煙のマイアミ 武器密売組織の罠を暴け！！   | 硝煙のマイアミ 武器密売組織の罠を暴け！！   |
| 次エピソード      | 未知からのメロディ 恐怖の国家機密に迫れ！！ | 未知からのメロディ 恐怖の国家機密に迫れ！！ | 未知からのメロディ 恐怖の国家機密に迫れ！！ |

使用された楽曲
| アーティスト名          | タイトル                | 邦題                               |
| ----------------------- | ----------------------- | ---------------------------------- |
| カル・ジェイダー        | Mambo Terrifico         |                                    |
| ジーザス&メリーチェイン | Nine Million Rainy Days | ナイン・ミリオン・レイニー・デイズ |
| ラブ・アンド・ロケッツ  | Yin and Yang            |                                    |
| ブック・オブ・ラブ      | Modigliani              |                                    |

- HIVをテーマにしたエピソード。HIVは1983年に発見されたばかりで、1980年代にテレビ番組で扱われるのは珍しかった[50]。
- 当初の脚本は教会がHIV患者への支援を拒否する話しだったが、撮影前に変更された[51]。
- フランチェスコ・クインは名優アンソニー・クインの息子。

### 第７話「未知からのメロディ 恐怖の国家機密に迫れ！！」
| シーズン４ 第７話 |                                               |                                               |                                               |
| サブタイトル      | 未知からのメロディ 恐怖の国家機密に迫れ！！   | 未知からのメロディ 恐怖の国家機密に迫れ！！   | 未知からのメロディ 恐怖の国家機密に迫れ！！   |
| 原題              | Missing Hours                                 | Missing Hours                                 | Missing Hours                                 |
| 初回放映          | 1987年11月13日                                | 1987年11月13日                                | 1987年11月13日                                |
| ゲスト出演        | 出演                                          | 役名                                          | 配役                                          |
| ゲスト出演        | ジェームズ・ブラウン                          | ルー・デ・ロング                              | R&Bのレジェンド                               |
| ゲスト出演        | クリス・ロック                                | カーソン                                      | 警察の記録係                                  |
| ゲスト出演        | チャーリー・バーネット                        | ヌーギー・ラモント                            | 情報屋                                        |
| 監督              | アーテ・デ・ヨング                            | アーテ・デ・ヨング                            | アーテ・デ・ヨング                            |
| 脚本              | トマス・Ｍ・ディッシュ                        | トマス・Ｍ・ディッシュ                        | トマス・Ｍ・ディッシュ                        |
| 前エピソード      | 血の惨劇！！巨大犯罪ファミリーの崩壊          | 血の惨劇！！巨大犯罪ファミリーの崩壊          | 血の惨劇！！巨大犯罪ファミリーの崩壊          |
| 次エピソード      | 危険な証言台 美しきロック・シンガーに迫る凶弾 | 危険な証言台 美しきロック・シンガーに迫る凶弾 | 危険な証言台 美しきロック・シンガーに迫る凶弾 |

使用された楽曲
| アーティスト名         | タイトル       | 邦題                 |
| ---------------------- | -------------- | -------------------- |
| ジェームズ・ブラウン   | I Got You      | アイ・ガット・ユー   |
| エイドリアン・ブリュー | Paint the Road | ペイント・ザ・ロード |

- ジェームズ・ブラウンとクリス・ロックがゲスト出演している。
- クリス・ロックはこのとき22歳でまだ無名だった。1990年に「サタデー・ナイト・ライブ」に出演して一躍有名になった。
- ヌーギー役のチャーリー・バーネットはシーズン2以来の出演でこのエピソードが最後となった。クリス・ロックと並ぶ伝説的なスタンダップコメディアンである。
- このエピソードから音楽担当にジョン・ピーターセンが加わった。彼はヤン・ハマーに気に入られてアシスタントとして採用され、シーズン4の14エピソードを担当した。シーズン5からはティム・トルーマンに代わった。
- 研究所がある建物はオパロッカエグゼクティブ空港の格納庫が使用された。本シリーズで計4回使用され、「バッドボーイズ」(1995)のクライマックスシーンに使われたあと解体された。
- 人気投票では常にワースト作品のひとつに選ばれるが、プロデューサーのディック・ウルフは奇抜な脚本が好みなので気に入っているという。

### 第８話「危険な証言台 美しきロック・シンガーに迫る凶弾」
| シーズン４ 第８話 |                                               |                                               |                                               |
| サブタイトル      | 危険な証言台 美しきロック・シンガーに迫る凶弾 | 危険な証言台 美しきロック・シンガーに迫る凶弾 | 危険な証言台 美しきロック・シンガーに迫る凶弾 |
| 原題              | Like A Hurricane                              | Like A Hurricane                              | Like A Hurricane                              |
| 初回放映          | 1987年11月20日                                | 1987年11月20日                                | 1987年11月20日                                |
| ゲスト出演        | 出演                                          | 役名                                          | 配役                                          |
| ゲスト出演        | シーナ・イーストン                            | ケイトリン・デイヴィス                        | 歌手                                          |
| ゲスト出演        | ザンダー・バークレー                          | トミー・ロウ                                  | 音楽マネージャー                              |
| ゲスト出演        | トニー・ヘンドラ                              | ゴードン・ウィギンズ                          | レコード会社の重役                            |
| ゲスト出演        | テラー                                        | ラルフ・フィッシャー                          | 弁護士                                        |
| ゲスト出演        | トゥキー・スミス                              | アンジー                                      | ケイトリンの秘書、親友                        |
| 監督              | コリン・バックシー                            | コリン・バックシー                            | コリン・バックシー                            |
| 脚本              | ロバート・パーム                              | ロバート・パーム                              | ロバート・パーム                              |
| 前エピソード      | 未知からのメロディ 恐怖の国家機密に迫れ！！   | 未知からのメロディ 恐怖の国家機密に迫れ！！   | 未知からのメロディ 恐怖の国家機密に迫れ！！   |
| 次エピソード      | マイアミ任侠伝 血塗られたライジングサン       | マイアミ任侠伝 血塗られたライジングサン       | マイアミ任侠伝 血塗られたライジングサン       |

使用された楽曲
| アーティスト名           | タイトル                 | 邦題                       |
| ------------------------ | ------------------------ | -------------------------- |
| Domination               | MCs of Rap               |                            |
| シーナ・イーストン       | I Got You Babe           | アイ・ガット・ユー・ベイブ |
| シーナ・イーストン       | When He Shines           |                            |
| Moon and the Blowguns    | Rubber Love              |                            |
| ウィリアム・アッカーマン | Conferring With The Moon | 月に向かって               |

- ケイトリン・デイヴィス役にロレイン・ブラッコを予定していたが病気のため出演を断念し、代わりにシーナ・イーストンが抜擢された。計5エピソードに出演した。ロレイン・ブラッコは1994年にエドワード・J・オルモスと結婚した。
- クロケットとケイトリンの結婚する結末が漏洩するのを防ぐため、撮影開始から放送までわずか15日間しか与えられなかった。
- キャステロに「ケイトリン・デイヴィスを知ってるか？」と聞かれたクロケットは「バーブラ・ストライサンドなら知ってる」と答える。ドン・ジョンソンは当時バーブラと交際していた。
- アンジー役のトゥキー・スミスは1995年頃にロバート・デ・ニーロと交際し、代理出産で双子の男児を授かった。結婚はしていない。
- 弁護士役のテラー(Teller)は芸名でなく法的に認められた本名で、免許証の氏名欄には「NFN Teller」(No First Name Teller)と表記されている。アメリカでは有名なマジシャン、コメディアン。
- 結婚式のシーンでヤン・ハマーが2度目のカメオ出演をしている。

### 第９話「マイアミ任侠伝 血塗られたライジングサン」
| シーズン４ 第９話 |                                               |                                               |                                               |
| サブタイトル      | マイアミ任侠伝 血塗られたライジングサン       | マイアミ任侠伝 血塗られたライジングサン       | マイアミ任侠伝 血塗られたライジングサン       |
| 原題              | Rising Sun of Death                           | Rising Sun of Death                           | Rising Sun of Death                           |
| 初回放映          | 1987年12月4日                                 | 1987年12月4日                                 | 1987年12月4日                                 |
| ゲスト出演        | 出演                                          | 役名                                          | 配役                                          |
| ゲスト出演        | Ｒ・リー・アーメイ                            | アーネスト・ハスケル                          | 強盗殺人課の刑事                              |
| ゲスト出演        | ケイリー=ヒロユキ・タガワ                     | ケンジ・フジツウ                              | 元刑事、探偵                                  |
| ゲスト出演        | ジェームズ・ホン                              | リオチ・タナカ                                | ヤクザのボス                                  |
| ゲスト出演        | ダニー・カメコナ                              | アガワ                                        | タナカの側近                                  |
| ゲスト出演        | シーナ・イーストン                            | ケイトリン・デイヴィス                        | 歌手                                          |
| ゲスト出演        | ロジャー・プレット                            | バスケス                                      | 議員                                          |
| 監督              | レオン・イチャソ                              | レオン・イチャソ                              | レオン・イチャソ                              |
| 脚本              | ピーター・ランス                              | ピーター・ランス                              | ピーター・ランス                              |
| 前エピソード      | 危険な証言台 美しきロック・シンガーに迫る凶弾 | 危険な証言台 美しきロック・シンガーに迫る凶弾 | 危険な証言台 美しきロック・シンガーに迫る凶弾 |
| 次エピソード      | 猟奇殺人！血に染まるビデオ・デートクラブ      | 猟奇殺人！血に染まるビデオ・デートクラブ      | 猟奇殺人！血に染まるビデオ・デートクラブ      |

使用された楽曲
| アーティスト名   | タイトル                                   | 邦題                             |
| ---------------- | ------------------------------------------ | -------------------------------- |
| ビリー・アイドル | Flesh for Fantasy                          | フレッシュ・フォー・ファンタジー |
| イエロー         | Si Senor the Hairy Grill                   |                                  |
| イエロー         | Moon On Ice                                | ムーン・オン・アイス             |
| ザ・スミス       | Last Night I Dreamt That Somebody Loved Me | サムバディ・ラヴド・ミー         |

- ケイリー＝ヒロユキ・タガワは異なる役で2エピソードに出演した。ドン・ジョンソンとは「刑事ナッシュ・ブリッジス」でも共演している。
- ハスケル刑事が市長候補のバスケス議員を応援するバッジを付けているが、職務中の政治活動は固く禁じられている。

### 第１０話「猟奇殺人！血に染まるビデオ・デートクラブ」
| シーズン４ 第１０話 |                                               |                                               |                                               |
| サブタイトル        | 猟奇殺人！血に染まるビデオ・デートクラブ      | 猟奇殺人！血に染まるビデオ・デートクラブ      | 猟奇殺人！血に染まるビデオ・デートクラブ      |
| 原題                | Love at First Sight                           | Love at First Sight                           | Love at First Sight                           |
| 初回放映            | 1988年1月15日                                 | 1988年1月15日                                 | 1988年1月15日                                 |
| ゲスト出演          | 出演                                          | 役名                                          | 配役                                          |
| ゲスト出演          | イマン                                        | ロイス・ブライス                              | シリアルキラー                                |
| ゲスト出演          | クリストファー・マッキャン                    | サム・ラッセル                                | FBI                                           |
| ゲスト出演          | アナベル・ガーウィッチ                        | テリー                                        | コールガール                                  |
| ゲスト出演          | シーナ・イーストン                            | ケイトリン・デイヴィス・クロケット            | 歌手                                          |
| ゲスト出演          | トゥキー・スミス                              | アンジー                                      | ケイトリンの秘書、親友                        |
| 監督                | ドン・ジョンソン                              | ドン・ジョンソン                              | ドン・ジョンソン                              |
| 脚本                | ピーター・マッケイブ                          | ピーター・マッケイブ                          | ピーター・マッケイブ                          |
| 前エピソード        | マイアミ任侠伝 血塗られたライジングサン       | マイアミ任侠伝 血塗られたライジングサン       | マイアミ任侠伝 血塗られたライジングサン       |
| 次エピソード        | 殺人スキャンダル 悪徳音楽プロデューサーの野望 | 殺人スキャンダル 悪徳音楽プロデューサーの野望 | 殺人スキャンダル 悪徳音楽プロデューサーの野望 |

使用された楽曲
| アーティスト名                     | タイトル                    | 邦題                       |
| ---------------------------------- | --------------------------- | -------------------------- |
| ラブ・アンド・ロケッツ             | Ball of Confusion           |                            |
| ワード・ブラザーズ                 | Madness of It All           |                            |
| ストレイ・キャッツ                 | Looking For Someone To Love | 愛を求めて                 |
| ジョン・コルトレーン・カルテット   | Say It                      |                            |
| シーナ・イーストン                 | I Got You Babe              | アイ・ガット・ユー・ベイブ |
| グローヴァー・ワシントン・ジュニア | Make Me a Memory            | メイク・ミー・ア・メモリー |

- ドン・ジョンソンが監督を務めた4エピソードのうちの一つ。
- クロケットがポン引きを追いかけ捕まえたときに言う"I'm getting old for this crap"（年寄りにはこたえるぜ）は、前年の「リーサルウェポン」(1987)でダニ・グローヴァーが度々呟くのとほぼ同じセリフ。

### 第１１話「殺人スキャンダル 悪徳音楽プロデューサーの野望」
| シーズン４ 第１１話 |                                               |                                               |                                               |
| サブタイトル        | 殺人スキャンダル 悪徳音楽プロデューサーの野望 | 殺人スキャンダル 悪徳音楽プロデューサーの野望 | 殺人スキャンダル 悪徳音楽プロデューサーの野望 |
| 原題                | Rock and a Hard Place                         | Rock and a Hard Place                         | Rock and a Hard Place                         |
| 初回放映            | 1988年1月22日                                 | 1988年1月22日                                 | 1988年1月22日                                 |
| ゲスト出演          | 出演                                          | 役名                                          | 配役                                          |
| ゲスト出演          | トニー・ヘンドラ                              | ゴードン・ウィギンズ                          | レコード会社の重役                            |
| ゲスト出演          | ジャック・ケニー                              | ジェリー・リー                                | 記者                                          |
| ゲスト出演          | シーナ・イーストン                            | ケイトリン・デイヴィス・クロケット            | 歌手                                          |
| ゲスト出演          | トゥキー・スミス                              | アンジー                                      | ケイトリンの秘書、親友                        |
| 監督                | コリン・バックシー                            | コリン・バックシー                            | コリン・バックシー                            |
| 脚本                | ディック・ウルフ                              | ディック・ウルフ                              | ディック・ウルフ                              |
| 前エピソード        | 猟奇殺人！血に染まるビデオ・デートクラブ      | 猟奇殺人！血に染まるビデオ・デートクラブ      | 猟奇殺人！血に染まるビデオ・デートクラブ      |
| 次エピソード        | 東西情報戦 最新バイオ技術・争奪のテクニック   | 東西情報戦 最新バイオ技術・争奪のテクニック   | 東西情報戦 最新バイオ技術・争奪のテクニック   |

使用された楽曲
| アーティスト名                               | タイトル                | 邦題                                 |
| -------------------------------------------- | ----------------------- | ------------------------------------ |
| ミッチ・ライダー＆ザ・デトロイト・ホイールズ | Devil With A Blue Dress |                                      |
| ドン・ヘンリー                               | Dirty Laundry           | ダーティ・ラウンドリー               |
| クラウデッド・ハウス                         | Don't Dream It's Over   | ドント・ドリーム・イッツ・オーヴァー |

- ロサンゼルスが舞台となるエピソード。
- クロケットはロサンゼルスで黒のフェラーリ328GTSをレンタルする。

### 第１２話「東西情報戦 最新バイオ技術・争奪のテクニック」
| シーズン４ 第１２話 |                                               |                                               |                                               |
| サブタイトル        | 東西情報戦 最新バイオ技術・争奪のテクニック   | 東西情報戦 最新バイオ技術・争奪のテクニック   | 東西情報戦 最新バイオ技術・争奪のテクニック   |
| 原題                | The Cows of October                           | The Cows of October                           | The Cows of October                           |
| 初回放映            | 1988年2月5日                                  | 1988年2月5日                                  | 1988年2月5日                                  |
| ゲスト出演          | 出演                                          | 役名                                          | 配役                                          |
| ゲスト出演          | ハリー・シェアラー                            | ティモシー・アンダーソン                      | FBI                                           |
| ゲスト出演          | ゲリット・グレアム                            | カルヴィン・ティール                          | 詐欺師                                        |
| ゲスト出演          | ジーノ・シルヴァ                              | ロハス                                        | キューバの諜報員                              |
| ゲスト出演          | マリリン・ライダディオ                        | －                                            | 化学者                                        |
| 監督                | ヴァーン・グリアム                            | ヴァーン・グリアム                            | ヴァーン・グリアム                            |
| 脚本                | エド・ザッカーマン                            | エド・ザッカーマン                            | エド・ザッカーマン                            |
| 前エピソード        | 殺人スキャンダル 悪徳音楽プロデューサーの野望 | 殺人スキャンダル 悪徳音楽プロデューサーの野望 | 殺人スキャンダル 悪徳音楽プロデューサーの野望 |
| 次エピソード        | 狙われた娼婦 政界に暗躍する獣たち             | 狙われた娼婦 政界に暗躍する獣たち             | 狙われた娼婦 政界に暗躍する獣たち             |

使用された楽曲
| アーティスト名           | タイトル                            | 邦題                       |
| ------------------------ | ----------------------------------- | -------------------------- |
| ディミトリ・ティオムキン | Red River Main Title                | 赤い河のテーマ             |
| ローリー・ジョンソン     | Red River - Prelude and Wagon Train | 赤い河より前奏/幌馬車      |
| エンニオ・モリコーネ     | The Good, The Bad & The Ugly        | 続・夕陽のガンマンのテーマ |
| エルマー・バーンスタイン | The Magnificent Seven               | 荒野の七人のテーマ         |

- この頃スワイテク役のマイケル・タルボットの母親が亡くなり、「ケイ・タルボットに捧ぐ」と追悼の文言が表された。
- ヤン・ハマー/ジョン・ピーターセンの曲以外は、全て有名な西部劇のテーマ曲が使われた。
- 人気投票で常にワースト作品のひとつに選ばれるエピソード。

### 第１３話「狙われた娼婦 政界に暗躍する獣たち」
| シーズン４ 第１３話 |                                             |                                             |                                             |
| サブタイトル        | 狙われた娼婦 政界に暗躍する獣たち           | 狙われた娼婦 政界に暗躍する獣たち           | 狙われた娼婦 政界に暗躍する獣たち           |
| 原題                | Vote of Confidence                          | Vote of Confidence                          | Vote of Confidence                          |
| 初回放映            | 1988年2月12日                               | 1988年2月12日                               | 1988年2月12日                               |
| ゲスト出演          | 出演                                        | 役名                                        | 配役                                        |
| ゲスト出演          | ラリー・パイン                              | トム・ピアース                              | 州知事候補                                  |
| ゲスト出演          | バリー・リンチ                              | バリー・ブルム                              | 政治工作員                                  |
| ゲスト出演          | ジョナサン・ハダリー                        | ハンク・フレイジャー                        | 記者                                        |
| ゲスト出演          | アンソニー・ホランド                        | チャンス                                    | 編集者                                      |
| ゲスト出演          | ルシンダ・ジェニー                          | アニー・ピアース                            | トムの妻                                    |
| 監督                | ランディ・ロバーツ                          | ランディ・ロバーツ                          | ランディ・ロバーツ                          |
| 脚本                | ジョン・シュリアン                          | ジョン・シュリアン                          | ジョン・シュリアン                          |
| 前エピソード        | 東西情報戦 最新バイオ技術・争奪のテクニック | 東西情報戦 最新バイオ技術・争奪のテクニック | 東西情報戦 最新バイオ技術・争奪のテクニック |
| 次エピソード        | 冷血の殺人兵器密輸機関を叩け                | 冷血の殺人兵器密輸機関を叩け                | 冷血の殺人兵器密輸機関を叩け                |

使用された楽曲
| アーティスト名 | タイトル          | 邦題                           |
| -------------- | ----------------- | ------------------------------ |
| Mr.ミスター    | Stand and Deliver | スタンド・アンド・ディリヴァー |

- このストーリーは、1987年に起きた大統領候補のゲイリー・ハート上院議員と女優ドナ・ライスの不倫報道をモチーフにしたとされる[52]。この事件は「フロントランナー」(2018年、ヒュー・ジャックマン主演）で映画化された。
- その不倫相手のドナ・ライスは不倫報道の5ヶ月前に、S3・11話「黒いドレスの殺人者」にゲスト出演している。騒動に巻き込まれるまでは無名のCM女優だった。
- 大雨のシーンが見られるのは3度目。

### 第１４話「冷血の殺人兵器密輸機関を叩け」
| シーズン４ 第１４話 |                                   |                                   |                                   |
| サブタイトル        | 冷血の殺人兵器密輸機関を叩け      | 冷血の殺人兵器密輸機関を叩け      | 冷血の殺人兵器密輸機関を叩け      |
| 原題                | Baseballs of Death                | Baseballs of Death                | Baseballs of Death                |
| 初回放映            | 1988年2月19日                     | 1988年2月19日                     | 1988年2月19日                     |
| ゲスト出演          | 出演                              | 役名                              | 配役                              |
| ゲスト出演          | トニー・プラナ                    | エルネスト・ゲレロ                | チリ警察長官                      |
| ゲスト出演          | マーク・メトカーフ                | ブロディ                          | 武器取締局                        |
| ゲスト出演          | オリヴァー・プラット              | スピード・スタイルズ              | 元武器取締局                      |
| ゲスト出演          | リサ・マリー                      | シンダー                          | コールガール                      |
| ゲスト出演          | マイケル・デ・バレス              | シェーン・デュボア                | ポン引き                          |
| 監督                | ビル・デューク                    | ビル・デューク                    | ビル・デューク                    |
| 脚本                | ピーター・ランス                  | ピーター・ランス                  | ピーター・ランス                  |
| 前エピソード        | 狙われた娼婦 政界に暗躍する獣たち | 狙われた娼婦 政界に暗躍する獣たち | 狙われた娼婦 政界に暗躍する獣たち |
| 次エピソード        | 潜入！謎の先住民部隊を追え！！    | 潜入！謎の先住民部隊を追え！！    | 潜入！謎の先住民部隊を追え！！    |

使用された楽曲
| アーティスト名           | タイトル             | 邦題                             |
| ------------------------ | -------------------- | -------------------------------- |
| M/A/R/R/S                | Pump Up the Volume   | パンプ・アップ・ザ・ヴォリューム |
| ジーン・ラヴズ・ジザベル | Twenty Killer Hurts  |                                  |
| ビッグ・ピック           | I Can't Break Away   |                                  |
| シュリークバック         | Running On The Rocks |                                  |

- 監督は俳優としても有名なビル・デューク。
- マイケル・デ・バレスは2度目の出演。前回はS2・2話「謎の教団・血の復讐！警官連続殺人事件」で、ゲストのパワー・ステーションの新メンバーとして紹介された。。
- ゲレロの逃亡に使用した飛行艇は、2005年にチョークス・オーシャンエアウェイズ101便墜落事故を起こし乗員と乗客20人が死亡した。
- パワーボートのチェイスシーンにシーズン1の未使用映像を使用したため、クロケットのスカラベKV38が何度かシーズン1のスティンガー390Xに切り替わる。同時にクロケットのジャケットと髪の長さが変わりサングラスも消える。
- テレビ東京の初回放映は、これが最終回となった。

### 第１５話「潜入！謎の先住民部隊を追え！！」
| シーズン４ 第１５話 |                                              |                                              |                                              |
| サブタイトル        | 潜入！謎の先住民部隊を追え！！               | 潜入！謎の先住民部隊を追え！！               | 潜入！謎の先住民部隊を追え！！               |
| 原題                | Indian Wars                                  | Indian Wars                                  | Indian Wars                                  |
| 初回放映            | 1988年2月26日                                | 1988年2月26日                                | 1988年2月26日                                |
| ゲスト出演          | 出演                                         | 役名                                         | 配役                                         |
| ゲスト出演          | ジョー・ターケル                             | レヴェック                                   | 麻薬密売人                                   |
| ゲスト出演          | パトリック・ビショップ                       | ジョー・ダン・ジャンパー                     | チーフの息子                                 |
| ゲスト出演          | ロレイン・モラン・トーレ                     | ベッキー・ウェルズ                           | ツアーガイド                                 |
| ゲスト出演          | Ｅ・クロード・リチャーズ                     | チーフ・ジャンパー                           | 部族長                                       |
| 監督                | レオン・イチャソ                             | レオン・イチャソ                             | レオン・イチャソ                             |
| 脚本                | フランク・コフィー 、カール・ウォルドマン    | フランク・コフィー 、カール・ウォルドマン    | フランク・コフィー 、カール・ウォルドマン    |
| 前エピソード        | 冷血の殺人兵器密輸機関を叩け                 | 冷血の殺人兵器密輸機関を叩け                 | 冷血の殺人兵器密輸機関を叩け                 |
| 次エピソード        | 麻薬シンジケートの制裁！殺人犯を救出せよ！！ | 麻薬シンジケートの制裁！殺人犯を救出せよ！！ | 麻薬シンジケートの制裁！殺人犯を救出せよ！！ |

使用された楽曲
| アーティスト名     | タイトル        | 邦題 |
| ------------------ | --------------- | ---- |
| イエロー           | Hawaiian Chance |      |
| ザ・サイレンサーズ | God's Gift      |      |

- 屋敷のシーンは、1980年代にキー・ビスケーンのスターアイライドにあった廃墟の一部を修復して使用した。S2・20話「VIP暗殺計画！楽園を襲うテロの嵐」で武装グループの隠れ家としても使われている。
- この建物はモロッコの実業家であるムハンマド・アル・ファッシ(1952-2002)が1980年代初頭に住居として建設した。1990年代にグロリア・エステファンが購入して建て替えた。

### 第１６話「麻薬シンジケートの制裁！殺人犯を救出せよ！！」
| シーズン４ 第１６話 |                                              |                                              |                                              |
| サブタイトル        | 麻薬シンジケートの制裁！殺人犯を救出せよ！！ | 麻薬シンジケートの制裁！殺人犯を救出せよ！！ | 麻薬シンジケートの制裁！殺人犯を救出せよ！！ |
| 原題                | Honor Among Thieves？                        | Honor Among Thieves？                        | Honor Among Thieves？                        |
| 初回放映            | 1988年3月4日                                 | 1988年3月4日                                 | 1988年3月4日                                 |
| ゲスト出演          | 出演                                         | 役名                                         | 配役                                         |
| ゲスト出演          | ジョン・ボウマン                             | ポール・デルガド                             | 情報提供者                                   |
| ゲスト出演          | ゲイリー・バサラバ                           | サイラス                                     | パルモの側近                                 |
| ゲスト出演          | ディラン・ベイカー                           | エドワード・ジャレル                         | 強盗殺人課の刑事                             |
| ゲスト出演          | ラミー・ザダ                                 | パルモ                                       | 麻薬王                                       |
| ゲスト出演          | ジミー・F・スキャッグス                      | ベニー                                       | 殺人の容疑者                                 |
| 監督                | ジム・ジョンストン                           | ジム・ジョンストン                           | ジム・ジョンストン                           |
| 脚本                | ジャック・リチャードソン                     | ジャック・リチャードソン                     | ジャック・リチャードソン                     |
| 前エピソード        | 潜入！謎の先住民部隊を追え！！               | 潜入！謎の先住民部隊を追え！！               | 潜入！謎の先住民部隊を追え！！               |
| 次エピソード        | 女教師vs.レイプ犯 過熱するマスコミ合戦       | 女教師vs.レイプ犯 過熱するマスコミ合戦       | 女教師vs.レイプ犯 過熱するマスコミ合戦       |

使用された楽曲
| アーティスト名       | タイトル       | 邦題                       |
| -------------------- | -------------- | -------------------------- |
| フランシスコ・タレガ | Capricho Árabe | カプリチョ・アラベ         |
| ビリー・アイドル     | Sweet Sixteen  | スウィート・シクスティーン |
| エアロスミス         | Rag Doll       | ラグ・ドール               |

### 第１７話「女教師vs.レイプ犯 過熱するマスコミ合戦」
| シーズン４ 第１７話 |                                              |                                              |                                              |
| サブタイトル        | 女教師vs.レイプ犯 過熱するマスコミ合戦       | 女教師vs.レイプ犯 過熱するマスコミ合戦       | 女教師vs.レイプ犯 過熱するマスコミ合戦       |
| 原題                | Hell Hath No Fury                            | Hell Hath No Fury                            | Hell Hath No Fury                            |
| 初回放映            | 1988年3月11日                                | 1988年3月11日                                | 1988年3月11日                                |
| ゲスト出演          | 出演                                         | 役名                                         | 配役                                         |
| ゲスト出演          | ドン・ハーヴェイ                             | アラン・ビークス                             | 強姦班                                       |
| ゲスト出演          | ジョン・フィン                               | チャールズ・ハッチ                           | 傭兵、殺し屋                                 |
| ゲスト出演          | ジョン・マイケル・ヒギンズ                   | マリー・フィリップス                         | トーク番組の司会                             |
| ゲスト出演          | カーラ・ブラザース                           | エレン・メイソン                             | 教師                                         |
| 監督                | ヴァージル・W・ヴォーゲル                    | ヴァージル・W・ヴォーゲル                    | ヴァージル・W・ヴォーゲル                    |
| 脚本                | デヴィッド・ブラック、マイケル・ダガン       | デヴィッド・ブラック、マイケル・ダガン       | デヴィッド・ブラック、マイケル・ダガン       |
| 前エピソード        | 麻薬シンジケートの制裁！殺人犯を救出せよ！！ | 麻薬シンジケートの制裁！殺人犯を救出せよ！！ | 麻薬シンジケートの制裁！殺人犯を救出せよ！！ |
| 次エピソード        | 不名誉の死！悪に屈した警官                   | 不名誉の死！悪に屈した警官                   | 不名誉の死！悪に屈した警官                   |

- ヤン・ハマー/ジョン・ピーターセンの音楽のみで、挿入歌が1曲も使われていない唯一のエピソード。

### 第１８話「不名誉の死！悪に屈した警官」
| シーズン４ 第１８話 |                                        |                                        |                                        |
| サブタイトル        | 不名誉の死！悪に屈した警官             | 不名誉の死！悪に屈した警官             | 不名誉の死！悪に屈した警官             |
| 原題                | Badge of Dishonor                      | Badge of Dishonor                      | Badge of Dishonor                      |
| 初回放映            | 1988年3月18日                          | 1988年3月18日                          | 1988年3月18日                          |
| ゲスト出演          | 出演                                   | 役名                                   | 配役                                   |
| ゲスト出演          | ミシェル・シェイ                       | モンタナ・ストーン                     | 刑事                                   |
| ゲスト出演          | ニック・コッリ                         | コロン                                 | 刑事                                   |
| ゲスト出演          | レニ・サントーニ                       | アルトゥーロ・ドミンゲス               | 警部                                   |
| ゲスト出演          | ジュリオ・オスカー・メチョソ           | エスコバル                             | 麻薬ディーラー                         |
| ゲスト出演          | バーブラ・ストライサンド               | （ノンクレジット）                     | 通行人                                 |
| 監督                | リチャード・コンプトン                 | リチャード・コンプトン                 | リチャード・コンプトン                 |
| 脚本                | ディック・ウルフ                       | ディック・ウルフ                       | ディック・ウルフ                       |
| 前エピソード        | 女教師vs.レイプ犯 過熱するマスコミ合戦 | 女教師vs.レイプ犯 過熱するマスコミ合戦 | 女教師vs.レイプ犯 過熱するマスコミ合戦 |
| 次エピソード        | 禁断の果実！女捜査官を誘う甘い罠！     | 禁断の果実！女捜査官を誘う甘い罠！     | 禁断の果実！女捜査官を誘う甘い罠！     |

使用された楽曲
| アーティスト名   | タイトル           | 邦題 |
| ---------------- | ------------------ | ---- |
| アンダーワールド | Glory! Glory!      |      |
| The Payola$      | Eyes of a Stranger |      |

- このエピソードは1986年のいわゆる「リバーコップ事件」を参考にしている[53]。マイアミ川を監視していた3名の刑事が麻薬取引現場を襲撃し、川に飛び込んだ容疑者3名を溺死させ現金と350キロの麻薬を奪ったという事件で、最終的に7名の警察官が起訴された[54]。
- バーブラ・ストライサンドがカメオ出演している。埠頭でクロケットとタブスの前を通り過ぎる女性。彼女はこの頃ドン・ジョンソンと交際していた。
- ミシェル・シェイはS3・16話「女医テレサ・引き裂かれた白衣」でテレサの担当医役で出演した。
- シーズン1で盗聴の専門家レスターを演じてきたジュリオ・オスカー・メチョソが麻薬ディーラーを演じている。

### 第１９話「禁断の果実！女捜査官を誘う甘い罠！」
| シーズン４ 第１９話 |                                          |                                          |                                          |
| サブタイトル        | 禁断の果実！女捜査官を誘う甘い罠！       | 禁断の果実！女捜査官を誘う甘い罠！       | 禁断の果実！女捜査官を誘う甘い罠！       |
| 原題                | Blood and Roses                          | Blood and Roses                          | Blood and Roses                          |
| 初回放映            | 1988年4月1日                             | 1988年4月1日                             | 1988年4月1日                             |
| ゲスト出演          | 出演                                     | 役名                                     | 配役                                     |
| ゲスト出演          | スタンリー・トゥッチ                     | フランク・モスカ                         | 犯罪組織のボス                           |
| ゲスト出演          | メグ・フォスター                         | アリス・カーソン                         | 連邦検事                                 |
| ゲスト出演          | マイケル・ウィンコット                   | ウィルソン・クック                       | マネーロンダラー                         |
| ゲスト出演          | ポール・ハーマン                         | ジミー・ロス                             | 麻薬組織のボス                           |
| ゲスト出演          | フランク・スタローン                     | ビリー                                   | モスカの相棒                             |
| 監督                | ジョージ・メンデラック                   | ジョージ・メンデラック                   | ジョージ・メンデラック                   |
| 脚本                | ディック・ウルフ                         | ディック・ウルフ                         | ディック・ウルフ                         |
| 前エピソード        | 不名誉の死！悪に屈した警官               | 不名誉の死！悪に屈した警官               | 不名誉の死！悪に屈した警官               |
| 次エピソード        | ソニー絶体絶命！！ヒーローを襲った銃弾！ | ソニー絶体絶命！！ヒーローを襲った銃弾！ | ソニー絶体絶命！！ヒーローを襲った銃弾！ |

使用された楽曲　
| アーティスト名 | タイトル         | 邦題                   |
| -------------- | ---------------- | ---------------------- |
| ブラック       | Sweetest Smile   |                        |
| トミー・ショウ | Dangerous Game   | デンジャラス・ゲーム   |
| イギー・ポップ | Winners & Losers | ウィナーズ＆ルーザーズ |

- S4・1話「非情のコネクション 密告者を消せ!!」の続編にあたる。スタンリー・トゥッチとメグ・フォスターが再び登場する。
- モスカが住む邸宅は、S2・20話「VIP暗殺計画!楽園を襲うテロの嵐」で詩人をかくまったセーフハウスと同じ建物。

### 第２０話「ソニー絶体絶命！！ヒーローを襲った銃弾！」
| シーズン４ 第２０話 |                                          |                                          |                                          |
| サブタイトル        | ソニー絶体絶命！！ヒーローを襲った銃弾！ | ソニー絶体絶命！！ヒーローを襲った銃弾！ | ソニー絶体絶命！！ヒーローを襲った銃弾！ |
| 原題                | A Bullet for Crockett                    | A Bullet for Crockett                    | A Bullet for Crockett                    |
| 初回放映            | 1988年4月15日                            | 1988年4月15日                            | 1988年4月15日                            |
| ゲスト出演          | 出演                                     | 役名                                     | 配役                                     |
| ゲスト出演          | ジェシー・ボレゴ                         | エンリケ・モルカ・メンデス               | 麻薬ディーラー                           |
| ゲスト出演          | リサ・ヴィダル                           | エンジェル・モンテピナ                   | メンデスの愛人                           |
| ゲスト出演          | ジョセフ・アリーナ                       | Dr.スティルマン                          | 医師                                     |
| 監督                | ドナルド・L・ゴールド                    | ドナルド・L・ゴールド                    | ドナルド・L・ゴールド                    |
| 脚本                | ディック・ウルフ                         | ディック・ウルフ                         | ディック・ウルフ                         |
| 前エピソード        | 禁断の果実！女捜査官を誘う甘い罠！       | 禁断の果実！女捜査官を誘う甘い罠！       | 禁断の果実！女捜査官を誘う甘い罠！       |
| 次エピソード        | 十字架の誓い！愛しき者に神のご加護を     | 十字架の誓い！愛しき者に神のご加護を     | 十字架の誓い！愛しき者に神のご加護を     |

使用された楽曲
| アーティスト名           | タイトル              | 邦題                                 |
| ------------------------ | --------------------- | ------------------------------------ |
| フィル・コリンズ         | In the Air Tonight    | 夜の囁き                             |
| ハワード・ジョーンズ     | Don't Dream It's Over | ドント・ドリーム・イッツ・オーヴァー |
| ザ・ウォーターボーイズ   | Be My Enemy           |                                      |
| パット・ベネター         | Diamond Field         | 輝くダイアモンド・フィールド         |
| スティーブ・ウィンウッド | There's A River       | リヴァー                             |
| グレン・フライ           | Smuggler's Blues      | スマグラーズ・ブルース               |

- 音楽担当のジョン・ピーターセンはこのエピソードを最後に退いた。シーズン4の残り2話はヤン・ハマーが過去に作曲した音楽を使用し、シーズン5はティム・トルーマンが担当した。
- クロケットが撃たれるのは3回目でこれが最後となる。タブスは計5回撃たれた。
- ワニのエルヴィスをフラッシュバックのシーンで見ることが出来る。

### 第２１話「非情のコネクション 密告者を消せ！！」
| シーズン４ 第２１話 |                                          |                                          |                                          |
| サブタイトル        | 十字架の誓い！愛しき者に神のご加護を     | 十字架の誓い！愛しき者に神のご加護を     | 十字架の誓い！愛しき者に神のご加護を     |
| 原題                | Deliver Us From Evil: PartⅠ              | Deliver Us From Evil: PartⅠ              | Deliver Us From Evil: PartⅠ              |
| 初回放映            | 1988年4月29日                            | 1988年4月29日                            | 1988年4月29日                            |
| ゲスト出演          | 出演                                     | 役名                                     | 配役                                     |
| ゲスト出演          | ガイ・ボイド                             | フランク・ハックマン                     | 殺人犯                                   |
| ゲスト出演          | ドン・オッパー                           | ジョニー・ブラット                       | ハックマンの手下                         |
| ゲスト出演          | ジュリー・ブラムス                       | ジュリア・アダムス                       | ブラットの恋人                           |
| ゲスト出演          | メアリー・ファナロ                       | －                                       | ハックマンの元妻                         |
| ゲスト出演          | シーナ・イーストン                       | ケイトリン・デイヴィス・クロケット       | 歌手                                     |
| 監督                | ジョージ・メンデルク                     | ジョージ・メンデルク                     | ジョージ・メンデルク                     |
| 脚本                | ディック・ウルフ                         | ディック・ウルフ                         | ディック・ウルフ                         |
| 前エピソード        | ソニー絶体絶命！！ヒーローを襲った銃弾！ | ソニー絶体絶命！！ヒーローを襲った銃弾！ | ソニー絶体絶命！！ヒーローを襲った銃弾！ |
| 次エピソード        | 消えた記憶！裏切りのギャングサミット！   | 消えた記憶！裏切りのギャングサミット！   | 消えた記憶！裏切りのギャングサミット！   |

使用された楽曲
| アーティスト名         | タイトル              | 邦題                                     |
| ---------------------- | --------------------- | ---------------------------------------- |
| ピーター・ガブリエル   | We Do What We're Told | ウィ・ドゥ・ホワット・ウィアー・トールド |
| ホーギー・カーマイケル | Lazybones             | レージーボーンズ                         |
| シーナ・イーストン     | Don't Turn Your Back  |                                          |
| シーナ・イーストン     | Follow My Rainbow     | フォロー・マイ・レインボー               |

- 台本ではクロケットが無抵抗のハックマンを射殺する設定だったが、NBCが認めなかったためハックマンの手から銃が落ちるシーンを追加撮影した。NBCは「私立探偵マグナム」S3・1話 ”Did you see the Sunrise?” (1982)の中で、マグナムが非武装の悪役を復讐心から撃ち殺すシーンがあり、論争になったという経緯がある。
- ケイトリンがコンサートを行う場所はサウスビーチにある「CLUB1235」というクラブで、映画「マイアミ・バイス」(2006)の冒頭で潜入捜査をするのもここである。1980年代後半にプリンスがオーナーになり彼が命名した。
- コンサートのシーンでクロケットはシーズン1,2のときのような衣装を着ている。

### 第２２話「消えた記憶！裏切りのギャングサミット！」
| シーズン４ 第２２話 |                                               |                                               |                                               |
| サブタイトル        | 消えた記憶！裏切りのギャングサミット！        | 消えた記憶！裏切りのギャングサミット！        | 消えた記憶！裏切りのギャングサミット！        |
| 原題                | Mirror Image: PartⅡ                           | Mirror Image: PartⅡ                           | Mirror Image: PartⅡ                           |
| 初回放映            | 1988年5月6日                                  | 1988年5月6日                                  | 1988年5月6日                                  |
| ゲスト出演          | 出演                                          | 役名                                          | 配役                                          |
| ゲスト出演          | クリス・クーパー                              | ジミー・アゴヴィック                          | フォートローダーデールの刑事                  |
| ゲスト出演          | アントニオ・ファーガス                        | アレハンドロ・グティエレス                    | マノロの側近                                  |
| ゲスト出演          | ブレント・ジェニングス                        | ローランド・ジョーダン                        | フォートローダーデールの警部                  |
| ゲスト出演          | トニー・アジト                                | ミゲル・マノロ                                | 麻薬組織のボス                                |
| ゲスト出演          | ジュリア・ロバーツ                            | ポリー・ウィーラー                            | マノロのマネージャー                          |
| 監督                | リチャード・コンプトン                        | リチャード・コンプトン                        | リチャード・コンプトン                        |
| 脚本                | ダニエル・サックハイム、ネルソン・オラマス    | ダニエル・サックハイム、ネルソン・オラマス    | ダニエル・サックハイム、ネルソン・オラマス    |
| 前エピソード        | 十字架の誓い！愛しき者に神のご加護を          | 十字架の誓い！愛しき者に神のご加護を          | 十字架の誓い！愛しき者に神のご加護を          |
| 次エピソード        | 血の抗争！麻薬組織を乗っ取れ！！（シーズン5） | 血の抗争！麻薬組織を乗っ取れ！！（シーズン5） | 血の抗争！麻薬組織を乗っ取れ！！（シーズン5） |

使用された楽曲
| アーティスト名         | タイトル             | 邦題                       |
| ---------------------- | -------------------- | -------------------------- |
| エコー&ザ・バニーメン  | Bedbugs and Ballyhoo | ベッドバグズ＆バリィフー   |
| ビッグ・ピック         | Money God            |                            |
| タンジェリン・ドリーム | Alpha Centauri       | ケンタウロス座のアルファ星 |

- ヤン・ハマーの曲が使われたのはこのエピソードが最後となり、シーズン5はティム・トルーマンが音楽を担当した。
- ゲスト出演のアントニオ・ファーガスは「刑事スタスキー＆ハッチ」で情報屋ヒョロ松を演じた。
- 脚本に関わったネルソン・オラマスは元警官で、映画「マイアミ・バイス」(2006)ではテクニカルアドバイザーとして参加した。S1・15話「運び屋のブルース」とS2・22話「終りなき血の報復・全面戦争!バイス対カルデロン一家!!」では爆弾処理班の隊長を演じている。

- マイアミバイスで初めて「クリフハンガー方式」が採用された。結末が未解決のままシーズン5に続く。

## シーズン5（1988年～1990年）
| シーズン5（全21話） | シーズン5（全21話） | シーズン5（全21話）                        | シーズン5（全21話）      | シーズン5（全21話） |
| 話数                | 通算                | サブタイトル                               | 原題                     | 米国初回放映日      |
| ------------------- | ------------------- | ------------------------------------------ | ------------------------ | ------------------- |
| 1                   | 91                  | 血の抗争！麻薬組織を乗っ取れ！！           | Hostile Takeover         | 1988年11月4日       |
| 2                   | 92                  | 決死の償い！失われた記憶を取り戻せ！！     | Redemption in Blood      | 1988年11月11日      |
| 3                   | 93                  | 仕組まれた罠 裏切りの真実を暴け！！        | Heart of Night           | 1988年11月18日      |
| 4                   | 94                  | 危険な休暇 脱獄した凶悪犯を追え！！        | Bad Timing               | 1988年12月2日       |
| 5                   | 95                  | 暗躍！闇から迫る手 巨大取引を阻止せよ！！  | Borrasca                 | 1988年12月9日       |
| 6                   | 96                  | 殺意の包囲網 100万ドルの男を守れ！！       | Line of Fire             | 1988年12月16日      |
| 7                   | 97                  | 悪魔の拷問！死体に刻まれた謎の文字         | Asian Cut                | 1989年1月13日       |
| 8                   | 98                  | 甘い誘惑！賭博組織の恐怖の陰謀！！         | Hard Knocks              | 1988年1月20日       |
| 9                   | 99                  | 法廷対決！敏腕弁護士の裏の顔を暴き出せ！！ | Fruit of The Poison Tree | 1989年2月3日        |
| 10                  | 100                 | 悲劇の暗殺者 愛と憎しみの果てに            | To Have And to Hold      | 1989年2月10日       |
| 11                  | 101                 | 美人議員の謀略 キャステロ危機一髪！        | Miami Squeeze            | 1989年2月17日       |
| 12                  | 102                 | ホラ吹きジャックvs.偽札製造団              | Jack of All Trades       | 1989年3月3日        |
| 13                  | 103                 | 電気イスの恐怖！殺人鬼の歪んだ情熱         | The Cell Within          | 1989年3月10日       |
| 14                  | 104                 | 消えた聖母 暗躍する美術品盗品ディーラー    | The Lost Madonna         | 1989年3月17日       |
| 15                  | 105                 | 闇の警察組織 ゆがんだ正義の執行者          | Over The Line            | 1989年4月28日       |
| 16                  | 106                 | 捕虜収容所の凶行！狙われた生存者たち       | Victim of Circumstance   | 1989年5月5日        |
| 17                  | 107                 | 巨大な罠！正義をかけた最後の任務           | Freefall                 | 1989年5月21日       |
| 18                  | 108                 | ハイテク兵器強奪の悲劇                     | World of Trouble         | 1989年6月14日       |
| 19                  | 109                 | 爽快！ミラクルマン 麻薬王を倒せ!           | Miracle Man              | 1989年6月21日       |
| 20                  | 110                 | 操られた心 悪魔のドラッグの誘惑            | Leap of Faith            | 1989年6月28日       |
| 21                  | 111                 | 偽りの代償！悲しき少女の復讐劇!            | Too Much, Too Late       | 1990年1月25日       |

### 第1話「血の抗争！麻薬組織を乗っ取れ！！」
| シーズン５ 第1話 |                                                      |                                                      |                                                      |
| サブタイトル     | 血の抗争！麻薬組織を乗っ取れ！！                     | 血の抗争！麻薬組織を乗っ取れ！！                     | 血の抗争！麻薬組織を乗っ取れ！！                     |
| 原題             | Hostile Takeover                                     | Hostile Takeover                                     | Hostile Takeover                                     |
| 初回放映         | 1988年11月4日                                        | 1988年11月4日                                        | 1988年11月4日                                        |
| ゲスト出演       | 出演                                                 | 役名                                                 | 配役                                                 |
| ゲスト出演       | ジョン・ポリト                                       | エルネスト”エル・ガトー”・マロノ                     | 麻薬王                                               |
| ゲスト出演       | ジョー・サントス                                     | オスカー・カレラ                                     | 麻薬王                                               |
| ゲスト出演       | デブラ・フューアー                                   | セレステ・カレラ                                     | オスカーの妻                                         |
| ゲスト出演       | アンソニー・クリヴェロ                               | ミゲル・カレラ                                       | オスカーの息子                                       |
| ゲスト出演       | ヴィクター・アルゴ                                   | エミリオ・サラザール                                 | 国軍司令官                                           |
| ゲスト出演       | マット・フリューワー                                 | クリフ・キング                                       | 暗殺者/運び屋                                        |
| 監督             | ドン・ジョンソン                                     | ドン・ジョンソン                                     | ドン・ジョンソン                                     |
| 脚本             | ケン・ソラーズ                                       | ケン・ソラーズ                                       | ケン・ソラーズ                                       |
| 前エピソード     | 消えた記憶！裏切りのギャングサミット！（シーズン４） | 消えた記憶！裏切りのギャングサミット！（シーズン４） | 消えた記憶！裏切りのギャングサミット！（シーズン４） |
| 次エピソード     | 仕組まれた罠 裏切りの真実を暴け！！                  | 仕組まれた罠 裏切りの真実を暴け！！                  | 仕組まれた罠 裏切りの真実を暴け！！                  |

使用された楽曲
| アーティスト名   | タイトル                  | 邦題                         |
| ---------------- | ------------------------- | ---------------------------- |
| アンダーワールド | Underneath the Radar      | アンダーニース・ザ・レイダー |
| トニ・チャイルズ | Walk and Talk Like Angels |                              |

- シーズン4最終話からの続きで、マイアミバイスで初めて「クリフハンガー方式」が採用された。
- ドン・ジョンソンが監督を務めた4エピソードのうちの一つ。
- 放送予定は9月だったが、脚本家協会のストライキにより撮影開始が2ヶ月遅れたため11月にずれ込んだ。そのため第22話に予定していた”The Edge”が撮影中止に追い込まれた。
- シーズン5から音楽担当のヤン・ハマーが退き、ティム・トルーマンに代わった。

### 第２話「決死の償い！失われた記憶を取り戻せ！！」
| シーズン５ 第２話 |                                        |                                        |                                        |
| サブタイトル      | 決死の償い！失われた記憶を取り戻せ！！ | 決死の償い！失われた記憶を取り戻せ！！ | 決死の償い！失われた記憶を取り戻せ！！ |
| 原題              | Redemption in Blood                    | Redemption in Blood                    | Redemption in Blood                    |
| 初回放映          | 1988年11月11日                         | 1988年11月11日                         | 1988年11月11日                         |
| ゲスト出演        | 出演                                   | 役名                                   | 配役                                   |
| ゲスト出演        | デブラ・フューアー                     | セレステ                               | オスカー・カレラの妻                   |
| ゲスト出演        | ヴィクター・アルゴ                     | エミリオ・サラザール                   | 某国の司令官                           |
| ゲスト出演        | ジョン・ポリト                         | エル・ガトー                           | 麻薬王                                 |
| ゲスト出演        | マット・フリューワー                   | クリフ・キング                         | 運び屋                                 |
| 監督              | ポール・クラスニー                     | ポール・クラスニー                     | ポール・クラスニー                     |
| 脚本              | ロバート・ウォード、ケン・ソラーズ     | ロバート・ウォード、ケン・ソラーズ     | ロバート・ウォード、ケン・ソラーズ     |
| 前エピソード      | 血の抗争！麻薬組織を乗っ取れ！！       | 血の抗争！麻薬組織を乗っ取れ！！       | 血の抗争！麻薬組織を乗っ取れ！！       |
| 次エピソード      | 仕組まれた罠 裏切りの真実を暴け！！    | 仕組まれた罠 裏切りの真実を暴け！！    | 仕組まれた罠 裏切りの真実を暴け！！    |

使用された楽曲
| アーティスト名       | タイトル               | 邦題                           |
| -------------------- | ---------------------- | ------------------------------ |
| ピーター・セテラ     | You Never Listen to Me | ネヴァー・リッスン・トゥ・ミー |
| ピーター・ガブリエル | Don't Give Up          | ドント・ギブ・アップ           |

- ジョン・メレンキャンプの曲を使用する予定だったが、土壇場になって許可が得られないとわかり、代わりに音楽担当のティム・トルーマン作曲の”Everything Inside of Me”[55]が使われた[56]。ヴォーカルはトルーマン自身である。

### 第３話「仕組まれた罠 裏切りの真実を暴け！！」
| シーズン５ 第３話 |                                        |                                        |                                        |
| サブタイトル      | 仕組まれた罠 裏切りの真実を暴け！！    | 仕組まれた罠 裏切りの真実を暴け！！    | 仕組まれた罠 裏切りの真実を暴け！！    |
| 原題              | Heart of Night                         | Heart of Night                         | Heart of Night                         |
| 初回放映          | 1988年11月18日                         | 1988年11月18日                         | 1988年11月18日                         |
| ゲスト出演        | 出演                                   | 役名                                   | 配役                                   |
| ゲスト出演        | ロザリンド・チャオ                     | メイ・イン                             | キャステロの元妻                       |
| ゲスト出演        | ジェームズ・サイトウ                   | マー・セク                             | メイ・インの夫                         |
| ゲスト出演        | マイケル・ロンバード                   | マルコム・グレイ                       | CIA                                    |
| ゲスト出演        | ボブ・ガントン                         | リヴァス                               | 麻薬ディーラー                         |
| 監督              | ポール・クラスニー                     | ポール・クラスニー                     | ポール・クラスニー                     |
| 脚本              | ジェームズ・ベケット                   | ジェームズ・ベケット                   | ジェームズ・ベケット                   |
| 前エピソード      | 決死の償い！失われた記憶を取り戻せ！！ | 決死の償い！失われた記憶を取り戻せ！！ | 決死の償い！失われた記憶を取り戻せ！！ |
| 次エピソード      | 危険な休暇 脱獄した凶悪犯を追え！！    | 危険な休暇 脱獄した凶悪犯を追え！！    | 危険な休暇 脱獄した凶悪犯を追え！！    |

使用された楽曲
| アーティスト名                 | タイトル    | 邦題             |
| ------------------------------ | ----------- | ---------------- |
| チャーチ                       | Blood Money | ブラッド・マネー |
| ジョー・コッカー               | The One     |                  |
| ザ・キュアー                   | The Kiss    | キス             |
| ジョーン・アーマトレイディング | Dark Truths |                  |

- キャステロの元妻のメイ・インは2回目の登場。ジョアン・チェンからロザリンド・チャオに代わった。

### 第４話「危険な休暇 脱獄した凶悪犯を追え！！」
| シーズン５ 第４話 |                                           |                                           |                                           |
| サブタイトル      | 危険な休暇 脱獄した凶悪犯を追え！！       | 危険な休暇 脱獄した凶悪犯を追え！！       | 危険な休暇 脱獄した凶悪犯を追え！！       |
| 原題              | Bad Timing                                | Bad Timing                                | Bad Timing                                |
| 初回放映          | 1988年12月2日                             | 1988年12月2日                             | 1988年12月2日                             |
| ゲスト出演        | 出演                                      | 役名                                      | 配役                                      |
| ゲスト出演        | メリッサ・レオ                            | キャスリーン・ギルフォード                | バーテンダー                              |
| ゲスト出演        | ウィリアム・オリアリー                    | スコッティ・マッケンナ                    | 武装強盗                                  |
| ゲスト出演        | プルイット・テイラー・ヴィンス            | クルス                                    | 脱獄犯                                    |
| ゲスト出演        | ゲイリー・ファーマー                      | ウィルソン                                | 脱獄犯                                    |
| ゲスト出演        | マーク・マコーレイ                        | ドク・ジェリー                            | 武装強盗                                  |
| ゲスト出演        | ジャーメイン・スチュアート                | ー                                        | シンガー                                  |
| 監督              | ヴァージル・Ｗ・ヴォーゲル                | ヴァージル・Ｗ・ヴォーゲル                | ヴァージル・Ｗ・ヴォーゲル                |
| 脚本              | スコット・シェファード                    | スコット・シェファード                    | スコット・シェファード                    |
| 前エピソード      | 仕組まれた罠 裏切りの真実を暴け！！       | 仕組まれた罠 裏切りの真実を暴け！！       | 仕組まれた罠 裏切りの真実を暴け！！       |
| 次エピソード      | 暗躍！闇から迫る手 巨大取引を阻止せよ！！ | 暗躍！闇から迫る手 巨大取引を阻止せよ！！ | 暗躍！闇から迫る手 巨大取引を阻止せよ！！ |

使用された楽曲
| アーティスト名             | タイトル                    | 邦題                        |
| -------------------------- | --------------------------- | --------------------------- |
| ジャーメイン・スチュワート | Don't Talk Dirty To Me      |                             |
| イギー・ポップ             | Power & Freedom             | パワー・アンド.・フリーダム |
| イギー・ポップ             | Cold Metal                  | コールド・メタル            |
| ハンク・ウィリアムス Jr.   | I'm So Lonesome I Could Cry |                             |

- クロケットが父親の記憶を話すシーンがある。
- クロケットがジーズンを履きオートバイに乗るシーンが見られる。ジーンズ姿は2度目。
- 脱獄犯に撃たれる警官はニュージャージー警察の制服を着ている。

### 第５話「暗躍！闇から迫る手 巨大取引を阻止せよ！！」
| シーズン５ 第1話 |                                                        |                                                        |                                                        |
| サブタイトル     | 暗躍！闇から迫る手 巨大取引を阻止せよ！！              | 暗躍！闇から迫る手 巨大取引を阻止せよ！！              | 暗躍！闇から迫る手 巨大取引を阻止せよ！！              |
| 原題             | Borrasca                                               | Borrasca                                               | Borrasca                                               |
| 初回放映         | 1988年12月9日                                          | 1988年12月9日                                          | 1988年12月9日                                          |
| ゲスト出演       | 出演                                                   | 役名                                                   | 配役                                                   |
| ゲスト出演       | ファン・フェルナンデス                                 | マルテッロ・ボラスカ                                   | 反革命グループのリーダー                               |
| ゲスト出演       | カルロス・セステロ                                     | アルトロ・ウリベ                                       | 元刑事                                                 |
| ゲスト出演       | ブライオン・ジェームズ                                 | エドワード・リース                                     | 諜報員                                                 |
| ゲスト出演       | マリオ・エルネスト・サンチェス                         | ジョージ                                               |                                                        |
| 監督             | ヴァーン・ギラム                                       | ヴァーン・ギラム                                       | ヴァーン・ギラム                                       |
| 脚本             | エルヴィス・コール、ヴラディスラヴォ・ステファンクツァ | エルヴィス・コール、ヴラディスラヴォ・ステファンクツァ | エルヴィス・コール、ヴラディスラヴォ・ステファンクツァ |
| 前エピソード     | 危険な休暇 脱獄した凶悪犯を追え！！                    | 危険な休暇 脱獄した凶悪犯を追え！！                    | 危険な休暇 脱獄した凶悪犯を追え！！                    |
| 次エピソード     | 意の包囲網 100万ドルの男を守れ！！                     | 意の包囲網 100万ドルの男を守れ！！                     | 意の包囲網 100万ドルの男を守れ！！                     |

使用された楽曲
| アーティスト名     | タイトル                  | 邦題         |
| ------------------ | ------------------------- | ------------ |
| ピンク・フロイド   | The Dogs of War           | 戦争の犬たち |
| シネイド・オコナー | I Want Your (Hands On Me) |              |

- クロケットが一度も登場しない唯一のエピソード。
- この頃からスワイテクのギャンブル依存症が描かれる。
- 放送順の入れ替えがあり、前エピソードでは無かったタブスの髭が本エピソードで元に戻る。
- マリオ・エルネスト・サンチェスは異なる役で5エピソードに出演し、映画「マイアミ・バイス」(2006)ではイザベラの用心棒を演じた。

### 第６話「殺意の包囲網 100万ドルの男を守れ！！」
| シーズン５ 第６話 |                                           |                                           |                                           |
| サブタイトル      | 殺意の包囲網 100万ドルの男を守れ！！      | 殺意の包囲網 100万ドルの男を守れ！！      | 殺意の包囲網 100万ドルの男を守れ！！      |
| 原題              | Line of Fire                              | Line of Fire                              | Line of Fire                              |
| 初回放映          | 1988年12月16日                            | 1988年12月16日                            | 1988年12月16日                            |
| ゲスト出演        | 出演                                      | 役名                                      | 配役                                      |
| ゲスト出演        | ジャスティン・ラザード                    | ジョーイ・ハーディン                      | DEA                                       |
| ゲスト出演        | ケビン・メイジャー・ハワード              | ベイツ                                    | FBI                                       |
| ゲスト出演        | アーロン・イペール                        | カルロス・カンテロ                        | 麻薬王                                    |
| ゲスト出演        | バリー・プリマス                          | ダレイ                                    | FBI                                       |
| 監督              | リチャード・コンプトン                    | リチャード・コンプトン                    | リチャード・コンプトン                    |
| 脚本              | レイモンド・ハルトゥング                  | レイモンド・ハルトゥング                  | レイモンド・ハルトゥング                  |
| 前エピソード      | 暗躍！闇から迫る手 巨大取引を阻止せよ！！ | 暗躍！闇から迫る手 巨大取引を阻止せよ！！ | 暗躍！闇から迫る手 巨大取引を阻止せよ！！ |
| 次エピソード      | 悪魔の拷問！死体に刻まれた謎の文字        | 悪魔の拷問！死体に刻まれた謎の文字        | 悪魔の拷問！死体に刻まれた謎の文字        |

使用された楽曲
| アーティスト名 | タイトル   | 邦題 |
| -------------- | ---------- | ---- |
| ミニストリー   | Stigmata   |      |
| Rugged Edge    | Madame Axe |      |

- DEAの若手捜査官ジョーイ・ハーディンはシーズン5で3エピソードに登場する。マイアミバイスの終了に伴い、NBCはハーディン刑事が主人公のマイアミバイスのスピンンオフシリーズを計画しており、これはその伏線を敷くためのエピソードだった。しかしスピンオフは実現しなかった。
- St.ヴィトスダンス号が出てくるがワニのエルヴィスが全く登場しない。
- クロケットがデニムジャケット（いわゆるジージャン）を着ている姿が見られる。

### 第７話「悪魔の拷問！死体に刻まれた謎の文字」
| シーズン５ 第７話 |                                        |                                      |                                      |
| サブタイトル      | 悪魔の拷問！死体に刻まれた謎の文字     | 悪魔の拷問！死体に刻まれた謎の文字   | 悪魔の拷問！死体に刻まれた謎の文字   |
| 原題              | Asian Cut                              | Asian Cut                            | Asian Cut                            |
| 初回放映          | 1989年1月13日                          | 1989年1月13日                        | 1989年1月13日                        |
| ゲスト出演        | 出演                                   | 役名                                 | 配役                                 |
| ゲスト出演        | デヴィッド・シュラム                   | エリック・ハリウェル                 | 大学教授                             |
| ゲスト出演        | ケイリー=ヒロユキ・タガワ              | テゴロ                               | 麻薬ディーラー                       |
| ゲスト出演        | ラッセル・ホートン                     | スチュアート・ホイットリー           | フォトジャーナリスト                 |
| ゲスト出演        | アルフレッド・アルヴァレス・カルデロン | カルロス・エスコバル                 | 元傭兵                               |
| 監督              | ジェームズ・コントナー                 | ジェームズ・コントナー               | ジェームズ・コントナー               |
| 脚本              | ロバート・ウォード                     | ロバート・ウォード                   | ロバート・ウォード                   |
| 前エピソード      | 殺意の包囲網 100万ドルの男を守れ！！   | 殺意の包囲網 100万ドルの男を守れ！！ | 殺意の包囲網 100万ドルの男を守れ！！ |
| 次エピソード      | 甘い誘惑！賭博組織の恐怖の陰謀！！     | 甘い誘惑！賭博組織の恐怖の陰謀！！   | 甘い誘惑！賭博組織の恐怖の陰謀！！   |

使用された楽曲
| アーティスト名                   | タイトル               | 邦題 |
| -------------------------------- | ---------------------- | ---- |
| ザット・ペトロール・エモーション | Here It Is... Take It! |      |
| チャーチ                         | Under the Milky Way    |      |

- ケイリー=ヒロユキ・タガワの2度目の出演。ドン・ジョンソンと「刑事ナッシュ・ブリッジス」でも共演した。

### 第８話「甘い誘惑！賭博組織の恐怖の陰謀！！」
| シーズン５ 第８話 |                                            |                                            |                                            |
| サブタイトル      | 甘い誘惑！賭博組織の恐怖の陰謀！！         | 甘い誘惑！賭博組織の恐怖の陰謀！！         | 甘い誘惑！賭博組織の恐怖の陰謀！！         |
| 原題              | Hard Knocks                                | Hard Knocks                                | Hard Knocks                                |
| 初回放映          | 1989年1月20日                              | 1989年1月20日                              | 1989年1月20日                              |
| ゲスト出演        | 出演                                       | 役名                                       | 配役                                       |
| ゲスト出演        | リチャード・ジェンキンズ                   | マーヴィン・グッドマン                     | ギャング                                   |
| ゲスト出演        | ヴィクター・スレザック                     | ジェローム・ホロウィッツ                   | フットボールのエージェント                 |
| ゲスト出演        | ジョーダン・クラーク                       | マック・マルハーン                         | スワイテクの友人                           |
| ゲスト出演        | リチャード・ジョセフ・ポール               | ケヴィン・マルハーン                       | マックの息子、フットボール選手             |
| ゲスト出演        | イスマエル・イースト・カルロ               | チ・チ・ロドリゲス                         | 金貸し屋                                   |
| 監督              | ヴァーン・ギラム                           | ヴァーン・ギラム                           | ヴァーン・ギラム                           |
| 脚本              | ロバート・ウォード、スコット・シェパード   | ロバート・ウォード、スコット・シェパード   | ロバート・ウォード、スコット・シェパード   |
| 前エピソード      | 悪魔の拷問！死体に刻まれた謎の文字         | 悪魔の拷問！死体に刻まれた謎の文字         | 悪魔の拷問！死体に刻まれた謎の文字         |
| 次エピソード      | 法廷対決！敏腕弁護士の裏の顔を暴き出せ！！ | 法廷対決！敏腕弁護士の裏の顔を暴き出せ！！ | 法廷対決！敏腕弁護士の裏の顔を暴き出せ！！ |

使用された楽曲
| アーティスト名                   | タイトル         | 邦題                       |
| -------------------------------- | ---------------- | -------------------------- |
| トム・コクラン                   | Big League       |                            |
| マイク・アンド・ザ・メカニックス | Nobody's Perfect | ノーバディーズ・パーフェク |

- リチャード・ジェンキンズは2度目の出演である。前回はS1・15話「運び屋のブルース」のDEA捜査官役。

### 第９話「法廷対決！敏腕弁護士の裏の顔を暴き出せ！！」
| シーズン５ 第９話 |                                            |                                            |                                            |
| サブタイトル      | 法廷対決！敏腕弁護士の裏の顔を暴き出せ！！ | 法廷対決！敏腕弁護士の裏の顔を暴き出せ！！ | 法廷対決！敏腕弁護士の裏の顔を暴き出せ！！ |
| 原題              | Fruit of the Poison Tree                   | Fruit of the Poison Tree                   | Fruit of the Poison Tree                   |
| 初回放映          | 1989年2月3日                               | 1989年2月3日                               | 1989年2月3日                               |
| ゲスト出演        | 出演                                       | 役名                                       | 配役                                       |
| ゲスト出演        | スティーヴン・マクハティ                   | サム・ボイル                               | 弁護士                                     |
| ゲスト出演        | アマンダ・プラマー                         | リサ・マドセン                             | 弁護士                                     |
| ゲスト出演        | ジェフ・ミーク                             | ロベルト・エンリケス                       | 麻薬ディーラー                             |
| ゲスト出演        | トニー・シリコ                             | フランク・ロマノ                           | ギャング                                   |
| 監督              | ミシェル・マンニング                       | ミシェル・マンニング                       | ミシェル・マンニング                       |
| 脚本              | ロブ・ブラジン                             | ロブ・ブラジン                             | ロブ・ブラジン                             |
| 前エピソード      | 甘い誘惑！賭博組織の恐怖の陰謀！！         | 甘い誘惑！賭博組織の恐怖の陰謀！！         | 甘い誘惑！賭博組織の恐怖の陰謀！！         |
| 次エピソード      | 悲劇の暗殺者 愛と憎しみの果てに            | 悲劇の暗殺者 愛と憎しみの果てに            | 悲劇の暗殺者 愛と憎しみの果てに            |

使用された楽曲
| アーティスト名     | タイトル                 | 邦題       |
| ------------------ | ------------------------ | ---------- |
| U2                 | DESIRE                   | デザイア   |
| ロバート・プラント | Walking Towards Paradise | パラダイス |

- スティーヴン・マクハティは1970年から多数の映画やテレビドラマに出演しており、その数は200作を優に超える。

### 第１０話「 悲劇の暗殺者 愛と憎しみの果てに 」
| シーズン５ 第１０話 |                                            |                                            |                                            |
| サブタイトル        | 悲劇の暗殺者 愛と憎しみの果てに            | 悲劇の暗殺者 愛と憎しみの果てに            | 悲劇の暗殺者 愛と憎しみの果てに            |
| 原題                | To Have and to Hold                        | To Have and to Hold                        | To Have and to Hold                        |
| 初回放映            | 1989年2月10日                              | 1989年2月10日                              | 1989年2月10日                              |
| ゲスト出演          | 出演                                       | 役名                                       | 配役                                       |
| ゲスト出演          | ミゲール・フェラー                         | ラモン・ペンドロサ                         | ルイス・ペンドロサの後継者                 |
| ゲスト出演          | エルピディア・カリロ                       | マリア・ペンドロザ                         | ルイスの妻                                 |
| ゲスト出演          | ラファエル・フェラー                       | カルロス・ペンドロサJr.                    | ルシアの息子                               |
| ゲスト出演          | メアリー・ルー・ロザト                     | ルシア・ペンドロサ                         | ラモンの叔母                               |
| ゲスト出演          | ベリンダ・モンゴメリー                     | キャロライン・バラード                     | クロケットの元妻                           |
| ゲスト出演          | クレイトン・バークレイ・ジョーンズ         | ビリー・クロケット                         | クロケットの息子                           |
| 監督                | ユージン・コア                             | ユージン・コア                             | ユージン・コア                             |
| 脚本                | ウィリアム・コンウェイ                     | ウィリアム・コンウェイ                     | ウィリアム・コンウェイ                     |
| 前エピソード        | 法廷対決！敏腕弁護士の裏の顔を暴き出せ！！ | 法廷対決！敏腕弁護士の裏の顔を暴き出せ！！ | 法廷対決！敏腕弁護士の裏の顔を暴き出せ！！ |
| 次エピソード        | 美人議員の謀略 キャステロ危機一髪！        | 美人議員の謀略 キャステロ危機一髪！        | 美人議員の謀略 キャステロ危機一髪！        |

使用された楽曲
| アーティスト名       | タイトル   | 邦題             |
| -------------------- | ---------- | ---------------- |
| ブライアン・フェリー | Bête Noire | ベイト・ヌワール |
| クリス・デ・バー     | Carry Me   |                  |

- タブスとラモンが待ち伏せされる廃墟はオパロッカエグゼクティブ空港にあった格納庫。本シリーズで4回使用され、「バッド・ボーイズ」(1983)のクライマックスシーンに使われたあと解体された。
- ラファエル・フェラーはミゲール・フェラーの実弟。
- キャロラインとビリーが登場するのはこのエピソードが最後となった。

### 第１１話「美人議員の謀略 キャステロ危機一髪！」
| シーズン５ 第1１話 |                                          |                                          |                                          |
| サブタイトル       | 美人議員の謀略 キャステロ危機一髪！      | 美人議員の謀略 キャステロ危機一髪！      | 美人議員の謀略 キャステロ危機一髪！      |
| 原題               | Miami Squeeze                            | Miami Squeeze                            | Miami Squeeze                            |
| 初回放映           | 1989年2月17日                            | 1989年2月17日                            | 1989年2月17日                            |
| ゲスト出演         | 出演                                     | 役名                                     | 配役                                     |
| ゲスト出演         | ロバート・ジョイ                         | セバスチャン・ロス                       | 麻薬ディーラー                           |
| ゲスト出演         | ジャスティン・ラザード                   | ジョーイ・ハーディン                     | 元DEA                                    |
| ゲスト出演         | ダニエル・ビジャレアル                   | ルイス・ウッド                           | ウッズの息子                             |
| ゲスト出演         | ポール・プロヴェンザ                     | リッキー・デマリア                       | 麻薬ディーラー                           |
| ゲスト出演         | コンラッド・ロバーツ                     | ヘンリー・ウィルフォード                 | 警察署長                                 |
| ゲスト出演         | リタ・モレノ                             | マデリーン・ウッズ                       | 下院議員                                 |
| ゲスト出演         | マリオ・エルネスト・サンチェス           | モラレス                                 |                                          |
| 監督               | ミシェル・マニング                       | ミシェル・マニング                       | ミシェル・マニング                       |
| 脚本               | ロバート・ウォード、ピーター・マッケイブ | ロバート・ウォード、ピーター・マッケイブ | ロバート・ウォード、ピーター・マッケイブ |
| 前エピソード       | 悲劇の暗殺者 愛と憎しみの果てに          | 悲劇の暗殺者 愛と憎しみの果てに          | 悲劇の暗殺者 愛と憎しみの果てに          |
| 次エピソード       | ホラ吹きジャックvs.偽札製造団            | ホラ吹きジャックvs.偽札製造団            | ホラ吹きジャックvs.偽札製造団            |

使用された楽曲
| アーティスト名                           | タイトル      | 邦題             |
| ---------------------------------------- | ------------- | ---------------- |
| クリス・レア                             | Working on It | ワーキング・オン |
| ゲイリー・クレイル・アンド・タックヘッド | Hard Left     |                  |
| ダルシット                               | Find You      |                  |

- リタ・モレノはEGOTを達成した1人。その「EGOT」はフィリップ・マイケル・トーマスが生み出した造語で、1985年のインタビューで「EGOTを取ってみせるよ」と発言して以来使われるようになった。エミー賞、ゴールデングローブ賞、オスカー（アカデミー賞）、トニー賞の頭文字であるが、彼は一つも受賞していない。(2020年時点で計17人が達成している)
- マリオ・エルネスト・サンチェスは異なる役で5エピソードに出演し、映画「マイアミ・バイス」(2006)ではイザベラの用心棒を演じた。

### 第１２話「ホラ吹きジャックvs.偽札製造団」
| シーズン５ 第１２話 |                                     |                                     |                                     |
| サブタイトル        | ホラ吹きジャックvs.偽札製造団       | ホラ吹きジャックvs.偽札製造団       | ホラ吹きジャックvs.偽札製造団       |
| 原題                | Jack of All Trades                  | Jack of All Trades                  | Jack of All Trades                  |
| 初回放映            | 1989年3月3日                        | 1989年3月3日                        | 1989年3月3日                        |
| ゲスト出演          | 出演                                | 役名                                | 配役                                |
| ゲスト出演          | デヴィッド・アンドリュース          | ジャック・クロケット                | 詐欺師、クロケットの従兄弟          |
| ゲスト出演          | ロバート・ミランダ                  | レイ・ソリズ                        | 麻薬ディーラー                      |
| ゲスト出演          | ジェシー・ボレゴ                    | オクタヴィオ・エスカンデロ          | 麻薬ディーラー                      |
| ゲスト出演          | ジョン・サントゥッチ                | ハリー・グラッブス                  | 西海岸のギャング                    |
| 監督                | ヴァーン・ギラム                    | ヴァーン・ギラム                    | ヴァーン・ギラム                    |
| 脚本                | ロバート・ウォード                  | ロバート・ウォード                  | ロバート・ウォード                  |
| 前エピソード        | 美人議員の謀略 キャステロ危機一髪！ | 美人議員の謀略 キャステロ危機一髪！ | 美人議員の謀略 キャステロ危機一髪！ |
| 次エピソード        | 電気イスの恐怖！殺人鬼の歪んだ情熱  | 電気イスの恐怖！殺人鬼の歪んだ情熱  | 電気イスの恐怖！殺人鬼の歪んだ情熱  |

使用された楽曲
| アーティスト名           | タイトル                   | 邦題          |
| ------------------------ | -------------------------- | ------------- |
| スウィングル・シンガーズ | Fugue No. 5 in D Major     |               |
| スウィングル・シンガーズ | Fugue No. 5 in D Minor     |               |
| スウィングル・シンガーズ | Aria                       | G線上のアリア |
| スウィングル・シンガーズ | Invention No. 1 in C Major |               |

- クロケットの従兄弟のジャックが登場する。
- 原題の”Jack of All Trades” とは「何でも屋」「器用貧乏」を意味する。
- 脚本家協会のストライキで製作スケジュールが遅れたため、第12話と第13話は同時に撮影が行われた。

### 第１３話「電気イスの恐怖！殺人鬼の歪んだ情熱」
| シーズン５ 第１３話 |                                         |                                         |                                         |
| サブタイトル        | 電気イスの恐怖！殺人鬼の歪んだ情熱      | 電気イスの恐怖！殺人鬼の歪んだ情熱      | 電気イスの恐怖！殺人鬼の歪んだ情熱      |
| 原題                | The Cell Within                         | The Cell Within                         | The Cell Within                         |
| 初回放映            | 1989年3月10日                           | 1989年3月10日                           | 1989年3月10日                           |
| ゲスト出演          | 出演                                    | 役名                                    | 配役                                    |
| ゲスト出演          | ジョン・Ｐ・ライアン                    | ジェイク・マンニング                    | 殺人容疑者                              |
| ゲスト出演          | マリア・ピティロ                        | アンナ                                  | 売春婦                                  |
| ゲスト出演          | ロビン・バートレット                    | ローダ・キング                          | 精神科医                                |
| ゲスト出演          | リチャード・ガント                      | バリー・ゲイ                            | 元ボクサー                              |
| ゲスト出演          | L・M・キット・カーソン                  | ロバート・フェルプス                    | 映画監督                                |
| 監督                | マイケル・B・ホガン                     | マイケル・B・ホガン                     | マイケル・B・ホガン                     |
| 脚本                | ジャック・リチャードソン                | ジャック・リチャードソン                | ジャック・リチャードソン                |
| 前エピソード        | ホラ吹きジャックvs.偽札製造団           | ホラ吹きジャックvs.偽札製造団           | ホラ吹きジャックvs.偽札製造団           |
| 次エピソード        | 消えた聖母 暗躍する美術品盗品ディーラー | 消えた聖母 暗躍する美術品盗品ディーラー | 消えた聖母 暗躍する美術品盗品ディーラー |

使用された楽曲
| アーティスト名 | タイトル            | 邦題 |
| -------------- | ------------------- | ---- |
| ヤニー         | Keys to Imagination |      |

- 脚本家協会のストライキで製作スケジュールが遅れたため、第12話と第13話は同時に撮影が行われた。

### 第１４話「消えた聖母 暗躍する美術品盗品ディーラー」
| シーズン５ 第１４話 |                                         |                                         |                                         |
| サブタイトル        | 消えた聖母 暗躍する美術品盗品ディーラー | 消えた聖母 暗躍する美術品盗品ディーラー | 消えた聖母 暗躍する美術品盗品ディーラー |
| 原題                | The Lost Madonna                        | The Lost Madonna                        | The Lost Madonna                        |
| 初回放映            | 1989年3月17日                           | 1989年3月17日                           | 1989年3月17日                           |
| ゲスト出演          | 出演                                    | 役名                                    | 配役                                    |
| ゲスト出演          | ピーター・ドヴソン                      | ジョーイ・シャンティ                    | 美術品泥棒                              |
| ゲスト出演          | マイケル・チクリス                      | ジェフリー・ホワイトヘッド              | NY市警の刑事                            |
| ゲスト出演          | ネッド・アイゼンバーグ                  | サル・キャステリ                        | ジョーイの従弟                          |
| ゲスト出演          | エリザヴェス・べリッジ                  | ジュリア・シャンティ                    | ジョーイの妹                            |
| 監督                | チップ・チャルマーズ                    | チップ・チャルマーズ                    | チップ・チャルマーズ                    |
| 脚本                | ロバート・ゴーサルズ                    | ロバート・ゴーサルズ                    | ロバート・ゴーサルズ                    |
| 前エピソード        | 電気イスの恐怖！殺人鬼の歪んだ情熱      | 電気イスの恐怖！殺人鬼の歪んだ情熱      | 電気イスの恐怖！殺人鬼の歪んだ情熱      |
| 次エピソード        | 闇の警察組織 ゆがんだ正義の執行者       | 闇の警察組織 ゆがんだ正義の執行者       | 闇の警察組織 ゆがんだ正義の執行者       |

使用された楽曲 The Lost Madonna
| アーティスト名       | タイトル             | 邦題                   |
| -------------------- | -------------------- | ---------------------- |
| タニタ・ティカラム   | Twist In My Sobriety |                        |
| エリック・クラプトン | She's Waiting        | シーズ・ウェイティング |

- このエピソードが放送された直後、NBCはシーズン5を最後にシリーズを終了すると発表した。
- 人間が撃たれるシーンで着弾と同時に血糊が見られる唯一のエピソード。

### 第１５話「闇の警察組織 ゆがんだ正義の執行者」
| シーズン５ 第１５話 |                                          |                                          |                                          |
| サブタイトル        | 闇の警察組織 ゆがんだ正義の執行者        | 闇の警察組織 ゆがんだ正義の執行者        | 闇の警察組織 ゆがんだ正義の執行者        |
| 原題                | Over The Line                            | Over The Line                            | Over The Line                            |
| 初回放映            | 1989年4月28日                            | 1989年4月28日                            | 1989年4月28日                            |
| ゲスト出演          | 出演                                     | 役名                                     | 配役                                     |
| ゲスト出演          | トーマス・アラナ                         | ウォルター・スティーヴンス               | 刑事                                     |
| ゲスト出演          | ロバート・フィールズ                     | リチャード・ハイスミス                   | 警部                                     |
| ゲスト出演          | アンソニー・バリル                       | ジョニー                                 | 元刑事                                   |
| ゲスト出演          | ジョン・ガラテオ                         | リチャード・ホーキンス                   | 麻薬ディーラー                           |
| 監督                | ラス・メイベリー                         | ラス・メイベリー                         | ラス・メイベリー                         |
| 脚本                | ロバート・ウォード、スコット・シェハード | ロバート・ウォード、スコット・シェハード | ロバート・ウォード、スコット・シェハード |
| 前エピソード        | 消えた聖母 暗躍する美術品盗品ディーラー  | 消えた聖母 暗躍する美術品盗品ディーラー  | 消えた聖母 暗躍する美術品盗品ディーラー  |
| 次エピソード        | 捕虜収容所の凶行！狙われた生存者たち     | 捕虜収容所の凶行！狙われた生存者たち     | 捕虜収容所の凶行！狙われた生存者たち     |

使用された楽曲　
| アーティスト名 | タイトル | 邦題 |
| -------------- | -------- | ---- |
| フィクス       | I'm Life |      |

- 「ダーティハリー2」に似せたストーリー。

### 第１６話「捕虜収容所の凶行！狙われた生存者たち」
| シーズン５ 第１６話 |                                      |                                      |                                      |
| サブタイトル        | 捕虜収容所の凶行！狙われた生存者たち | 捕虜収容所の凶行！狙われた生存者たち | 捕虜収容所の凶行！狙われた生存者たち |
| 原題                | Victim of Circumstance               | Victim of Circumstance               | Victim of Circumstance               |
| 初回放映            | 1989年5月5日                         | 1989年5月5日                         | 1989年5月5日                         |
| ゲスト出演          | 出演                                 | 役名                                 | 配役                                 |
| ゲスト出演          | ポール・ギルフォイル                 | ジョン・ベイカー                     | ネオナチのリーダー                   |
| ゲスト出演          | ステファン・ギーラシュ               | レオ・クレッブス                     | 反ネオナチ財団創設者                 |
| ゲスト出演          | ザンダー・バークレイ                 | ベイリー                             | 刑事                                 |
| ゲスト出演          | ウィリアム・ヒッキー                 | ハンス・コザック                     | 元ナチス収容所の将校                 |
| ゲスト出演          | ジョン・レグイザモ                   | アンジェロ・アルヴァレス             | 売人                                 |
| ゲスト出演          | カレン・ブラック                     | ヘレン・ジャクソン                   | コザックの娘                         |
| 監督                | コリン・バックシー                   | コリン・バックシー                   | コリン・バックシー                   |
| 脚本                | リチャード・ローリー                 | リチャード・ローリー                 | リチャード・ローリー                 |
| 前エピソード        | 闇の警察組織 ゆがんだ正義の執行者    | 闇の警察組織 ゆがんだ正義の執行者    | 闇の警察組織 ゆがんだ正義の執行者    |
| 次エピソード        | 巨大な罠!正義をかけた最後の任務      | 巨大な罠!正義をかけた最後の任務      | 巨大な罠!正義をかけた最後の任務      |

使用された楽曲
| アーティスト名                       | タイトル           | 邦題                       |
| ------------------------------------ | ------------------ | -------------------------- |
| デッド・カン・ダンス                 | Severance          | セヴェランス（別離）       |
| クレズマー・コンサルバトリー・バンド | Miami Beach Rhumba | マイアミ・ビーチ・ルンバ   |
| カウボーイジャンキーズ               | Misguided Angel    | ミスガイデッド・エンジェル |

- ジョン・レグイザモは3回目の出演、ザンダー・バークレイは２回目である。

### 第１７話「巨大な罠!正義をかけた最後の任務」
| シーズン５ 第１７話 |                                            |                                            |                                            |
| サブタイトル        | 巨大な罠!正義をかけた最後の任務            | 巨大な罠!正義をかけた最後の任務            | 巨大な罠!正義をかけた最後の任務            |
| 原題                | Freefall                                   | Freefall                                   | Freefall                                   |
| 初回放映            | 1988年11月4日                              | 1988年11月4日                              | 1988年11月4日                              |
| ゲスト出演          | 出演                                       | 役名                                       | 配役                                       |
| ゲスト出演          | イアン・マクシェーン                       | マニュエル・ボルボン                       | 南米某国の独裁者                           |
| ゲスト出演          | ロバート・ベルトラン                       | ジミンデス                                 | 大佐、ボルボンの側近                       |
| ゲスト出演          | シャーマン・ハワード                       | アンドリュー・ベイカー                     | 麻薬取締局の局長                           |
| ゲスト出演          | グレッグ・ジャーマン                       | ジョニー・ラモン                           | 売人                                       |
| ゲスト出演          | エルピディア・カリロ                       | フェリシア                                 | 反乱軍メンバー                             |
| ゲスト出演          | ロバート・フィールズ                       | リチャード・ハイスミス                     | 麻薬取締局                                 |
| 監督                | ラス・メイベリー                           | ラス・メイベリー                           | ラス・メイベリー                           |
| 脚本                | フランク・ホルマン、スコット・シェファード | フランク・ホルマン、スコット・シェファード | フランク・ホルマン、スコット・シェファード |
| 前エピソード        | 捕虜収容所の凶行！狙われた生存者たち       | 捕虜収容所の凶行！狙われた生存者たち       | 捕虜収容所の凶行！狙われた生存者たち       |
| 次エピソード        | ハイテク兵器強奪の悲劇                     | ハイテク兵器強奪の悲劇                     | ハイテク兵器強奪の悲劇                     |

使用された楽曲
| アーティスト名                       | タイトル          | 邦題                     |
| ------------------------------------ | ----------------- | ------------------------ |
| キング・スワンプ                     | Year Zero         |                          |
| ライル・ラヴェット                   | Cryin' Shame      | クライン・シェイム       |
| ティム・トルーマン＆ドン・ジョンソン | No Way Out        |                          |
| グレン・ミラー・オーケストラ         | Bugle Call Rag    | ビューグル・コール・ラグ |
| ロバート・プラント                   | Ship of Fools     | シップ・オブ・フールズ   |
| ジェネシス                           | Land of Confusion | 混迷の地                 |
| ハネムーン・スイート                 | Bad Attitude      |                          |
| テリー・キャス                       | Tell Me           | テル・ミー               |

- シリーズの最終回となるエピソード。2時間枠(90分)として作られたが、再放送以降は前後編に分けられている。
- ロバート・ベルトランはデビュー作の「ズートスーツ」(1981)でエドワード・ジェームズ・オルモスと共演した。
- テレビ東京で本放送されなかS4・15話以降は吹替版の収録がされていないが、日本でDVDを発売するにあたり最終回のみ吹替版が制作された。

### 第１８話「ハイテク兵器強奪の悲劇」
| シーズン５ 第１８話 |                                 |                                 |                                 |
| サブタイトル        | ハイテク兵器強奪の悲劇          | ハイテク兵器強奪の悲劇          | ハイテク兵器強奪の悲劇          |
| 原題                | World of Trouble                | World of Trouble                | World of Trouble                |
| 初回放映            | 1989年6月14日                   | 1989年6月14日                   | 1989年6月14日                   |
| ゲスト出演          | 出演                            | 役名                            | 配役                            |
| ゲスト出演          | デニス・ファリーナ              | アル・ロンバード                | マフィアのボス                  |
| ゲスト出演          | ルカ・ベルコヴィッチ            | ハンス・ウェッツラー            | 武器商人                        |
| ゲスト出演          | ジュリアン・ブラムス            | リタ・ロンバード                | サル・ロンバードの妻            |
| ゲスト出演          | ヴィンセント・スキャヴェリ      | ローレンス・ファウラー          | 設計技師                        |
| ゲスト出演          | ネッド・アイゼンバーグ          | フェデリコ・リブリージ          | リブリージ家の家長              |
| ゲスト出演          | ティム・クイル                  | サル・ロンバード                | ロンバードの息子                |
| 監督                | アラン・マイヤーソン            | アラン・マイヤーソン            | アラン・マイヤーソン            |
| 脚本                | レイモンド・アルトゥング        | レイモンド・アルトゥング        | レイモンド・アルトゥング        |
| 前エピソード        | 巨大な罠!正義をかけた最後の任務 | 巨大な罠!正義をかけた最後の任務 | 巨大な罠!正義をかけた最後の任務 |
| 次エピソード        | 爽快!ミラクルマン 麻薬王を倒せ! | 爽快!ミラクルマン 麻薬王を倒せ! | 爽快!ミラクルマン 麻薬王を倒せ! |

使用された楽曲
| アーティスト名                   | タイトル        | 邦題               |
| -------------------------------- | --------------- | ------------------ |
| ジプシー・キングス               | Inspiration     | インスピレーション |
| アラン・パーソンズ・プロジェクト | Paseo de Gracia | グラシアの散歩道   |

- シーズン5・18話～20話の3エピソードは本放送から省かれ、最終回を放送した翌月に順次放送された。21話は翌年の再放送の際に初めて放送された。脚本家協会のストライキにより放送時期が遅れたことや、マイアミバイスの視聴率が低迷していたためで、”Lost Episode”（失われたエピソード）と呼ばれている。
- キャステロ主任が全く登場しない4エピソードのうちの1話目。
- シーズン1・22話「血の抗争！マフィア非情の暗殺指令」の続編で、デニス・ファリーナとネッド・アイゼンバーグが再度共演する。

### 第１９話「爽快!ミラクルマン 麻薬王を倒せ!」
| シーズン５ 第１９話 |                                          |                                          |                                          |
| サブタイトル        | 爽快!ミラクルマン 麻薬王を倒せ!          | 爽快!ミラクルマン 麻薬王を倒せ!          | 爽快!ミラクルマン 麻薬王を倒せ!          |
| 原題                | Miracle Man                              | Miracle Man                              | Miracle Man                              |
| 初回放映            | 1989年6月21日                            | 1989年6月21日                            | 1989年6月21日                            |
| ゲスト出演          | 出演                                     | 役名                                     | 配役                                     |
| ゲスト出演          | ホセ・ペレス                             | ジョージ・エステバン                     | ミラクルマン                             |
| ゲスト出演          | ザック・グルニエ                         | エリック・テリー                         | 司会者                                   |
| ゲスト出演          | コンラッド・ロバーツ                     | ヘンリー・ウィルフォード                 | 警察署長                                 |
| 監督                | アラン・マイヤーソン                     | アラン・マイヤーソン                     | アラン・マイヤーソン                     |
| 脚本                | ロバート・ウォード、ジリアン・ホーヴァス | ロバート・ウォード、ジリアン・ホーヴァス | ロバート・ウォード、ジリアン・ホーヴァス |
| 前エピソード        | ハイテク兵器強奪の悲劇                   | ハイテク兵器強奪の悲劇                   | ハイテク兵器強奪の悲劇                   |
| 次エピソード        | 操られた心 悪魔のドラッグの誘惑          | 操られた心 悪魔のドラッグの誘惑          | 操られた心 悪魔のドラッグの誘惑          |

使用された楽曲
| アーティスト名       | タイトル | 邦題 |
| -------------------- | -------- | ---- |
| ファミリア・アンドレ | Nande    |      |

- キャステロ主任が全く登場しない4エピソードのうちの2話目。クロケットも冒頭でしか見られない。
- ザック・グルニエは2エピソ－ドに出演した。前回はS3・16話「女医テレサ・引き裂かれた白衣」の内務調査部の刑事役。
- 自称スーパーヒーロー”ミラクルマン”はイジー・モレノの従兄弟という設定。

### 第２０話「操られた心 悪魔のドラッグの誘惑」
| シーズン５ 第２０話 |                                 |                                 |                                 |
| サブタイトル        | 操られた心 悪魔のドラッグの誘惑 | 操られた心 悪魔のドラッグの誘惑 | 操られた心 悪魔のドラッグの誘惑 |
| 原題                | Leap of Faith                   | Leap of Faith                   | Leap of Faith                   |
| 初回放映            | 1989年6月28日                   | 1989年6月28日                   | 1989年6月28日                   |
| ゲスト出演          | 出演                            | 役名                            | 配役                            |
| ゲスト出演          | キール・マーティン              | ポール・カッター                | 警部                            |
| ゲスト出演          | ジャスティン・ラザード          | ジョーイ・ハーディン            | 元DEA捜査官                     |
| ゲスト出演          | キャメロン・ダイ                | ジャック・アンドリュース        | 刑事                            |
| ゲスト出演          | ローラ・サン・ジャコモ          | タニア・ルイス                  | 刑事                            |
| ゲスト出演          | ジェニファー・ルービン          | クレア                          | 大学生                          |
| ゲスト出演          | キース・ゴードン                | テレンス・ベインズ              | 教授                            |
| 監督                | ロバート・イスコヴ              | ロバート・イスコヴ              | ロバート・イスコヴ              |
| 脚本                | ロバート・ウォード              | ロバート・ウォード              | ロバート・ウォード              |
| 前エピソード        | 爽快!ミラクルマン 麻薬王を倒せ! | 爽快!ミラクルマン 麻薬王を倒せ! | 爽快!ミラクルマン 麻薬王を倒せ! |
| 次エピソード        | 偽りの代償!悲しき少女の復讐劇!  | 偽りの代償!悲しき少女の復讐劇!  | 偽りの代償!悲しき少女の復讐劇!  |

使用された楽曲　
| アーティスト名                        | タイトル                | 邦題                 |
| ------------------------------------- | ----------------------- | -------------------- |
| ガンズ・アンド・ローゼズ              | Paradise City           | パラダイス・シティ   |
| トム・トム・クラブ                    | Kiss Me When I Get Back |                      |
| エディ・ブリケル&ニュー・ボヘミアンズ | What I Am               | ホワット・アイ・アム |

- このエピソードはマイアミバイスのスピンオフシリーズの第1話（パイロット)として製作された。NBCはクロケットの元相棒のポール・カッター刑事と若手刑事の警察ドラマを、マイアミバイスの終了後に予定していたがシリーズ化は実現しなかった。
- そのため本作のクロケットとタブスはゲスト出演という扱い。2人は冒頭のみ登場し、他の主要メンバーは一切出てこない。
- ポール・カッター警部を演じるキール・マーティンは「ヒルストリート・ブルース」のジョン・ラルー刑事で知られる。

### 第２１話「偽りの代償!悲しき少女の復讐劇!」
| シーズン５ 第２１話 |                                 |                                 |                                 |
| サブタイトル        | 偽りの代償!悲しき少女の復讐劇!  | 偽りの代償!悲しき少女の復讐劇!  | 偽りの代償!悲しき少女の復讐劇!  |
| 原題                | Too Much, Too Late              | Too Much, Too Late              | Too Much, Too Late              |
| 初回放映            | 1990年1月25日                   | 1990年1月25日                   | 1990年1月25日                   |
| ゲスト出演          | 出演                            | 役名                            | 配役                            |
| ゲスト出演          | パム・グリア                    | ヴァレリー・ゴードン            | NY市警の刑事                    |
| ゲスト出演          | CCH・パウンダー                 | イヴォンヌ                      | ヴァレリーの友人                |
| ゲスト出演          | ミランダ・ウィリアムズ          | ライオネッテ                    | イヴォンヌの娘                  |
| ゲスト出演          | ジョン・トールズ＝ベイ          | ビリー・スウェイン              | 麻薬ディーラー                  |
| ゲスト出演          | ジューン・ゲイブル              | エレン・ハーディ                | 医師                            |
| ゲスト出演          | マーティン・フェレロ            | イジー・モレノ                  | 情報屋                          |
| ゲスト出演          | （不明）                        | マニー                          | モレノの付き人                  |
| 監督                | リチャード・コンプトン          | リチャード・コンプトン          | リチャード・コンプトン          |
| 脚本                | ジョン・A・コナー               | ジョン・A・コナー               | ジョン・A・コナー               |
| 前エピソード        | 操られた心 悪魔のドラッグの誘惑 | 操られた心 悪魔のドラッグの誘惑 | 操られた心 悪魔のドラッグの誘惑 |

使用された楽曲　
| アーティスト名                    | タイトル                  | 邦題 |
| --------------------------------- | ------------------------- | ---- |
| ミンク・デヴィル                  | Mixed Up, Shook Up Girl   |      |
| パブリック・エナミー              | You're Gonna Get Yours    |      |
| ティム・トルーマン&フィル・ペリー | Help Me Through the Night |      |

- 当初は1989年7月5日に放送する予定だったが、主題となっている児童虐待がテレビ放映にふさわしくないと判断しNBCは放送を取り止めた。翌年のシーズン5の再放送のときに初めて放送された。

- ヴァレリー刑事役のパム・グリアは3回目の出演で、初登場のS1・16話から続くタブスとの関係に終止符を打つエンディングとなった。
- パム・グリアとフィリップ・マイケル・トーマスは偶然にも生年月日が同じ(1949年5月26日)である。
- モレノの「秘書」であるマニーは8エピソードに登場したが、誰が演じたのかわかっていない。彼にはセリフが一度もなかった。映画俳優協会に登録されるのはセリフがある俳優のみで、セリフがないとエキストラと同等の扱いになるため記録が残っていないと考えられる[57]。